# Novgorod
Ne doit pas être confondu avec Nijni Novgorod.
Pour les articles homonymes, voir Novgorod (homonymie).
Novgorod, officiellement Veliki Novgorod (en russe : Великий Новгород [vʲɪˈlʲikʲɪj ˈnovɡərət], litt. « grande ville neuve » et traduisible par Novgorod-la-Grande,), est une ville russe du district fédéral du Nord-Ouest. Centre administratif de l'oblast de Novgorod, et du raïon de Novgorod, dont elle ne fait cependant pas partie, elle a le statut de ville d'importance régionale de l'oblast et forme un okroug urbain. Sa population s'élevait en 2023 à 223 191 personnes, et ses habitants sont appelés les Novgorodiens.
Veliki Novgorod est l'une des plus anciennes villes de Russie selon l'une des versions de la Première chronique de Novgorod, où se serait passé l'appel des Varègues, évènement traditionnellement associé à la naissance de l'État russe, et la première capitale d'un État russe. Au Moyen Âge, elle est le deuxième centre le plus important de la Rus' de Kiev après Kiev, aux XIIe – XVe siècles la capitale de la république de Novgorod, et ce jusqu'à son annexion à la grande-principauté de Moscou en 1478. Elle est ensuite le centre du pays de Novgorod au sein du tsarat de Russie.
La date officielle de la fondation de Novgorod est considérée comme étant 859, selon la première mention de la ville dans la fin de la Chronique de Nikon du XVe siècle. Dans la Chronique des temps passés, écrite au XIIe siècle, la ville est mentionnée pour la première fois sous l'an 862. Néanmoins, les premières couches archéologiques datées de manière fiable de Novgorod ne remontent pas au-delà des années 930. Selon les archéologues, Novgorod serait apparue au tournant des IXe – Xe siècles ou au début du Xe siècle à la source du Volkhov du lac Ilmen. Dans le deuxième quart du Xe siècle, le premier pont sur le Volkhov y fut construit.
En 1136, Novgorod devient la première république libre sur le territoire de la Rus' de Kiev. Dès lors, les pouvoirs du prince de Novgorod sont fortement limités par les boyards et l'assemblée populaire de la vétché. La ville conquiert alors de grandes terres dans le Nord russe Entre les XIIe et XVe siècles, Novgorod fait partie de la ligue hanséatique, et s'enrichit fortement du commerce. Novgorod n'a pas été soumise à l'invasion mongole, bien qu'elle ait rendu hommage à la Horde. Elle conserve ainsi des monuments uniques de l'architecture russe ancienne de la période pré-mongole, le plus célèbre étant la cathédrale Sainte-Sophie. Elle a été la seule ville de la Rus' à avoir échappé au déclin et à la fragmentation au XIe et XIIe siècles.
En 1478, elle est annexée par Ivan III, et en 1569 et 1570, elle subit le massacre par les opritchniki du tsar Ivan IV, perdant alors son statut d'une des principales villes de Russie. 
Entre 1611 et 1617, la ville est sous domination suédoise. 
Avec la fondation de Saint-Pétersbourg en 1703, la ville perd de son importante économique, et reste à l'écart des principales routes commerciales. 
À partir de 1727, elle devient le centre du gouvernement de Novgorod, et est intégrée en 1927 à l'oblast de Léningrad. Pendant la Seconde Guerre mondiale, elle est occupée par les Allemands et est presque entièrement détruite. 
Après la libération, elle redevient un centre régional avec la formation de l'oblast de Novgorod, tandis qu'elle est reconstruite et restaurée par le pays. 
En 1992, l'UNESCO classe le site au rang de patrimoine mondial.

## Géographie

### Localisation
Novgorod est située dans l'oblast de Novgorod, un sujet du nord-ouest de la partie européenne de la Russie. La ville fait partie du district fédéral du Nord-Ouest, se situant à 180 km au sud-est de Saint-Pétersbourg, la capitale du district. La capitale Moscou est à 552 km au sud-est,. Le fuseau horaire est l'heure de Moscou (MSK, UTC+03:00).
La ville proprement dite, forme une subdivision de l'oblast sous le nom d'okroug urbain de Veliki Novgorod (un okroug urbain). Dans ses limites actuelles, la ville couvre une superficie de 93,7 km2.

#### Localités limitrophes
Veliki Novgorod est limitrophe de 24 localités, appartenant toutes au raïon de Novgorod :
| Bolotnaïa, Viajichtchi             | Troubitchino, Vitka, Strelka, Tchetchoulino | Kotovitsy, Sloutka, Robeïka, Khoutyne, Zarelié |
| Syrkovo, Grigorovo                 | Veliki Novgorod                             | Volkhovets, Novaïa Derevnia, Volotovo          |
| Pankovka, Lechino, Novaïa Melnitsa | Rachtchep, Iourievo                         | Cholokhvo, Spas-Nereditsy, Seltso-Chaterno     |

### Hydrographie et relief
Veliki Novgorod est traversée par la rivière Volkhov, l'émissaire du lac Ilmen et qui débouche dans le lac Ladoga. Alors que la rive droite est plate et surtout très marécageuse, sa rive gauche est surélevée, où se trouve la majeure partie de la ville. La rive gauche s'appelle la rive de Sainte-Sophie tandis que la rive droite est la rive du Commerce.
La situation géographique est favorable au transport, car les rivières Lovat, Chelon, Msta, qui se jettent dans le lac, ainsi que la Volkhov, ouvrent des voies de transport idéales. Le Volkhov se jette dans le lac Ladoga, d'où l'on peut rejoindre la mer Baltique en passant par Saint-Pétersbourg. Il existe une connexion avec le bassin de la Volga et la mer Noire via les rivières du sud de l'oblast Novgorod.
La ville se situe dans la plaine du lac Ilmen, qui couvre une grande partie du territoire de l'oblast.

### Géologie
La ville se situe dans la plaine d'Europe orientale (dite « plaine russe ») et dans la partie la plus orientale des croupes lacustres de la Baltique. Géologiquement, la ville se trouve sur la plate-forme russe, qui se compose principalement de sédiments datant du Protérozoïque inférieur au Cénozoïque, qui couvraient de vastes zones du proto-continent Fenno-sarmatia. Contrairement aux montagnes environnantes, la plate-forme russe est pauvre en ressources minérales malgré sa taille.

### Paysages
La région est très boisée.

### Climat
Le climat de Veliki Novgorod, de type continental, codé « Dfb » selon la classification de Köppen, se caractérise par des hivers modérément doux, des étés frais. Les automnes sont longs et relativement chauds, les printemps frais et longs. Les précipitations sont fréquentes et réparties tout au long de l'année avec 840 mm d'eau et environ 114 jours pluvieux par an.
Le climat de l'oblast de Novgorod est caractérisé par un temps nuageux en hiver, avec des dégels fréquents (5 à 7 jours/mois). Il y a 5 à 10 jours/mois d'hiver des blizzards. Les brouillards se répartissent tout au long de l'hiver, le matin, avec 5 à 15 jours/mois de brouillards dans l'oblast.
Les températures moyennes sont de −6,1 °C en janvier et de 19,6 °C en juillet avec une moyenne annuelle de 7,11 °C. Le record de température est atteint le 27 juin 2022 avec 32,3 °C. Novgorod bénéficie d'un ensoleillement élevé de 2 273,8 heures de soleil par an, avec en moyenne 74,51 heures de soleil par mois. Le minimum d'ensoleillemet quotidien est en janvier, avec  34 heures sur le mois, soit 1,1 heures par jour, tandis que le maximum d'ensoleillement est en juin, avec 372,88 heures sur le mois, soit 12,43 heures par jour.
| Mois                                | jan. | fév. | mars | avril | mai  | juin | jui. | août | sep. | oct. | nov. | déc. | année |
| ----------------------------------- | ---- | ---- | ---- | ----- | ---- | ---- | ---- | ---- | ---- | ---- | ---- | ---- | ----- |
| Température minimale moyenne (°C)   | −8,3 | −8,4 | −4,8 | 1,4   | 8    | 12,6 | 15,9 | 14,2 | 9,7  | 3,9  | −0,6 | −4,5 | 4,64  |
| Température moyenne (°C)            | −6,1 | −5,9 | −1,6 | 5,7   | 12,6 | 16,7 | 19,6 | 17,6 | 12,5 | 5,8  | 0,9  | −2,8 | 7,11  |
| Température maximale moyenne (°C)   | −4,3 | −3,7 | 1,4  | 9,8   | 16,5 | 20,1 | 22,9 | 20,8 | 15,4 | 7,8  | 2,3  | −1,3 | 9,18  |
| Précipitations (mm)                 | 58   | 45   | 44   | 47    | 68   | 96   | 94   | 93   | 71   | 84   | 78   | 62   | 850   |
| Nombre de jours avec précipitations | 11   | 8    | 8    | 7     | 8    | 10   | 10   | 10   | 9    | 11   | 11   | 11   | 114   |
| Humidité relative (%)               | 85   | 83   | 78   | 69    | 63   | 67   | 71   | 73   | 78   | 83   | 86   | 85   | 74,83 |

| Diagramme climatique                                  |            |           |          |         |            |            |            |           |          |           |            |
| J                                                     | F          | M         | A        | M       | J          | J          | A          | S         | O        | N         | D          |
| −4,3−8,358                                            | −3,7−8,445 | 1,4−4,844 | 9,81,447 | 16,5868 | 20,112,696 | 22,915,994 | 20,814,293 | 15,49,771 | 7,83,984 | 2,3−0,678 | −1,3−4,562 |
| Moyennes : • Temp. maxi et mini °C • Précipitation mm |            |           |          |         |            |            |            |           |          |           |            |

### Milieux naturels et biodiversité
Les espaces verts couvrent 26,4 % du territoire de la ville. Ils se situent principalement autour du lac Miatchino et de Iouriev dans le sud du territoire, sur la rive ouest.

## Urbanisme

### Logement
Au 1er janvier 2017, la ville de Novgorod avait un parc immobilier de 5 382,4 milliers de m2 de logements selon la municipalité, répartis entre 5 098,8 milliers de m2 de logements d'immeubles d'habitation et 210,4 milliers de m2 de maisons individuelles. La superficie du parc de logements d'urgence était au 1er janvier 2022 de 3 758,9 m2, m, dans lequel vivaient 302 personnes.
La ville de Novgorod a un parc de logements vétustes : ainsi, 52 % des immeubles d'habitations nécessitaient en 2017 des travaux de réparations majeurs. Pour l'année 2022, 102 468,0 m2 de logements ont été mis en service, soit une hausse de 115,6 % par rapport à 2021. Dans ce total, 12 043 m2 étaient des maisons individuelles.

### Morphologie urbaine
Traditionnellement, le centre-ville de Novgorod est découpé en deux rives : la rive de Sainte-Sophie (rive gauche), composé de trois quartiers ; et la rive du Commerce (rive droite), qui est elle découpée en deux quartiers. Les autres quartiers de la ville sont parties de ce cœur historique vers principalement le nord,.
Un des plus grands quartiers est le quartier de l'Ouest (en russe : Западный район, Zapadny raïon), qui possède une forte densité de population, avec de grands ensembles. Entre ce quartier et la rive de Sainte-Sophie se trouve le quartier de la gare (en russe : Вокзальный район, Vokzalny raïon), qui possède à la fois des nouveaux immeubles et des quartiers plus anciens, agissant comme une transition,.

Dans le nord, toujours sur la rive occidentale, se trouve le quartier de Chtchouseva (en russe : Район Щусева, Raïon Chtchousseva), qui est le premier que l'on traverse quand l'on arrive depuis le nord. Ce sont des grands ensembles, avec des usines, et le quartier a la réputation dans la ville d'avoir un taux de criminalité important. Encore plus au nord, mais seulement sur la rive, à côté du village de Strelka, se situe le quartier de Kretchevitsa (en russe : Район Кречевицы, Raïon Kretchvitsy), qui est assez isolée, avec principalement des maisons individuelles. Enfin, au sud sur la rive ouest se trouve le quartier de Pskov (en russe : Псковский район, Pskovski raïon), un quartier récent en plein développement. C'est dans ce quartier que se trouve la ville blanche (en russe : белый город, Bely Gorod), un ensemble de maisons chères et neuves,.

Quelques vues de quartiers :
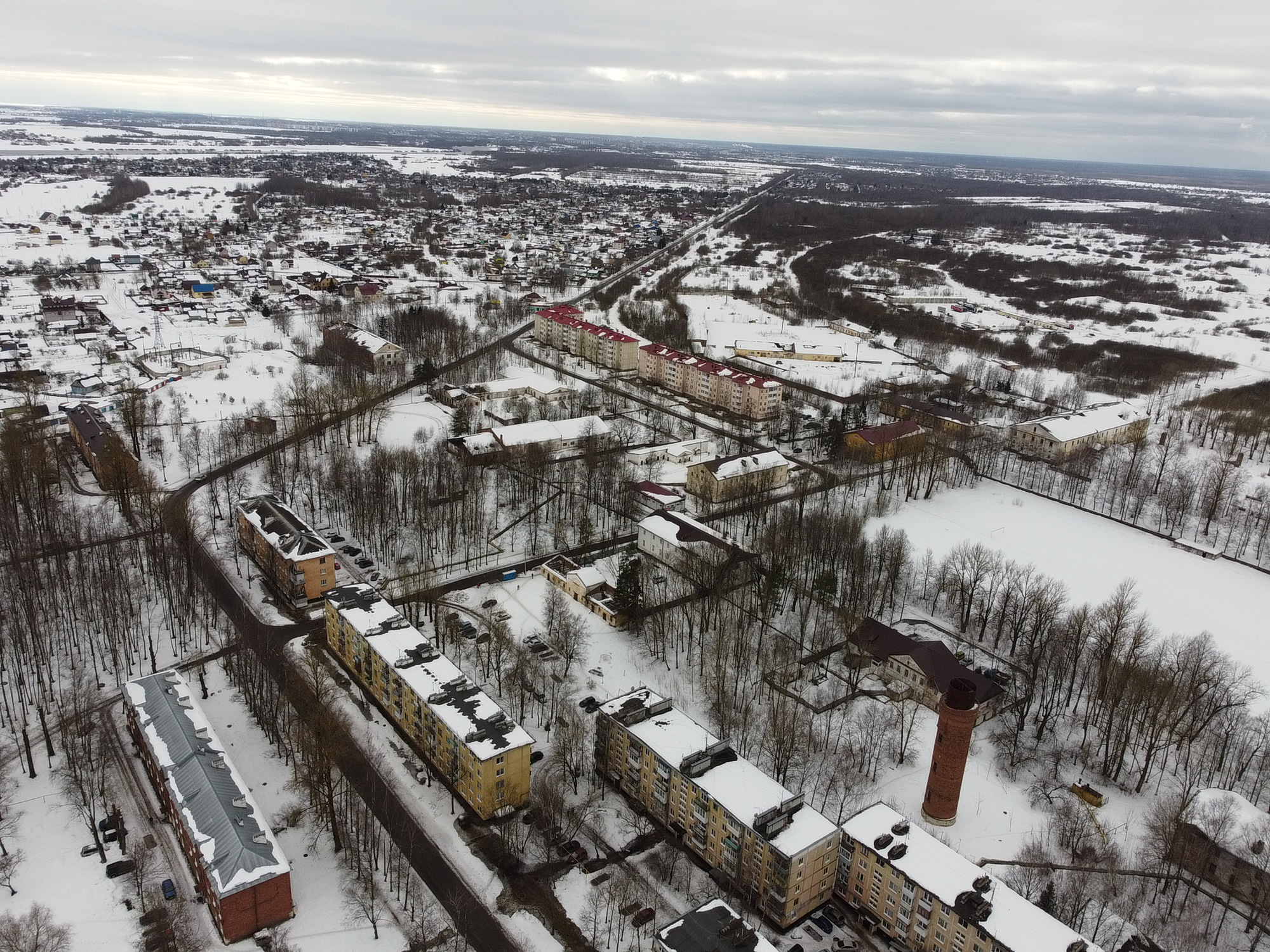
Kretchevitsy.
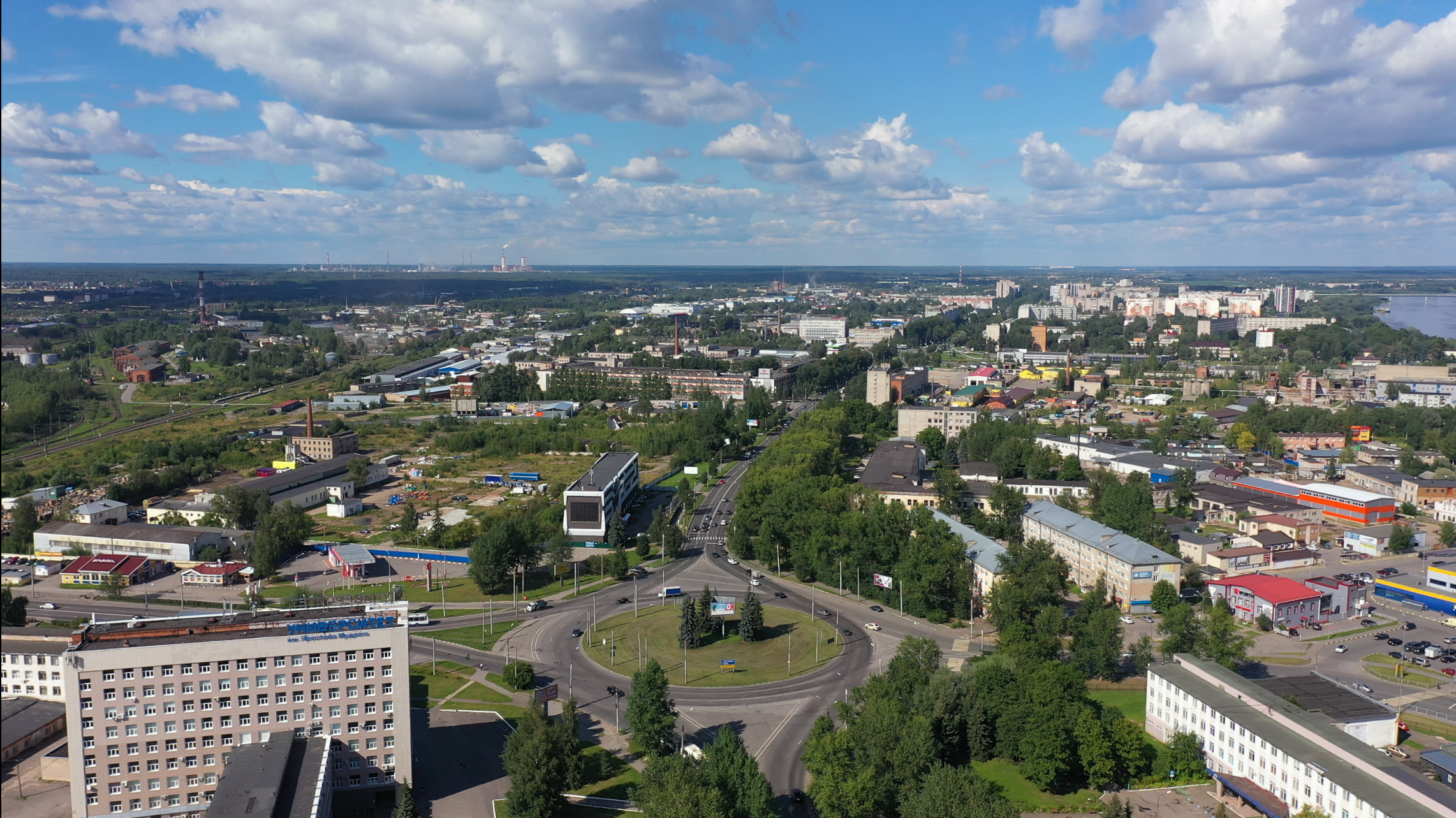
Zone soviétique près de Chtchousseva.
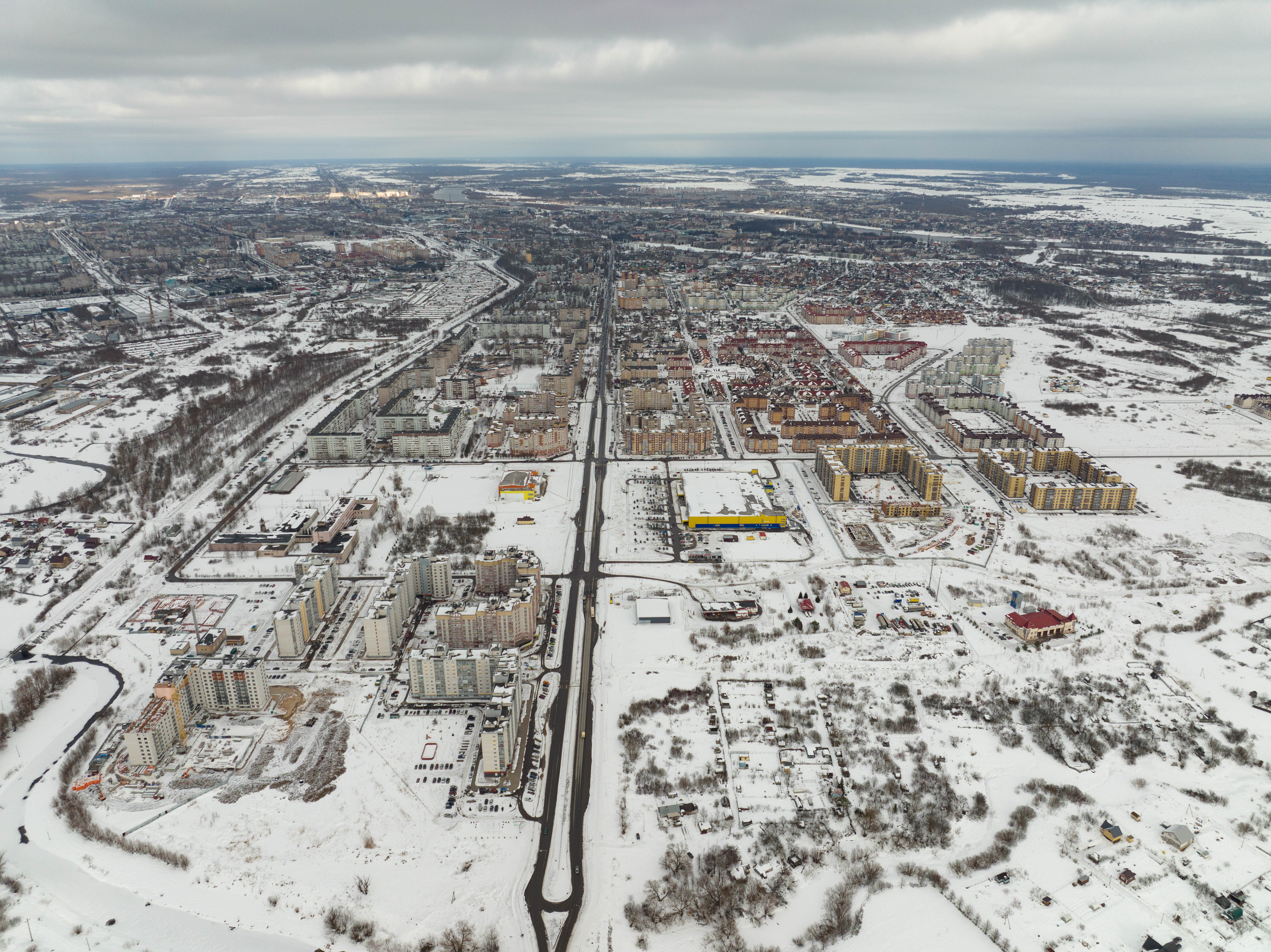
Quartier de Pskov.
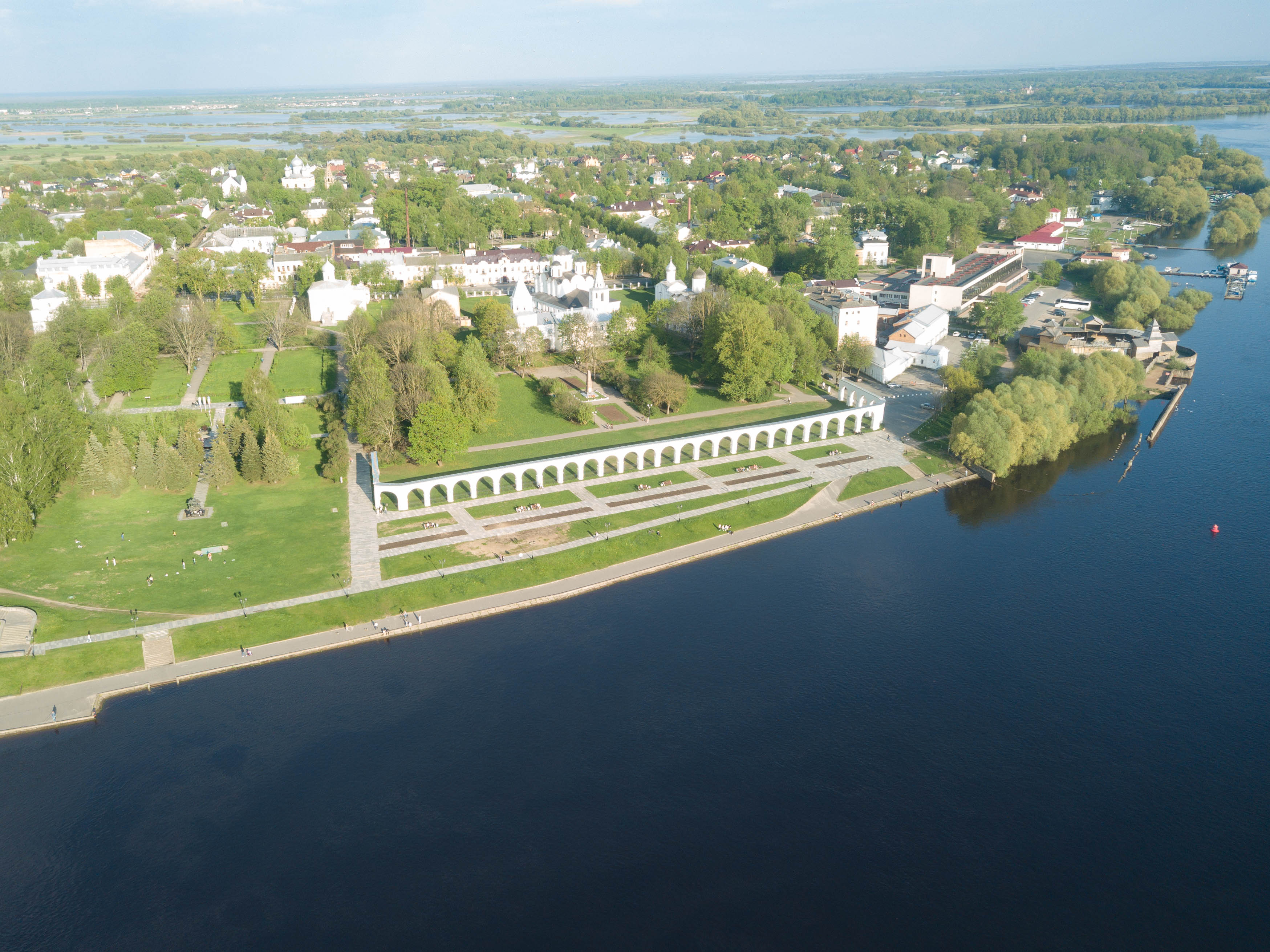
Rive du Commerce.

### Voies de communication et transports

#### Voies de communication

##### Infrastructures routières

Carte de Novgorod et de ses principales rues et routes.

Novgorod est un nœud routier important pour l'oblast, mais insignifant à l'échelle du pays. L'axe de transport de Saint-Pétersbourg au nord à Moscou au sud l'évite par le nord-est. Cet axe est caractérisé par deux routes : la route fédérale M10, qui la contourne et qui est alors à deux voies, et l'autoroute M11 Néva, construite pendant les années 2010, encore plus au nord-est. Il y a deux sorties de la M11 au nord-est de la ville. Outre cet axe, une autre route fédérale dessert Novgorod, la route fédérale R56, qui part de la ville en direction Soltsy et de Pskov vers le sud-ouest,.
Outre les routes fédérales, plusieurs routes régionales convergent à Novgorod. La route régionale 49-A04 commence dans le nord-ouest en direction de Louga vers le nord-ouest où passe là la route fédérale R23 (Saint-Pétersbourg — Nevel). Dans le nord de la ville une route la relie à la M10 et plus loin à une des sorties de la M11, et une autre route fait de même dans le nord-est (vers des sorties différentes). La ville ne possède pas de contournement, mais néanmoins, la route régionale 49K-16 contourne sa partie occidentale, reliant la R56 à la 49-A04 sur 18,3 km.
La ville de Veliki Novgorod compte en 2023 un réseau de routes publiques d'importance locale de 231,6 km. En 2016, 40 % du réseau ne répondait pas aux normes alors en vigueur. Par ailleurs, la ville comptait, en 2016, près de 87 000 véhicules immatriculées dans la ville, sans compter les motos.
La mortalité routière était en 2016 de 5,9 personnes/100 000 hab..

##### Franchissement de la Volkhov et des autres rivières

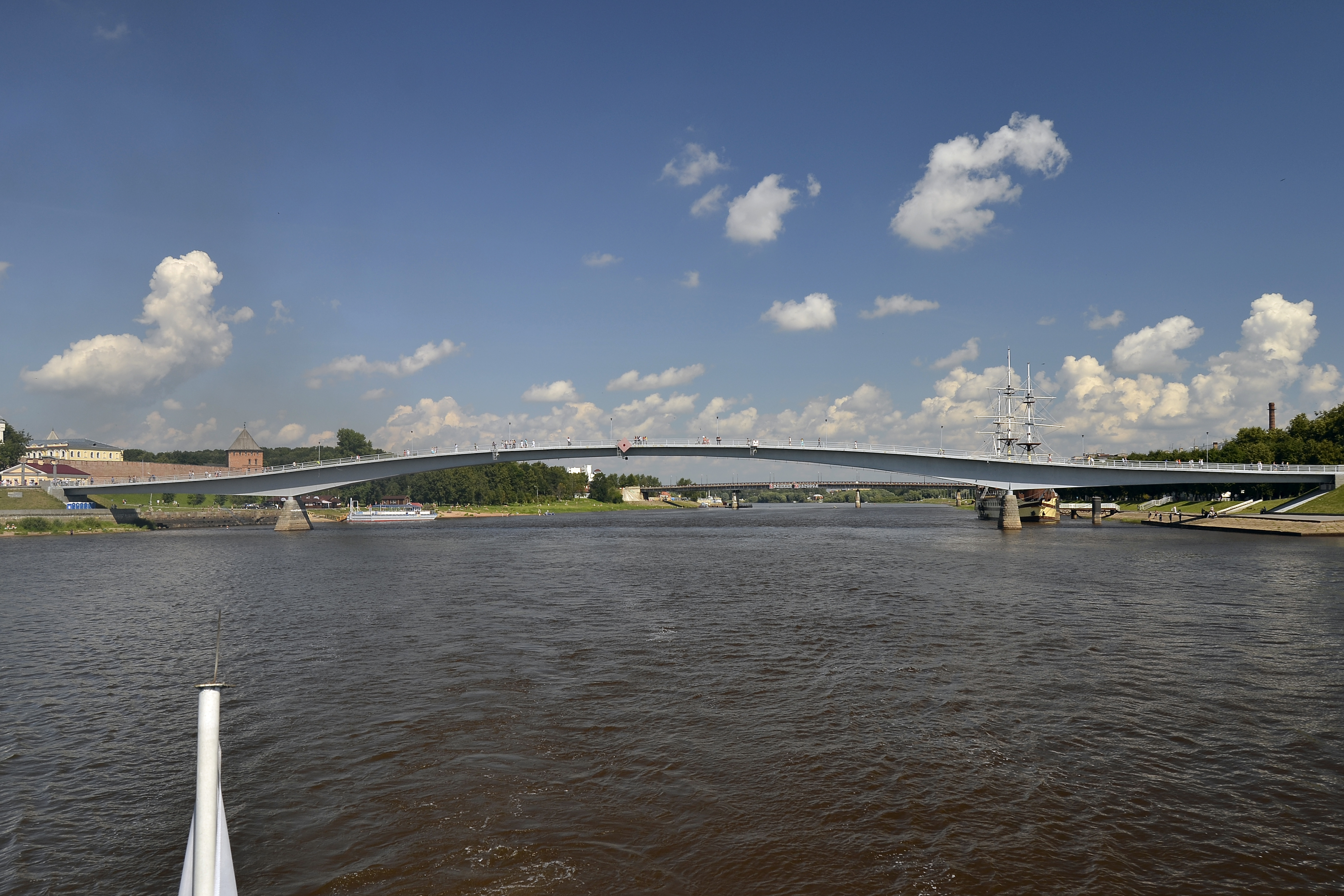
Le pont piéton depuis la rivière Volkhov, appelé pont bossu.

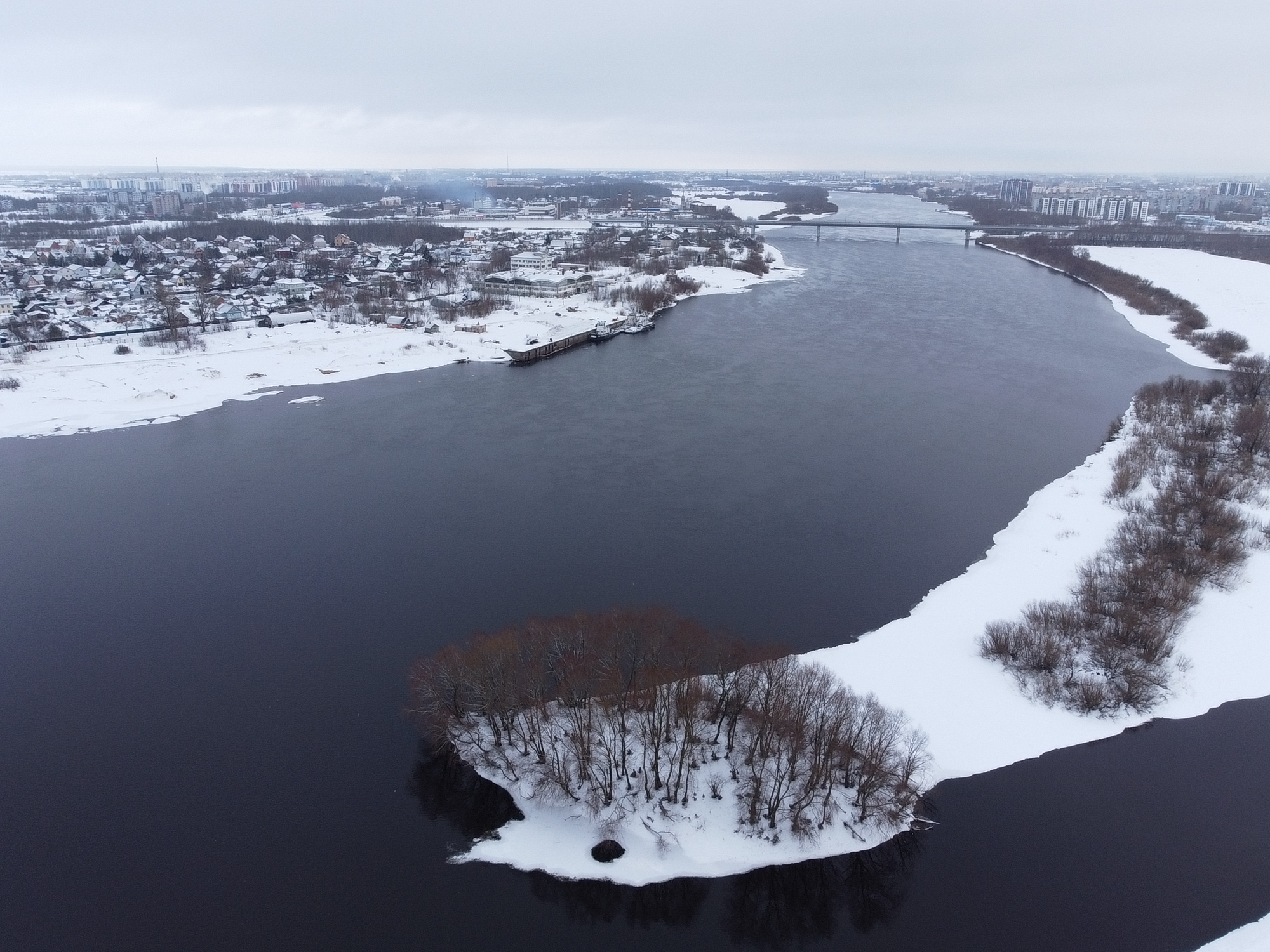
La Volkhov dans la périphérie nord de Novgorod et en arrière-plan le pont de Deverianitsy.

Novgorod a été construite à l'endroit le plus étroit de la Volkhov, rivière émissaire du lac Ilmen. Le premier pont de Novgorod, le Grand pont, apparaît à cet endroit le plus étroit dès le Xe siècle, ce qui est prouvé par des recherches archéologiques. Il permet de connecter les deux parties historiques de Novgorod, la Detinets et la cour de Iaroslavl. Reconstruit à de multiples reprises, il est finalement détruit par les Allemands en 1944 lors de la libération.
En 1824, le pont bleu est construit sur la Mali Volkhovets à l'est de la ville. Gravement endommagé pendant la Seconde Guerre mondiale, il est restauré après la libération. Considéré comme dangereux dans les années 1980, il est doublé d'un nouveau pont à la décennie suivante. En 1991, le premier pont est fermé à la circulation à cause de sa dangerosité. Depuis mai 2022, et jusqu'en août 2024, les travaux pour la restauration du premier pont sont en cours.
Peu après la libération, un pont flottant est mis en place en centre-ville, et au début des années 1950, le pont Alexandre Nevski est construit, qui est ouvert le 16 novembre 1954. Il est le premier pont solide de l'après-guerre, et possède une voie dans chaque sens.
En 1978 est construit et inauguré le pont de Kolmovo, avec deux voies dans chaque sens, dans le nord de la ville, permettant ainsi au trafic de transit de ne pas passer par le centre-ville. Mais il était réputé pour ses constantes rénovations à cause des malfaçons, et est en cours de rénovation majeure.
Après des débats houleux au début des années 1980, la construction d'un nouveau pont est décidée en 1983 à l'endroit de l'ancien Grand pont. Le pont piétonnier, tel est son nom, a une architecture moderne qui ne plaît pas aux habitants de la ville, mais la construction commence tout de même en 1985. Le pont est ouvert en 1987 et connecte que pour les piétons les deux parties du centre historique. En raison de sa forme courbe, le pont est généralement appelé « à bosse ».
Le dernier pont de Novgorod est le pont de Derevyanitsy, le plus au nord des ponts des limites de la ville. Sa construction a commencé en 2010 et s'est élevée à 8 milliards de roubles. Plus long et plus haut pont sur la rivière Volkhov, il est ouvert à la circulation le 5 juillet 2016, et est inauguré le 23 décembre 2016.

#### Transports

##### Transports en commun
Le trolleybus de Novgorod a été le premier système de trolleybus ouvert en Russie après l'effondrement de l'URSS, ouvrant le 3 décembre 1995. Il y a actuellement trois lignes de trolleybus en service dans la ville, depuis que les lignes 4 et 5 ont été fermées en 2022.
La ville compte aussi un réseau de bus. En 2016, la vitesse moyenne des bus du réseau municipal était de 19 km/h.

##### Transport aérien
Les deux aéroports de la ville se trouvent à Iourievo et à Kretchevitsy. Depuis l’effondrement de l’Union Soviétique, il n’y a pratiquement plus de rotations aériennes. L'aéroport de Novgorod Iourievo (code IATA : NVR • code OACI : ULNN) est situé à quatre kilomètres au sud-ouest à Iourievo, et a été construit. Avant sa fermeture, il y avait plusieurs vols réguliers vers 18 villes de l'URSS, dont Minsk, Moscou et Krasnodar. La piste asphaltée de 1 320 mètres de long n'est actuellement guère utilisée, les vols ayant été interrompu en 1997, et a été liquidé en 2006,.
Ce premier aéroport a connu un accident aérien en 1976, où l'avion, en arrivant à l'atterrissage, a confondu sa position, a arraché le toit d'une imprimerie avec son train d'atterrissage et s'est écrasé sur un immeuble résidentiel, tuant 11 personnes.
Le deuxième aéroport, Kretchevitsy, est situé au nord-est de Novgorod. L'ancien aérodrome militaire doté d'une piste en béton de 2 000 mètres de long a été agrandi en 2009 pour devenir un aéroport international civil à l'occasion du 1150e anniversaire de Novgorod, mais n'a a toujours ouvert en raison du peu d'empressement de la région à terminer les travaux, et la date évoquée fin 2023 est désormais 2025. L'aéroport international le plus proche est l'aéroport international de Poulkovo de Saint-Pétersbourg. Des projets existent pour créer une ligne à grande vitesse entre Moscou et Saint-Pétersbourg, qui rendrait inutile l'aéroport.

##### Transport ferroviaire

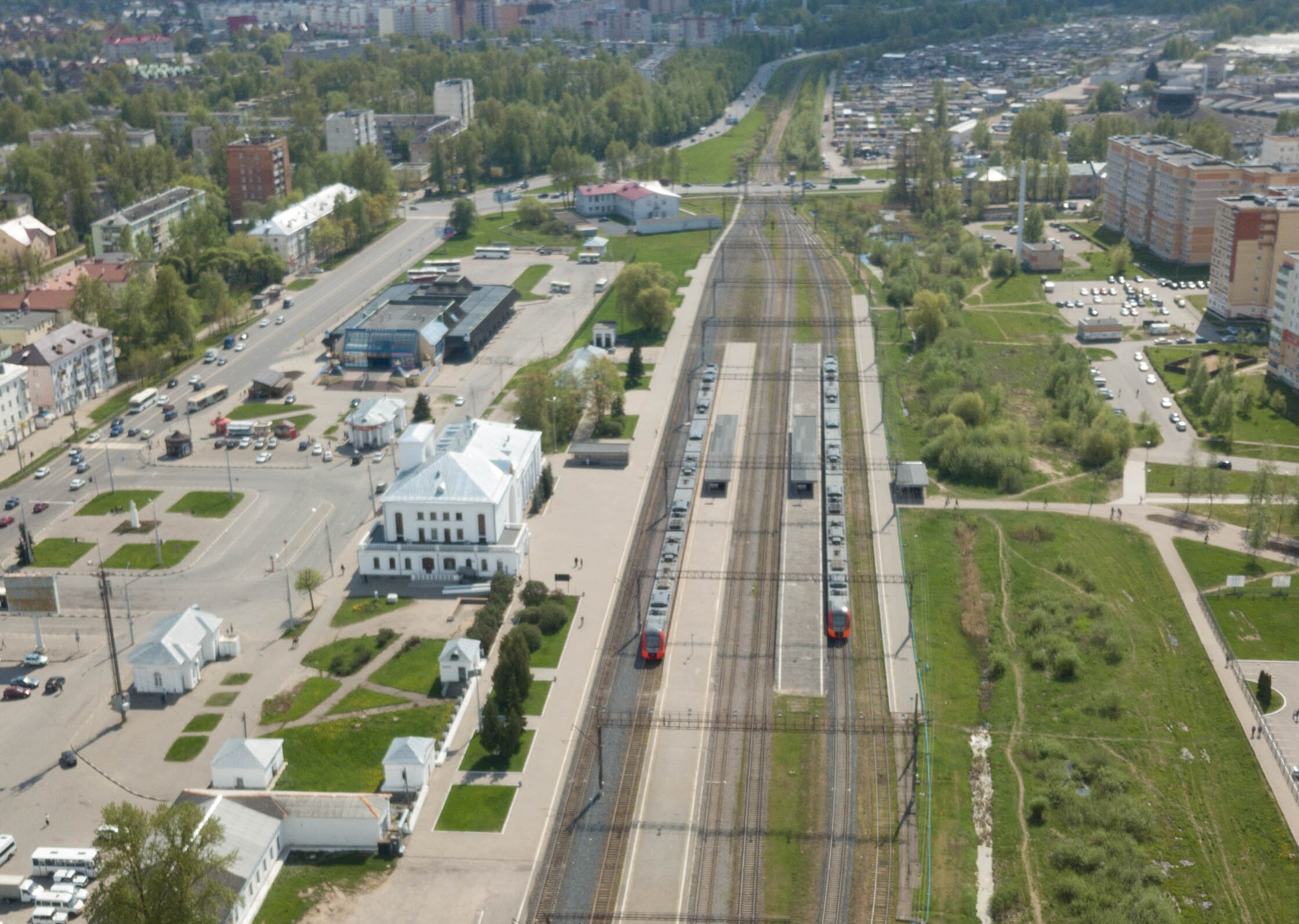
Gare de Veliki Novgorod.

Le 18 mai 1871 (30 mai dans le calendrier grégorien), la ligne ferroviaire de Tchoudovo à Novgorod, longue de 73 kilomètres, est inaugurée. Elle a été initialement conçu comme un chemin de fer à voie étroite à écartement du Cap avec une largeur de voie de 1 067 millimètres et a été étendu jusqu'à Staraïa Roussa (95 kilomètres) en 1878. En 1916, pendant la Première Guerre mondiale, l'ensemble du tracé fut converti en voie large russe de 1 524 millimètres. Le tronçon entre Tchoudovo et Novgorod a été partiellement dérouté. Un an plus tard, en 1917, la ligne de Novgorod à Batetskaïa est construite et étendue jusqu'à Louga en 1927. Sur la route de Novgorod à Valdaï, la voie de contournement orientale du lac Ilmen, seule la section de Kresttsy à Valdaï (58 kilomètres) a été achevée en 1916.
Avec l'ouverture de la route de Novgorod à Pavlovsk en 1926, il y avait pour la première fois une liaison directe avec Léningrad. Mais pendant la Seconde Guerre mondiale, la ligne reliant Novgorod à Staraïa Roussa a été détruite et n'a pas été reconstruite par la suite. En 1991, la ligne Novgorod-Tchoudovo a été électrifiée.
La ville dispose aujourd'hui de liaisons directes avec Moscou, Saint-Pétersbourg et d'autres villes importantes du nord-ouest comme Pskov, Minsk, Kaliningrad, Petrozavodsk et Mourmansk,.

### Qualité de l'environnement
La principale contribution (en 1989, environ 55 %) à la pollution environnementale de la ville dans un passé récent a été apportée par les entreprises industrielles de la ville, en particulier l'usine chimique de PJSC Acron. Mais ces dernières années, la majeure partie de la pollution (jusqu'à 70 %) a été provoqué par les émissions des véhicules. Les émissions brutes dans l'atmosphère de Veliki Novgorod en 2010 s'élevaient à 44,6 mille tonnes et en 2011 à 40,7 mille tonnes,. L'état de l'environnement dans la ville est surveillé par le Centre régional d'hydrométéorologie et de surveillance environnementale de Novgorod. Chaque jour, 3 fois par jour, à trois postes de la ville (rue Krassilova, rue Belova, rue Bolchaïa-Saint-Pétersbourg), des échantillons d'air sont prélevés. L'indice de pollution de l'air de Veliki Novgorod est actuellement de 4,0 à 4,2 (faible).
Des échantillons d'eau de la Volkhov sont régulièrement analysés. La qualité de l'eau de la rivière n'a pas changé ces dernières années et les eaux sont toujours qualifiées de « polluées ». Les eaux des rivières de la zone urbaine sont contaminées par le cuivre, le manganèse et le fer depuis plusieurs années. Les teneurs des dichromates dépassent toujours la norme, ce qui indique une pollution de l'eau par des substances organiques.
Pour améliorer l'état de l'environnement à Veliki Novgorod, un programme cible municipal spécial « Écologie de Veliki Novgorod » a été adopté. Mais la protection environnementale ne représentait que 0,6 % des dépenses en 2023.

### Parcs
La ville compte deux parcs, gérés par l'institution des parcs de Veliki Novgorod. Les deux parcs sont ceux du Kremlin et du 30e anniversaire d'Octobre, et les eux ont une superficie de 38 hectares.

## Toponymie
Le toponyme signifie en russe « ville nouvelle », (ou « ville nouvelle »), gorod signifiant « ville » et novo « nouveau ».
Le nom de Novgorod a été mentionné pour la première fois rétrospectivement dans des chroniques russes ultérieures sous l'année 859,. Selon Vladimir Neroznak et Ievgueni Pospelov, l'historien byzantin Jordanès (VIe siècle) l'a déjà mentionné dans Histoire des Goths sous le nom de Novietunum : un calque celtique de l'ancien « Novgorod » russe. Dans les chronique russes, la ville est mentionnée sous le nom de Veliki Novgorod. 
Le même nom est contenu dans la Liste des villes russes proches et lointaines (fin XIVe - début XVe siècles), dans le Livre du Grand Dessin (1627), dans les listes de villes de Vassili Tatichtchev (1739-1744) ou encore dans le Dictionnaire géographique et statistique de Piotr Semionov-Tian-Chanski (vol. 3, 1867), mais cette forme du nom n'a pas reçu de reconnaissance officielle. 
La première tentative de le faire revivre a été faite par la Douma municipale en 1914, mais la Première Guerre mondiale, la Révolution et la guerre civile qui ont suivi ont empêché sa mise en œuvre.
La deuxième tentative de reconnaissance officielle du nom de Veliki Novgorod remonte à 1998, lorsque la Douma de l'oblast a adopté une loi spécifique à cette question. Le 11 juin 1999, le président de la fédération de Russie Boris Eltsine a signé la loi fédérale « Sur le changement de nom de la ville de Novgorod, le centre administratif de l'oblast de Novgorod, en ville de Veliki Novgorod ». 
Par ailleurs dans les années 1990 également, de nombreux noms de rues anciennes du centre-ville ont été restaurés, à la place des noms soviétique.

## Histoire

### Contexte et premiers sites de peuplement

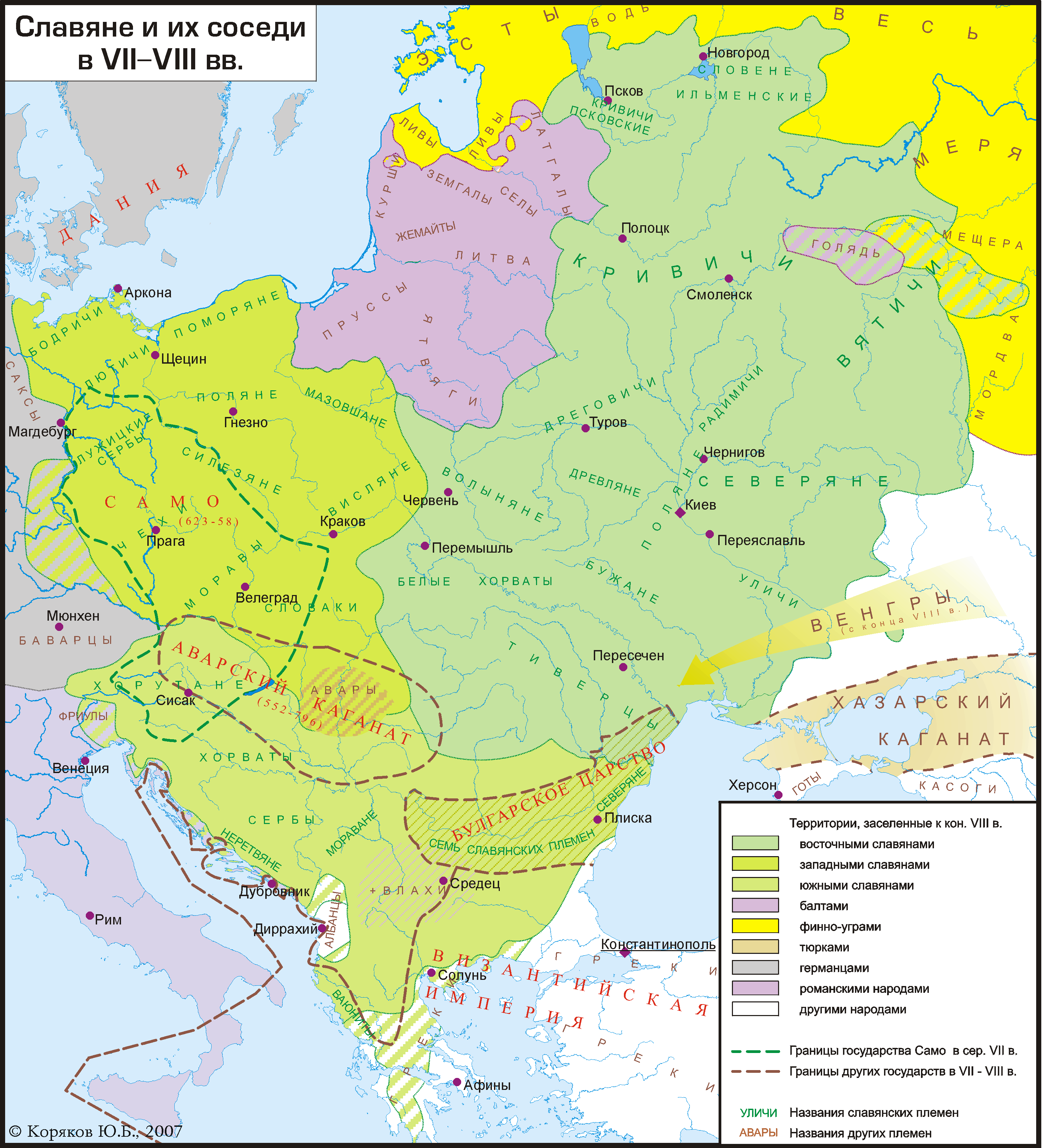
Carte de l'implantation des Slaves et des peuples voisins à la fin du VIIIe siècle.

La particularité de Novgorod est qu'elle a toujours été et reste divisée en deux parties : les quartiers du Marché et de Sofia, dont la frontière est la rivière Volkhov. Dans le passé, cette division n’était pas seulement de nature géographique, mais se reflétait également dans l’histoire interne de la ville. La rivalité entre les habitants des quartiers du Marché et de Sofia a souvent conduit à des affrontements ouverts sur le Grand Pont qui relie les deux rives du fleuve. La ville médiévale s'est développée sur le site d'établissements antérieurs à la source du Volkhov depuis le lac Ilmen, où un ensemble de sites et d'établissements remonte au Néolithique (IVe et IIIe millénaire av. J.-C.). Un aperçu des réalités pré-médiévales du pays de Novgorod est donné en détail dans un certain nombre de documents d'époque.
Au VIIe siècle, une colonie slave est née sur la rivière Prost,, alors qu'à cette époque la colonisation slave du nord-est de la Russie commence. L'installation rudimentaire des Slaves à Zemlianoï Gorodichtche (l'actuelle Staraïa Ladoga) aurait pu surgir vers 700 ou même avant. Dans la première moitié des années 750, des colonies scandinaves apparurent dans le cours inférieur de la Volkhov, mais au tournant des années 760-770, les Scandinaves furent chassés par les Slaves. Au IXe siècle, à la source de la rivière Volkhov, à la périphérie de la colline Slavenski, existait déjà la colonie de Riourikovo Gorodichtche.
Au niveau scientifique moderne, les affiliations ethniques des cultures archéologiques de la région d'Ilmen sont controversées. Selon la toponymie, la région était habitée par des Slaves, par des peuples finno-ougriens et par des Baltes. Des fortifications du début de l'âge du fer près de Novgorod ont été découvertes, mais aucune trace d'un établissement conséquent n'a été trouvée. Les spécialistes sont attirés par l'une des significations du nom scandinave de la ville (« Holmgard ») qui signifirait « un groupe de colonies inondées lors des inondations ». Holmgard était probablement considéré comme une chaîne de colonies depuis les sources de la Volkhov (Peryne, colonie de Riourik) jusqu'à la ville de Kholopié (en face de Kretchevitsy, près du village actuel de Novonikolaïevskoïe), voir aussi Gardariki. La plus grande colonie non fortifiée et, peut-être, le centre des Slovènes dans la région d'Ilmen à la fin du Ier millénaire était une colonie sur la rivière Prost,,.

### Époque de la création de la ville

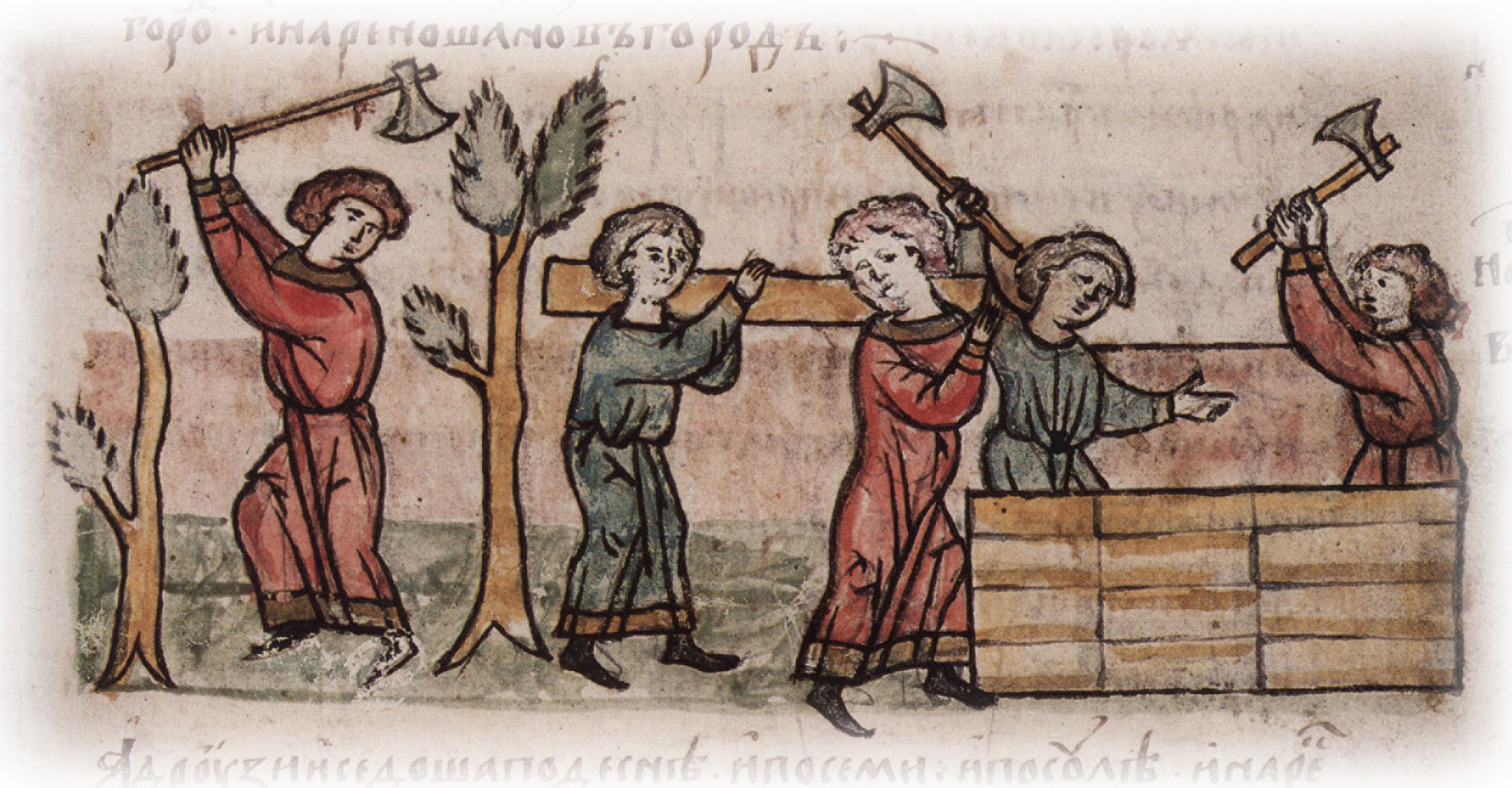
Construction de Novgorod par les Slovènes d'Ilmen. Miniature de la chronique des Radziwiłł, fin du XVe siècle.

La date officielle de l'émergence de Novgorod est considérée comme 859. Cette date est tirée de la dernière chronique de Nikon, compilée au XVIe siècle. De plus, la chronique elle-même ne parle pas de la fondation de la ville cette année-là. Sous l'année 6367 (859), il y a une trace de la mort de Gostomysl, un ancien de Novgorod, qui ne peut être reconnue comme la date de l'émergence de Novgorod. L'auteur de la date officielle de la fondation de la ville était l'historien Mikhaïl Tikhomirov, qui a fait un rapport lors d'une conférence scientifique à Novgorod à la veille de 1959, qui a permis de célébrer cette année-là le 1100e anniversaire de Novgorod.
Des sources arabes du Xe siècle mentionnent la pointe d'al-Slaviyya (Slava, Salaou) comme l'un des trois centres de la Rus, avec Kuyaba (Kiev) et Arthania (l'identification de cette dernière n'est pas claire). On pense que nous parlons de la « vieille ville » des Slovènes d'Ilmen qui ont précédé Novgorod. Plusieurs colonies sont proposées pour jouer le rôle d'une telle « vieille ville », parmi lesquelles les plus probables sont la colonie de Riourik et celle située sur le site de la future Slavenski Konets (un quartier de Novgorod). La première mention étrangère de Novgorod (Nebogardas, Νεμογαρδάς) est contenue dans l'essai de 949 «De l'administration de l'Empire » de l'empereur byzantin Constantin VII Porphyrogénète. Selon l'hypothèse de Tatiana Djakson et Ielena Rydzevskaïa, Novgorod dans les sagas scandinaves, qui est appelée Holmgard (Holmgård, Holmgarðr, vraisemblablement un papier calque du vieux mot russe), serait la capitale de Garðaríki. Cette image de résidence royale est attestée dans anciennes annales russes. La traduction littérale de ce nom, « ville insulaire », suggère également une certaine « vieille ville » sur la rive orientale de la Volkhov, puisque le nom scandinave est difficilement applicable à la ville dont le centre est sur le site de la futur détinets,. Par ailleurs, la ville est la ville russe la plus connue des sources scandinaves. Dans les sources allemandes, la ville s'appelait Ostrogard.

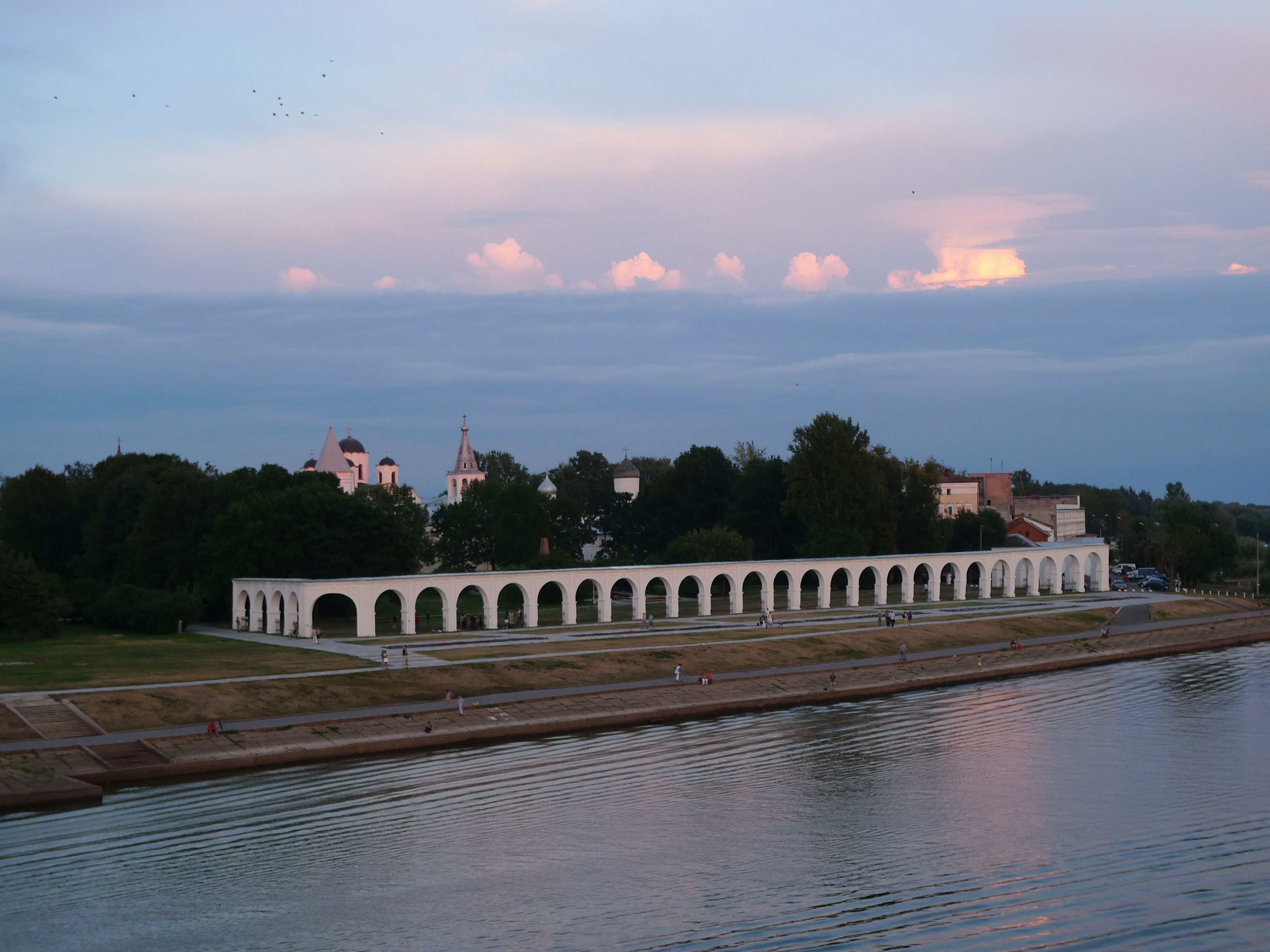
La cour de Iaroslav.

Les chroniques russes donnent différentes versions de l'origine de la ville. Selon la « Chronique des temps passés » (dans sa version Laurentienne), la ville existait déjà au moment de l'arrivée de Riourik en 862 et a été fondée par les Slovènes Ilmen lors de leur réinstallation après leur émigration depuis le Danube. Selon la chronique Ipatiev de la « Chronique des temps passés » : « Les Slovènes étaient assis près du lac Ilmera et étaient appelés par leur nom et faisaient de la ville à la fois Narekosh et Novgorod. »; La chronologie la plus ancienne de la « Chronique des temps passés » est le résultat de calculs artificiels et est historiquement peu fiable,.
Presque toute rénovation de l’implantation près d’Ilmen était alors perçue comme la création d’une « nouvelle ville ». Riourik, selon la chronique Ipatiev de la « Chronique des temps passés », a régné pour la première fois à Ladoga et seulement après la mort de ses frères « est venu à Ilmer et a rasé la ville au-dessus de la Volkhov et l'a surnommée Novgorod » (il y a une certaine contradiction avec le message de la même chronique sur la fondation de la ville par les Slovènes). Le « Conte de Sloven et de Rus et de la ville de Slovensk », un ouvrage historique légendaire d'origine novgorodienne du XVIIe siècle, nomme la ville de Veliki Slovensk comme le prédécesseur de Novgorod, et selon l'ouvrage elle est fondée par Sloven, l'ancêtre éponyme légendaire des Slaves. La construction du « Conte… » et sa datation contredisent les réalités historiques,.
Novgorod est apparue au tournant des IXe – Xe siècles ou au début du Xe siècle,,. D'après les recherches récentes grâce aux écorces de bouleau, et en particulier grâce aux travaux d'Andreï Zalizniak, il a été prouvé que le dialecte de Novgorod des XIe – XIIIe siècles différait du dialecte kiévien, ce qui a laissé déduire que les populations slaves de la région venaient de la côte méridionale de la mer Baltique.
Comme le montrent les données archéologiques, les premiers revêtements en bois étudiés sur le territoire de Novgorod moderne (site de fouilles Troïtski) remontent aux années 930 (en utilisant la méthode de dendrochronologie). La datation au carbone 14 de coupes de grumes de chêne de gorodnias (des maisons en bois), découvertes sur le site de l'ancienne tour Prechistenskaïa du kremlin de Novgorod, a montré que des fortifications sur le site de la partie nord de la detinets existaient déjà dans le deuxième ou troisième quart du Xe siècle,. La couche culturelle du IVe siècle au début du Xe siècle n'a pas été trouvée à Novgorod. La datation au carbone 14 d'échantillons de la charpente du prédécesseur du Grand Pont du XIIe siècle, qui traversait la rivière Volkhov entre la cathédrale Saint-Nicolas et la cathédrale perdue de Boris et Gleb, a donné une date de 959 ± 25 ans. Les styles d'écriture les plus anciens de Novgorod proviennent des couches de 953-989. Des objets scandinaves étaient présents dans les premiers domaines de Novgorod dans les années 930-950. Leur répartition dans toute la ville témoigne de la libre installation des Scandinaves et de leurs positions prestigieuses dans la topographie sociale.
La couche culturelle mixte plus profonde que les trottoirs en bois à Novgorod atteint 30 cm et comprend des éléments qui peuvent être datés d'avant le VIIIe siècle.
Pour l'histoire de la formation de la Novgorod médiévale, les données sur la colonie de Riourik (annexée à la ville en 1999) à 2 km au sud de la partie historique de Novgorod, où la colonie remonte aux VIIIe – Xe siècles, sont utiles.

### Légendes et histoire orale de Novgorod

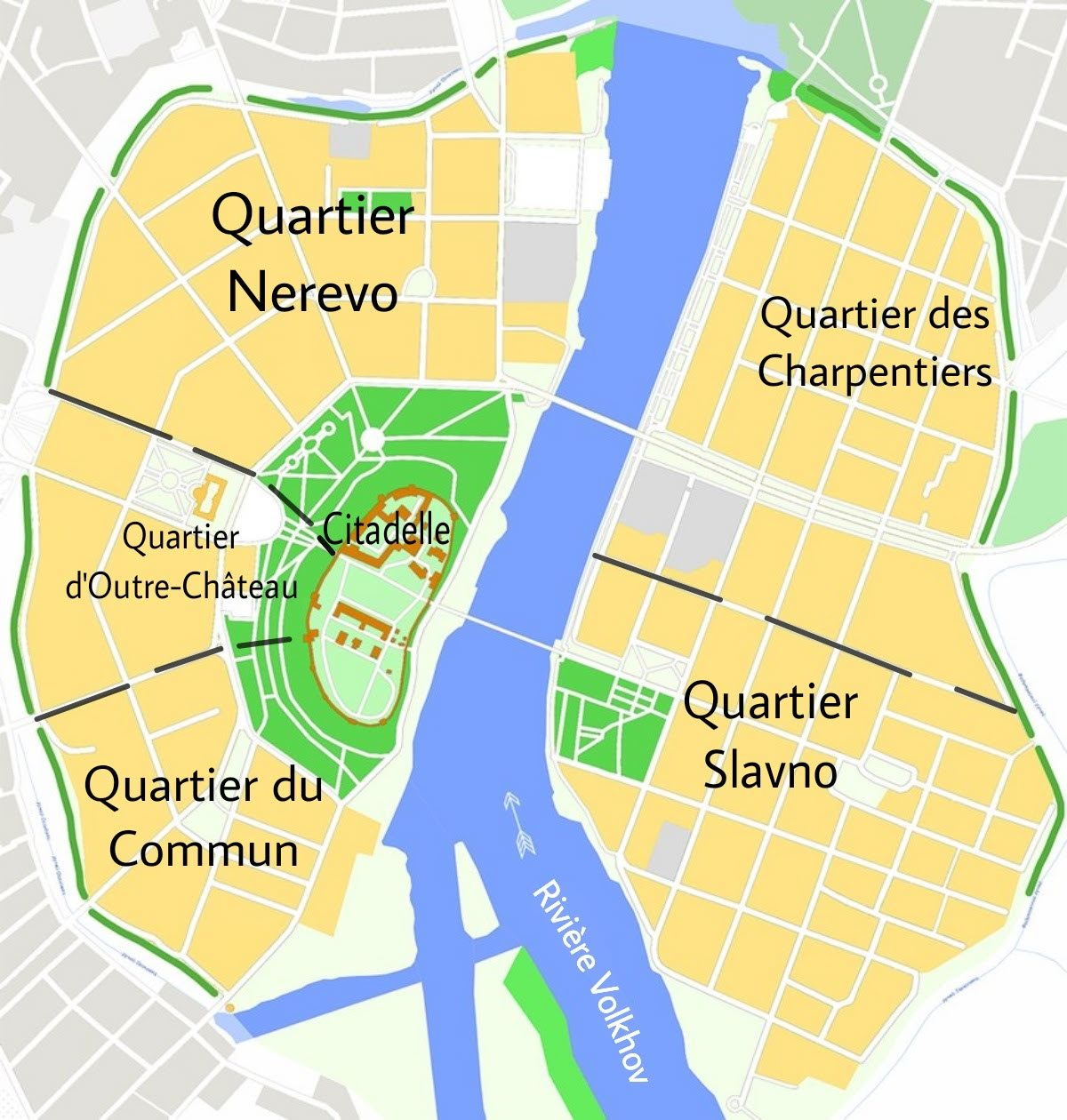
Centre historique de Veliki Novgorod et ses quartiers.

Traditionnellement, l'une des premières colonies, dont la ville est née de l'unification, est considérée comme les colonies situées sur le site des quartiers Nerevo, du Commun et Slavno de la ville. Le quartier Slavno est né sur le site d'un village qui, dans les chroniques, s'appelait Kholm (une colonie sur une colline). Il n'y avait pas de différences culturelles significatives entre ces colonies. En 1971, Valentin Ianine et Mark Khaïmovitch Alechkovski ont exprimé l'idée que le quartier de Nerevski portait le nom de la tribu finno-ougrienne Mériens(en remplaçant le son initial m par n, le nom russes des Mérians étant Meria, et ski étant la terminaison possesive en russe), puisque la présence de peuples finno-ougriens est clairement visible dans les matériaux archéologiques, avec des anneaux de tempe.
Il est désormais prouvé que les Mériens ne vivaient que dans la région de Rostov : « sur le lac de Rostov il y avait des Mériens, et sur le lac Klechtchina, il y avait aussi des Mériens » (chronique Ipatiev), ce qui est étayé par des données archéologiques. Les anneaux de tempe fermés en forme de bracelet sont désormais interprétés comme majoritairement slaves.

### Centre du territoire de Novgorod
En 862, selon de nombreuses chroniques, eut lieu l'appel des Varègues, qui devint le début de l'ancien État russe,. Dans la chronique de Nestor selon le mansucrit de Königsberg, il est écrit : 

« Durant les années 6368, 69 et 70 (de 860 à 862), les Varègues traversèrent encore la mer ; cette fois-ci, les peuples qu’ils avaient soumis refusèrent de leur payer tribut et voulurent se gouverner eux-mêmes ; mais il n’y avait entre eux ombre de justice : une famille s’élevait contre une autre et cette mésentente occasionnait de fréquentes rixes. Ils se déchirèrent entre eux, si bien qu’ils se dirent enfin : « Cherchons un prince qui nous gouverne et nous parle selon la justice. » Pour le trouver les Slaves traversèrent la mer et se rendirent chez les Varègues, qu’on nommait Varègues-Russes, comme d’autres se nomment Varègues-Suédois, Urmaniens (Normands), Ingliens et d’autres Goths.
Les Tchoudes, les Slaves, les Krivitches et d’autres peuples réunis dirent alors aux princes de Varegie : « Notre pays est grand et tout y est en abondance, mais l’ordre et la justice y manquent ; venez prendre possession du sol et nous gouverner. » Trois frères varègues réunirent leurs familles, et vinrent en effet occuper la Slavonie. Ils abordèrent donc chez les Slaves, dans le pays desquels ils bâtirent le village de Ladoga. Le plus âgé des trois, Riourik, fixa sa résidence le long des rives du fleuve de ce nom.
Le second, Sinéous, s’établit chez nous, aux environs du lac Blanc. Le troisième, Trouvor, à Isbork. Cette partie de la Rus’ reçut plus tard des Varègues le nom de Novgorod ; mais les habitants de cette contrée, avant l’arrivée de Riourik, n’étaient connus que sous le nom de Slaves.
La Chronique de Nestor selon le Manuscrit de Königsberg, vol. I, chap. II « Rurik », pp. 19-20. »

Selon la chronique de Nikon du XVIe siècle, déjà en 864, les Novgorodiens se sont rebellés contre les Varègues dirigés par Vadim le Brave. Cependant, le soulèvement a été réprimé. En 882, le prince de Novgorod Oleg partit en campagne contre Kiev et, l'ayant capturée, en fit sa capitale,. À partir de cette époque, tout au long des Xe et XIe siècles, Novgorod resta le deuxième centre politique le plus important de la Russie après Kiev. Les fils aînés des princes de Kiev régnaient traditionnellement à Novgorod.
Vers 990, le baptême de Novgorod par le prince Vladimir, marquant l'arrivée de l'orthodoxie dans la ville, a eu lieu et le diocèse de Novgorod a été créé en même temps. Son premier évêque est Joachim de Korsoun en 992,. En 1015, le prince de Novgorod Iaroslav le Sage se rebelle contre son père. Les Varègues qui se trouvaient dans la ville, invités par Iaroslav comme mercenaires, ont commis des violences contre les Novgorodiens et leurs épouses, après quoi ils ont été tués « dans la cour de Poromoni ». En réponse à cet « acte arbitraire », Iaroslav a attiré par tromperie les hommes de Novgorod qui avaient tué les Varègues vers sa résidence à Rakom et les a tués par trahison. Le fils de Iaroslav, Vladimir Iaroslavitch, a construit la cathédrale Sainte-Sophie et la détinets en bois de la ville,,.
Au XIe siècle, les princes de Polotsk effectuèrent de nombreux raids sur Novgorod. Vseslav Briatchislavitch réussit à s'emparer de la ville en 1067. Ensuite, les églises de Novgorod ont été pillées, une partie de la ville a été incendiée et une partie de la population a été réduite en esclavage,. En 1071, il y eut un soulèvement des Novgorodiens contre la religion chrétienne sous le prince Gleb, soulèvement mené par un volkhve. Alors que le prince se rangea du côté de l'église, la population se rangea du côté du volkhve. Le soulèvement se termina par l'assassinat du volkhve par le prince Gleb.
Au début du XIIe siècle, les terres de Novgorod comprenaient une partie des États baltes, une partie de la Carélie, la partie sud de l'actuelle Finlande, la côte sud du Ladoga, l'Obonejié, les rives de la Dvina septentrionale et de vastes zones du nord de l'Europe jusqu'à l'Oural. La population totale de Novgorod au début du XIe siècle était d'environ 10 à 15 000 personnes, au début du XIIIe siècle de 20 à 30 000 personnes.

### Capitale de la république de Novgorod

#### AuXIIesiècle

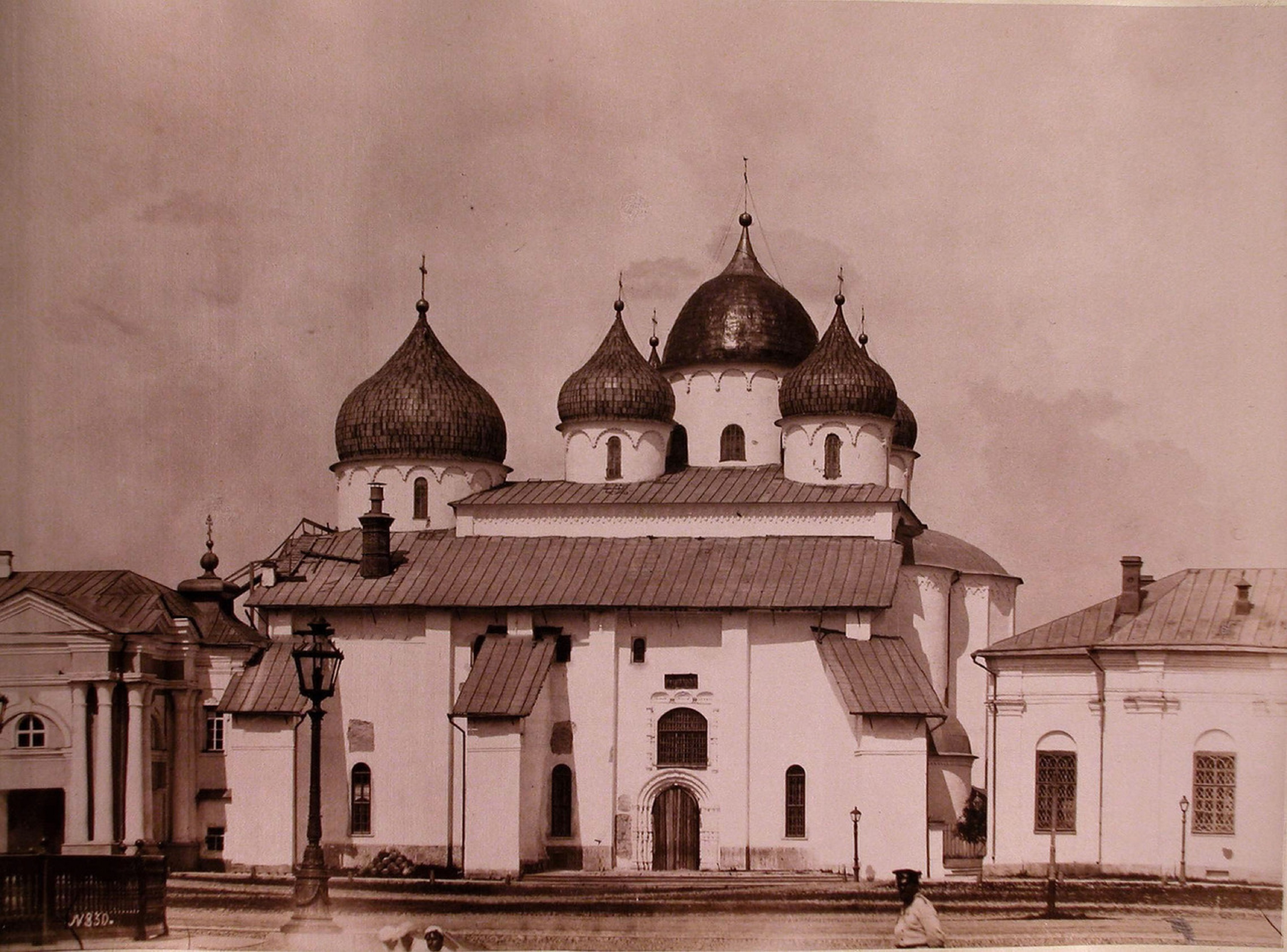
Façade sud de la cathédrale Sainte-Sophie du XIe siècle. Vers 1886.

En 1136, après la fuite du prince Vsevolod Mstislavich du champ de bataille de Jdana Gora et son expulsion de Novgorod, le régime républicain (la vétché) fut établi sur le territoire de Novgorod,. À partir de cette période, le pouvoir dans la ville appartenait en réalité à des groupes de boyards, parmi lesquels étaient nommés les possadniks (bourgmestres) de Novgorod. Après la création d'un gouvernement boyard indépendant, l'invitation des princes à la table de Novgorod était nécessaire pour protéger la république des ennemis extérieurs et diriger les forces armées de Novgorod, c'est pourquoi des alliances contractuelles furent conclues avec les princes. Il se pourrait que le système des princes et de la vétché soit apparue plus tôt. Les quartiers de la ville (koncy, litt. « les bouts ») jouissaient possiblement à cette époque d'une certaine autonomie. Il y avait 3 quartiers au XIe siècle, 5 au XIIIe siècle.
À partir de la seconde moitié du XIIe siècle, des conflits militaires éclatèrent entre Novgorod et la Suède pour le contrôle de la côte nord du golfe de Finlande et de la terre d'Ijora, des zones importantes situées sur la route commerciale des Varègues aux Grecs,,,. En 1169, pour la première fois dans la chronique laurentienne (XIVe siècle), la composante « grande » (Veliki) fut ajoutée au nom « Novgorod » (« Velikii Novgorod »). En 1170, les Novgorodiens repoussèrent l'attaque des Souzdaliens menés par Andreï Bogolioubski, qui tentaient de s'emparer de Novgorod. L'évènement es preprésenté par l'une des plus célébres icônes russes, La bataille des Souzdaliens et des Novgorodiens,.
En 1191-1192, Novgorod conclut le premier accord commercial international fiable avec les villes allemandes,. À partir de cette période, l'inclusion active de Novgorod dans les activités de la ligue hanséatique a commencé,. Des tribunaux de marchands étrangers, la cour gothique, la cour allemande, furent fondées à Novgorod, et l'église Sankt-Peter fut construite. Le monastère Saint-Georges-de-Iouriev devint le centre de la vie spirituelle de la ville. La ville devient la plaque importante du commerce des Occidentaux avec les Russes.

#### AuxXIIIeetXIVesiècles
Lors de l'invasion mongole-tatare, Novgorod n'a pas été capturée. Batu n'a pas atteint la ville, car à 200 km de celle-ci, il a fait demi-tour vers le sud sur le tronçon Ignatch Krest,. À cette époque, le fils du grand-duc de Vladimir, Alexandre Iaroslavitch, régnait à Novgorod. En 1240, Alexandre, à la tête de l'armée de Novgorod, bat les troupes suédoises qui envahissent les terres de Novgorod lors de la bataille de la Neva,. L'année suivante, les Novgorodiens expulsèrent le prince, mais après l'invasion des croisés allemands, ils furent contraints de se tourner à nouveau vers Alexandre. Le 5 avril 1242, les Novgorodiens, dirigés par le prince Alexandre Iaroslavitch, battent les chevaliers teutoniques lors de la bataille sur la Glace. En 1245, les Novgorodiens, dirigés par Alexandre Nevski, repoussèrent l'invasion lituanienne de la Rus' occidentale. Après l'accession d'Alexandre au trône grand-princier de Vladimir, ses frères, les princes Andreï et Iaroslav, s'enfuirent à Novgorod lors d'une campagne punitive (peut-être lancée à la demande d'Alexandre Nevski,,) des troupes de la Horde d'Or (l'armée de Nevriouïev), mais les Novgorodiens ne les acceptèrent pas, après quoi Andreï partit pour la Suède et Iaroslav pour Pskov,. En 1259, avec le soutien d'Alexandre Nevski, les Mongols procédèrent à un recensement à Novgorod pour percevoir un tribut.
En 1259-1260 ou bien en 1262-1263, Novgorod conclut un nouvel accord commercial avec les villes allemandes. Les plus anciennes chroniques de Novgorod (première Chronique de Novgorod) encore existantes remontent au XIIIe siècle. En paralèlle 1323, les Novgorodiens fondèrent la forteresse d'Orechek sur l'île d'Orekhovy à Ladoga et stoppèrent l'expansion suédoise ; le traité de paix d'Orekhov est conclu, la première « paix éternelle » de l'histoire de la Russie entre la principauté russe et un pays voisin. En 1392, la paix de Niebuhr avec la Hanse fut conclue. 
La ville disposait au XIVe et XVe siècles de la corportation des Novgorodfahrer à Lübeck, sa principale partenaire commerciale.

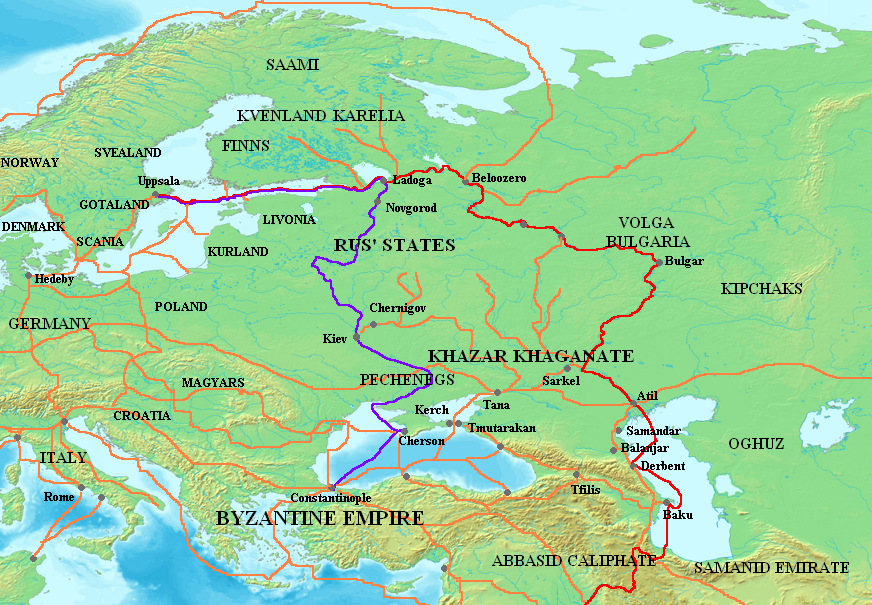
Route commerciale de la Volga et route commerciale des Varègues aux Grecs.
Routes commerciales vers 980 entre Baltique et mer Noire.
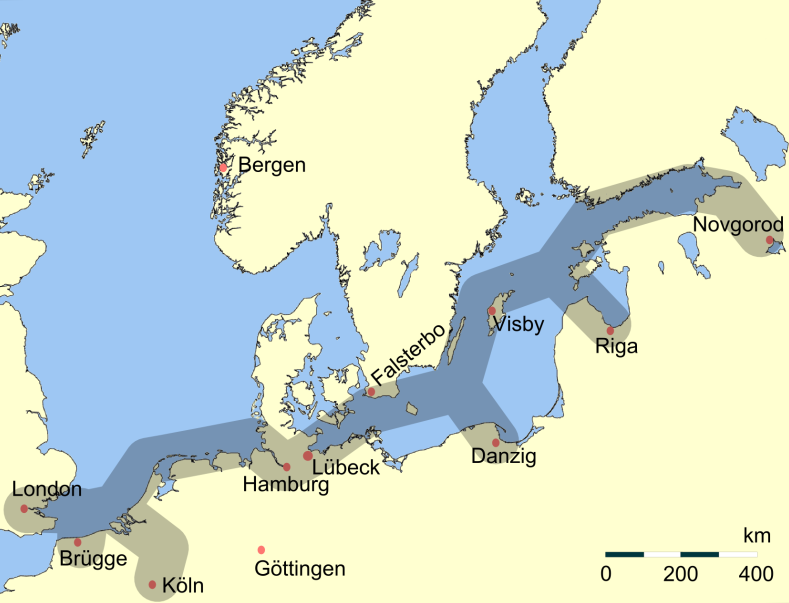
Route mer du Nord et mer Baltique, Hanse, langues de la Hanse à Novgorod.
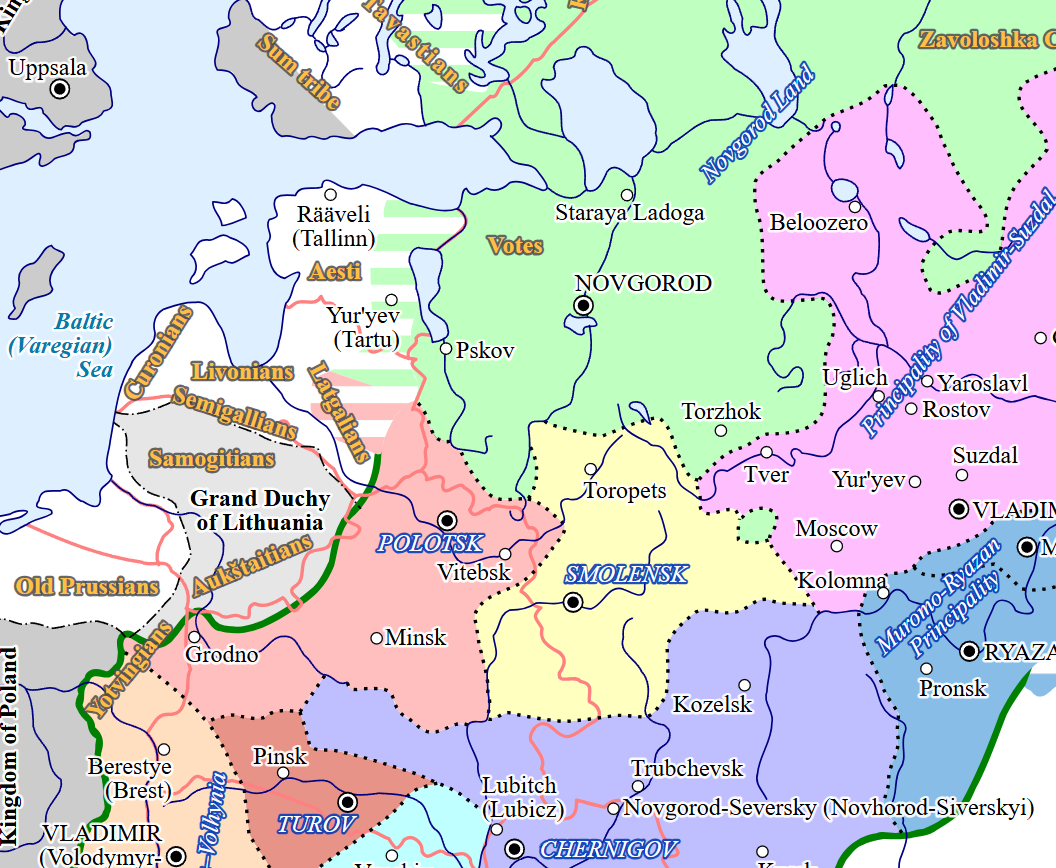
Nord-Est de l'Europe, 1237.
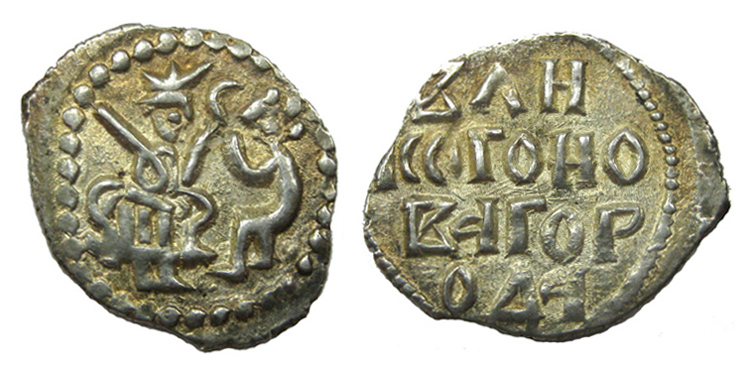
Veliki Novgorod, denga, 1420-1478, poids 0,82 g, frappé après 1447.

Vers 1416, à Novgorod, les représentants des familles boyards furent élus possadniks et tysiatski et formèrent le conseil des Messieurs, qui ressortit fort en réprimant un important soulèvement dans la ville en 1418 contre ces derniers,. La république se transformait en un État de caste et oligarchique,. En 1420, Novgorod commença à frapper sa propre pièce de monnaie, le dengi (« Novgorodki »), et en 1440, la charte judiciaire de Novgorod, monument du droit russe, fut adoptée dans la république.
Guillebert de Lannoy, diplomate flamand, lors de son passage dans la ville, a dénombré 350 églises, et a décrit en détail le fonctionnement de la ville, dont les boyards. Il décrit Novgorod comme une « très grande ville, située dans une belle plaine entourée de grandes forêts […] ». Il souligne le rôle important de l'archevêque ainsi que de la vétché, en disant des habitants qu'« ils ont deux officiers, un duc [possadnik] et un burgrave [tysiackij], gouverneurs de la dite ville » qui sont élus chaque année par la vétché.

#### AuXVesiècle
Au XVe siècle, les principautés russes étaient unies par la Grande-principauté de Moscou et le Grand-duché de Lituanie. Novgorod est restée longtemps en marge du processus d'unification, essayant de maintenir l'indépendance et l'équilibre entre les deux centres de pouvoir. Cependant, dans les années 1470, la pression de Moscou sur Novgorod s'accentua. Le grand-duc de Moscou Ivan III a tenté de résoudre le problème par la diplomatie, mais après que Novgorod ait tenté de faire appel à la Lituanie et à la Pologne pour obtenir de l'aide, Ivan III a déclenché une guerre contre les Novgorodiens et a vaincu l'armée de Novgorod en 1471 lors de la bataille de la Chelon. Cela a prédéterminé la chute définitive de l'indépendance de la république de Novgorod,,.

### Dans le cadre de l'État russe

#### De l'annexion au massacre de Novgorod

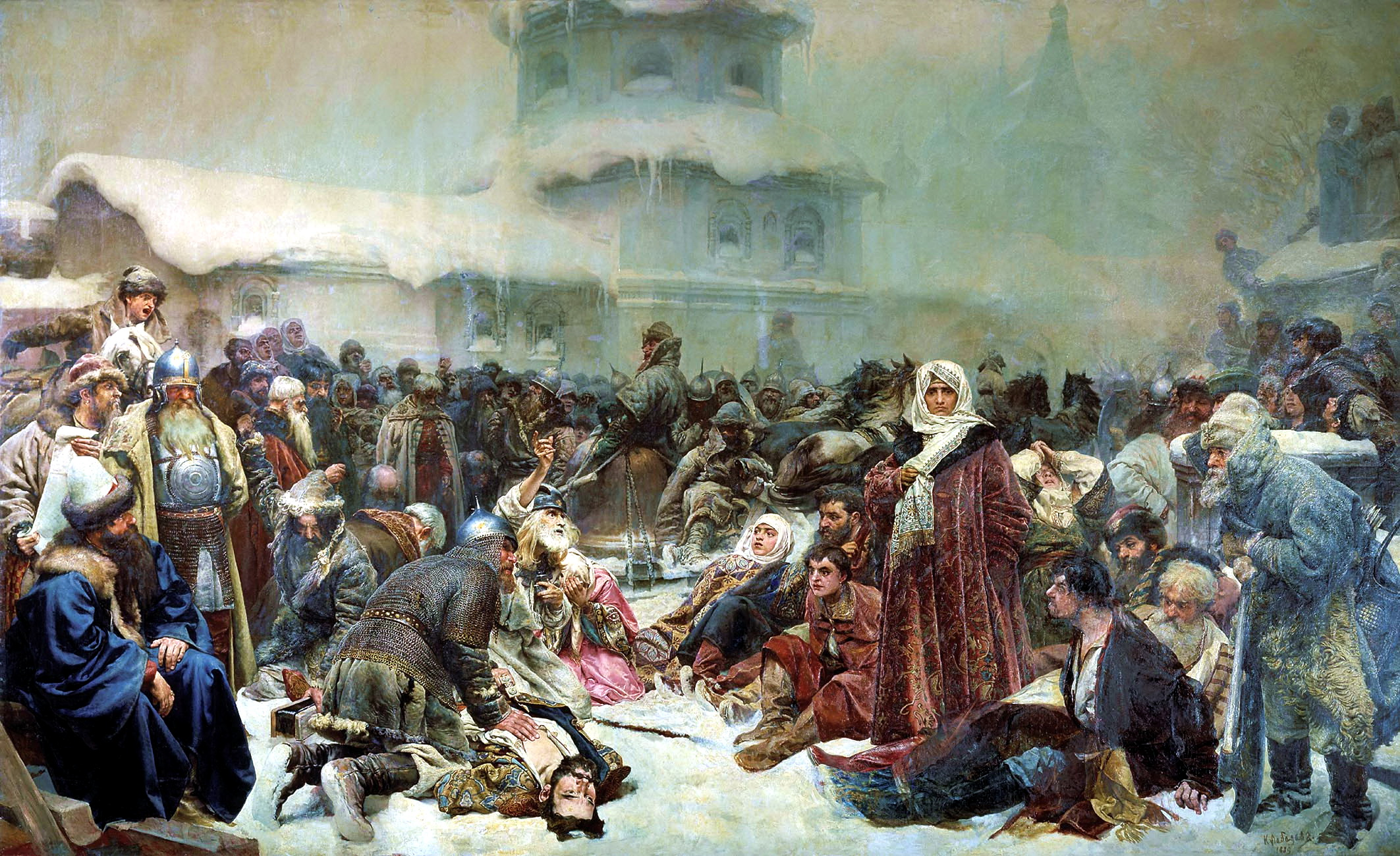
Marfa Boretskaïa lors de la destruction de la vétché de Novgorod. Fin de la République de Novgorod. Klavdi Lebedev.

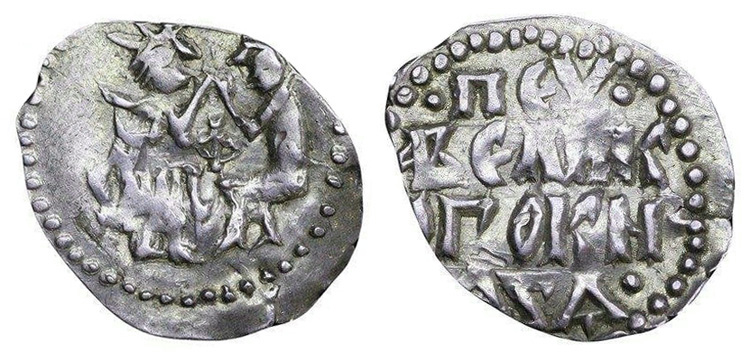
Veliki Novgorod, denga de type grand-ducal avec l'inscription « Sceau du Grand-Duc », frappé 1478-1480, poids 0,83 g.

Le jeudi 15 janvier 1478, après que tous les habitants de Novgorod aient prêté le serment de citoyenneté et d'obéissance totale au grand-duc Ivan III, la république de Novgorod a cessé d'exister. Après une série de guerres avec la Moscovie (guerres Moscovie-Novgorod de 1456, 1471 et 1477-1478), de famines, de dévastation et de maladie, la ville perd son indépendance. La vétché a été dissoute, la cloche de la vétché a été emportée à Moscou ; les gouverneurs de Moscou reçoivent le pouvoir dans la ville. De nombreuses familles de boyards furent expulsées de Novgorod. C'est grâce à cela que le quartier de Loubianka apparaît à Moscou, après qu'Ivan III ait ordonné à des milliers Novgorodiens, qui vivaient dans le quartier de Loubianitsa (à Novgorod) et ont été expulsés vers Moscou après la chute de la république, de s'installer à cet endroit de Moscou.
Parallèlement, une redistribution des domaines et terres confisqués est opérée. En 1494, utilisant l'exécution de deux Russes à Réval comme prétexte pour rompre les liens avec la Ligue hanséatique, Ivan III ferma le bureau hanséatique de Novgorod et confisqua tous les biens des Allemands (valeur totale de cent mille hryvnia).
Sous le règne du grand-duc Ivan III, l'hérésie des Judaïsants surgit à Novgorod puis se propagea à Moscou. En 1478-1490, les détinets en pierre furent construits, qui ont survécu jusqu'à ce jour. C'est aussi que dans la ville est traduite pour la première fois la Bible en slavon russe en 1499.
En 1508, une peste fit rage à Novgorod (selon le chroniqueur, la peste dura trois automnes consécutifs), 15 396 personnes moururent (selon la troisième chronique de Novgorod). La même année, un incendie se déclare dévasteur : toute la rive du Commerce est incendiée. L'incendie a duré deux jours et 3 315 habitants de Novgorod ont été tués selon la troisième chronique de Novgorod, sans compter les morts noyés de ceux qui se sont jetées dans la Volkhov pour échapper aux flammes,.
Le règne du grand-duc Vassili III devint relativement prospère pour Novgorod. La population de la ville augmente et de nombreux travaux de construction sont en cours. En 1514, le commerce extérieur fut à nouveau autorisé, et la ville a retrouvé le droit de percevoir des impôts,.
En 1565, après que le tsar Ivan le Terrible ait divisé l'État russe entre l'opritchnina et la zemchtchina, la rive de Saint-Sophie de la ville est devenue une partie de cette dernière.
Le massacre par les Opritchnik, perpétré au cours de l'hiver 1569/1570 par une armée dirigée personnellement par Ivan le Terrible, causa d'énormes dégâts à la ville,. La raison du pogrom était une dénonciation et des soupçons de trahison (comme le suggèrent les historiens modernes, la conspiration de Novgorod a été inventée par les favoris d'Ivan IV, Vassili Griazny et Maliouta Skouratov). Toutes les villes situées le long de la route reliant Moscou à Novgorod ont été pillées ; en cours de route, Maliouta Skouratov a personnellement étranglé le métropolite Philippe II dans le monastère des adolescents de Tver. Le nombre de victimes à Novgorod était, selon diverses sources contemporaines, de 27 à 700 000 personnes (le nombre de 700 000 victimes est totalement irréaliste, puisqu'en 1546 la ville ne comptait que 35 000 habitants). À Novgorod, le massacre dure six semaines, des milliers de personnes sont torturées et noyées dans la Volkhov. La ville a été pillée. Les biens des églises, des monastères et des marchands ont été confisqués,.

#### Novgorod durant le temps des troubles

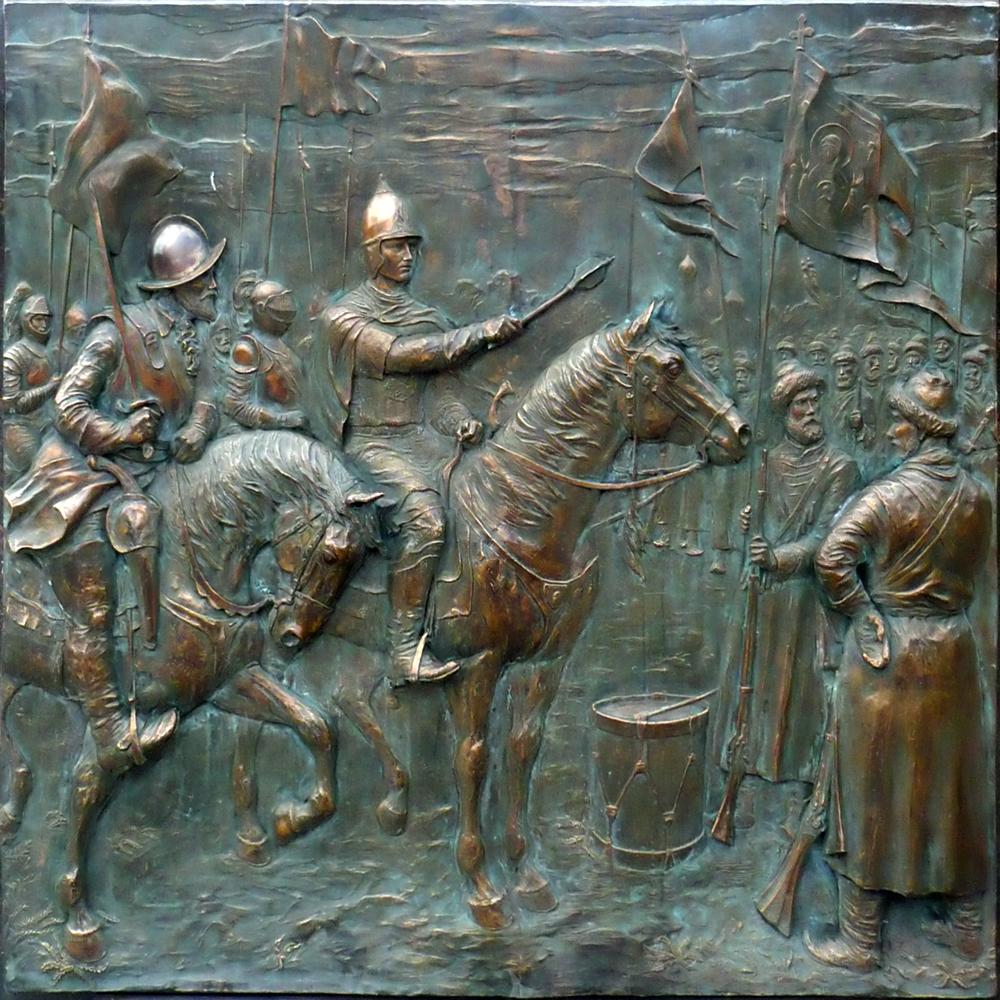
Stèle « Ville de gloire militaire » (Veliki Novgorod). Bas-relief « Campagne de la milice sous la direction de M. V. Skopine-Chouïski au secours de Moscou assiégée ».

En 1609, après la signature du traité de Vyborg, un corps auxiliaire suédois arriva à Novgorod sous le commandement de Jacob De la Gardie et Evert Karlsson Horn af Kanckas, qui, avec les troupes russes sous le commandement du prince Mikhaïl Skopine-Chouïskiy, participe à la lutte contre les partisans de Faux Dmitri II et les envahisseurs polonais. Juste avant le début des hostilités, la ville comptait environ 20 000 habitants. En 1611, profitant de la situation politique, les Suédois commencèrent à s'emparer des terres frontalières de Novgorod ; Korela, Iam, Ivangorod, Koporié, Orechek et Gdov furent capturés. Le 16 juillet 1611, Novgorod fut attaquée par une armée suédoise. En raison de la trahison et de la retraite du gouverneur de Moscou Boutourline avec son détachement, la ville fut rapidement capturée,,.
Le 25 juillet 1611, un accord fut signé entre Novgorod et le roi de Suède Charles IX, selon lequel le roi de Suède fut déclaré patron de la Russie et l'un de ses fils (Charles Philippe) devint le tsar de Moscou et le grand-duc de Novgorod. Ainsi, le territoire de Novgorod est devenu un État de Novgorod formellement indépendant, sous protectorat suédois, bien qu'en réalité il s'agisse d'une occupation militaire suédoise de la ville. Il était dirigé par Ivan Nikititch Bolchoï Odoïevski du côté russe et Jacob De la Gardie du côté suédois,,,,.
Pendant l'absence de De la Gardie au cours de l'hiver 1614-1615, l'administration militaire suédoise à Novgorod était dirigée par Evert Horn, qui menait une politique dure pour annexer les terres de Novgorod à la Suède, déclarant que Gustav II Adolphe lui-même voulait être roi à Novgorod. De nombreux Novgorodiens n'ont pas accepté cette déclaration, ils se sont rangés du côté de Moscou et ont commencé à quitter l'État de Novgorod. Odoïevski a envoyé ses ambassadeurs, l'archimandrite Cyprien et plusieurs élus à Moscou. Le tsar Michel Ier reçut les ambassadeurs et ordonna de leur remettre deux lettres : l'une officielle, dans laquelle tous les Novgorodiens étaient qualifiés de traîtres, et l'autre secrète, dans laquelle le tsar écrivait qu'il pardonne aux Novgorodiens toute leur culpabilité. Les ambassadeurs sont revenus à Novgorod avec deux de ces lettres, n'ont officiellement montré qu'une seule lettre, mais en ont secrètement fait circulé l'autre dans la population.
La libération des terres ancestrales du nord-ouest de la Russie, avec Novgorod, fut à l'origine de la guerre d'Ingrie, qui se termina par la signature traité de paix de Stolbovo le 27 février 1617 (9 mars dans le calendrier grégorien). Les résultats de l'occupation suédoise pour Novgorod se sont avérés très désastreux : la moitié de la ville avait été incendiée, il ne restait que quelques milliers d'habitants. La famine et la maladie faisaient rage dans la région dévastée. Les Russes sont rentrés dans la ville le 14 mars 1617 (24 mars dans le calendrier grégorien) avec une icône prise au monastère de Khoutyne. Parmi les collections de documents les plus complètes de Novgorod de l'occupation suédoise, il y a les archives de l'occupation de Novgorod, conservées aux Archives d'État suédoises à Stockholm.

#### Après les troubles

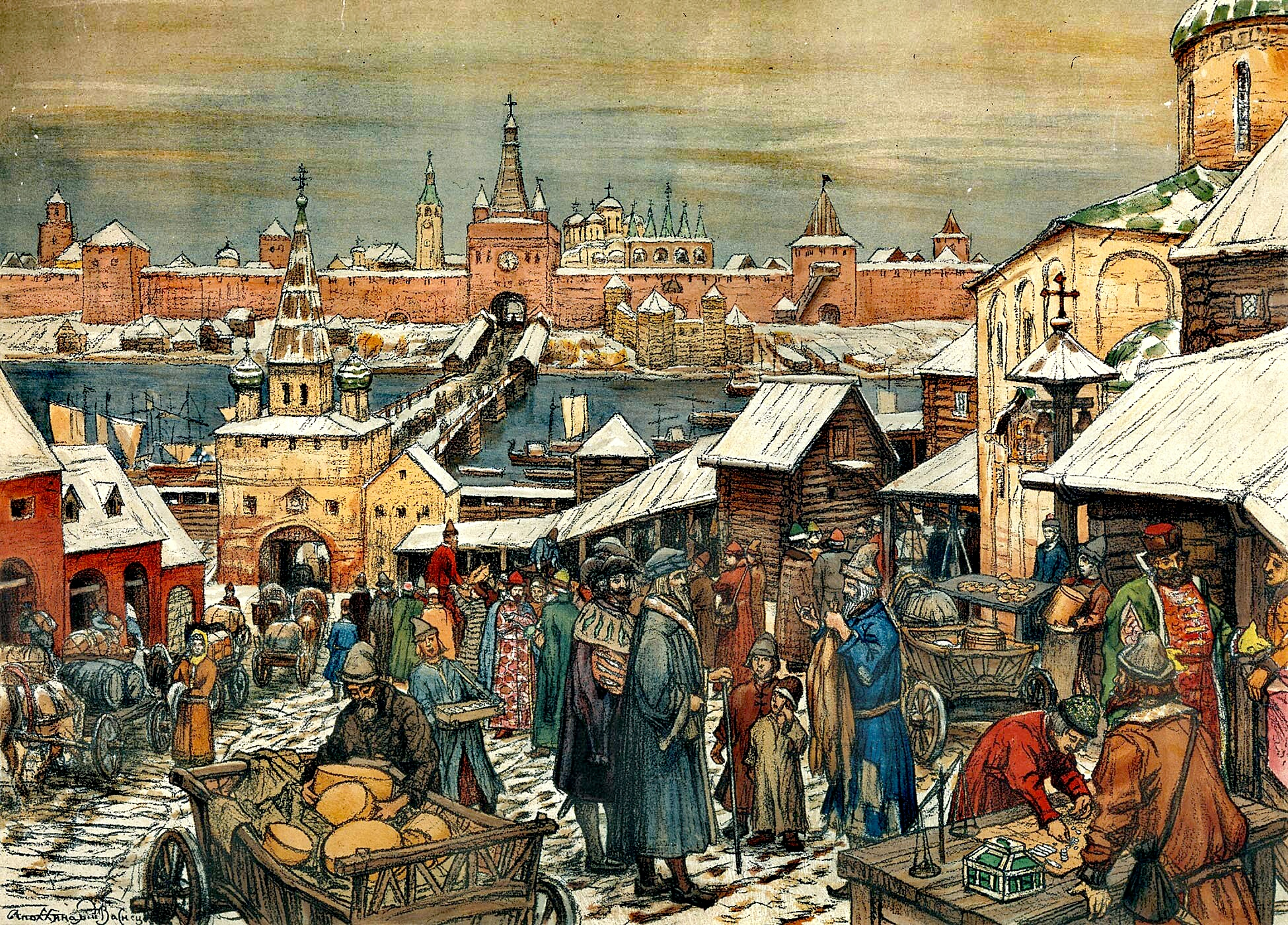
« Marché de Novgorod du XVIIe siècle », tableau d'Apollinnaire Vasnetsov. Galerie nationale d'Art de Perm.

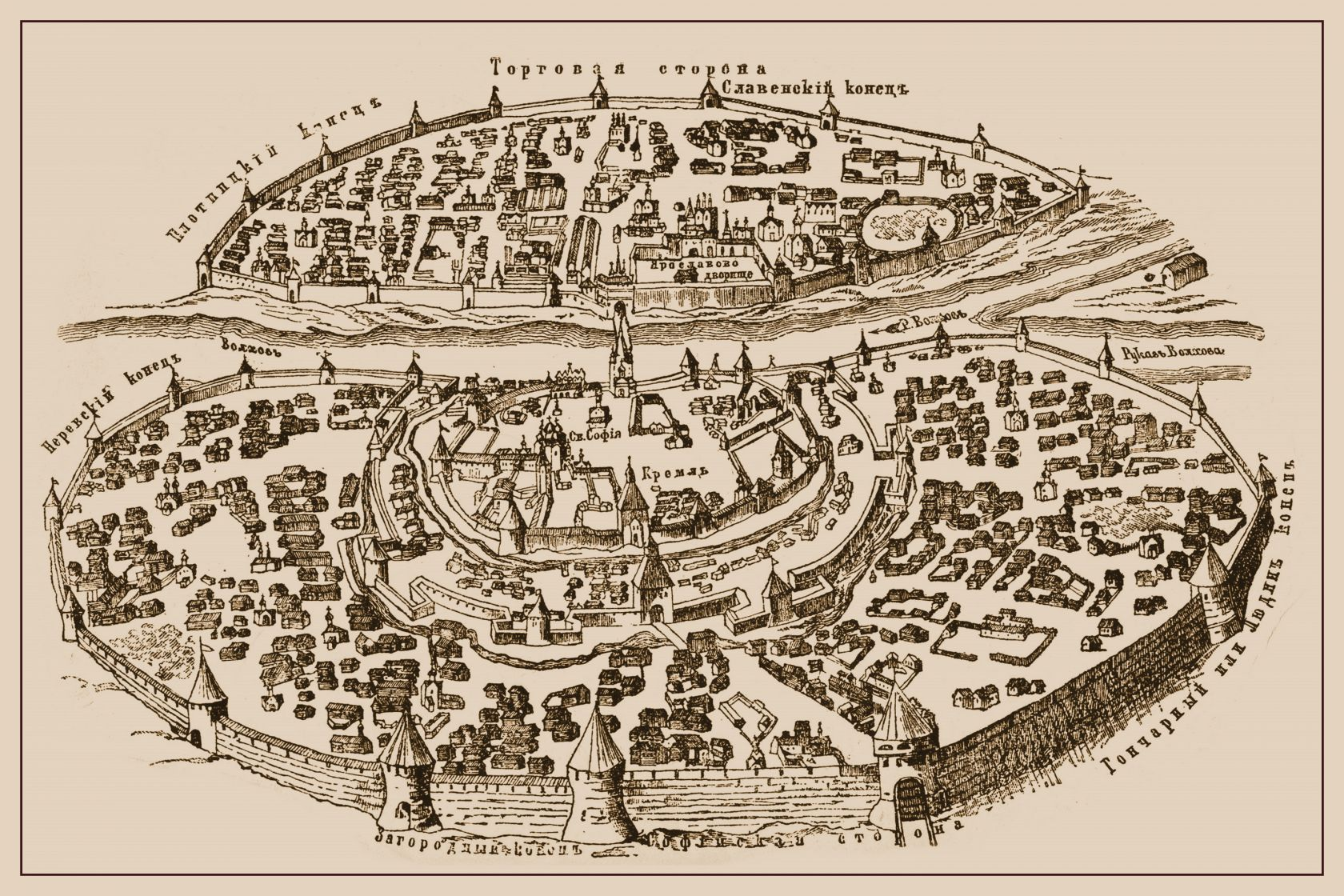
Plan schématique de Veliki Novgorod dans les années 1670.

La situation de Novgorod après la ruine était difficile. Le nombre de réfugiés des territoires transférés en Suède dans le cadre du traité de Stolbovo a augmenté ; l’économie détruite a été difficilement restaurée. En raison de la hausse des prix du pain, une émeute du pain éclate dans la ville en 1650, la révolte de Razine (qui éclate aussi à Pskov, l'autre ville marchande importante). Pendant les jours du soulèvement dans la ville, le métropolite Nikon est resté aux côtés du tsar Alexeï Ier, qui a jeté l'anathème sur les rebelles (pour cela, il a été sévèrement battu). Le comportement de Nikon pendant l'émeute renforce sa position et son appréciation par le tsar ; en 1652, il devient patriarche de Moscou. Peu après, avec le début des réformes de Nikon, un schisme se produisit dans l'Église orthodoxe russe, affectant en premier lieu le diocèse de Novgorod.
En 1700 commence la guerre du Nord, initialement éclipsée par de lourdes défaites des troupes russes,. Après la défaite de Narva, Pierre Ier prépara à la hâte les fortifications de Novgorod pour un éventuel siège de la part des Suédois. Les troupes suédoises n'atteignirent néanmoins pas Novgorod.
En 1703, à l'occasion de la fondation de la nouvelle capitale de l'État russe, Saint-Pétersbourg, les Novgorod devinrent les premiers bâtisseurs de la nouvelle capitale. Dans le même temps, Novgorod perd son ancienne importance en tant que point commercial et se transforme en une ville de province ordinaire.
À la fin de 1708, Pierre Ier procéda à une réforme administrative divisant toute la Russie en huit gouvernements. Le gouvernement d'Ingrie (nommé de Saint-Pétersbourg par la suite), comprenait les terres de Novgorod, Pskov, Belozersk, ainsi que le nord du Pomorié. Par la suite, toutes les gouvernements furent divisées en provinces, et celles-ci, à leur tour, en districts. Novgorod est devenue le centre de l'une des onze provinces faisant partie du gouvernement de Saint-Pétersbourg.

#### Centre du gouvernement de Novgorod

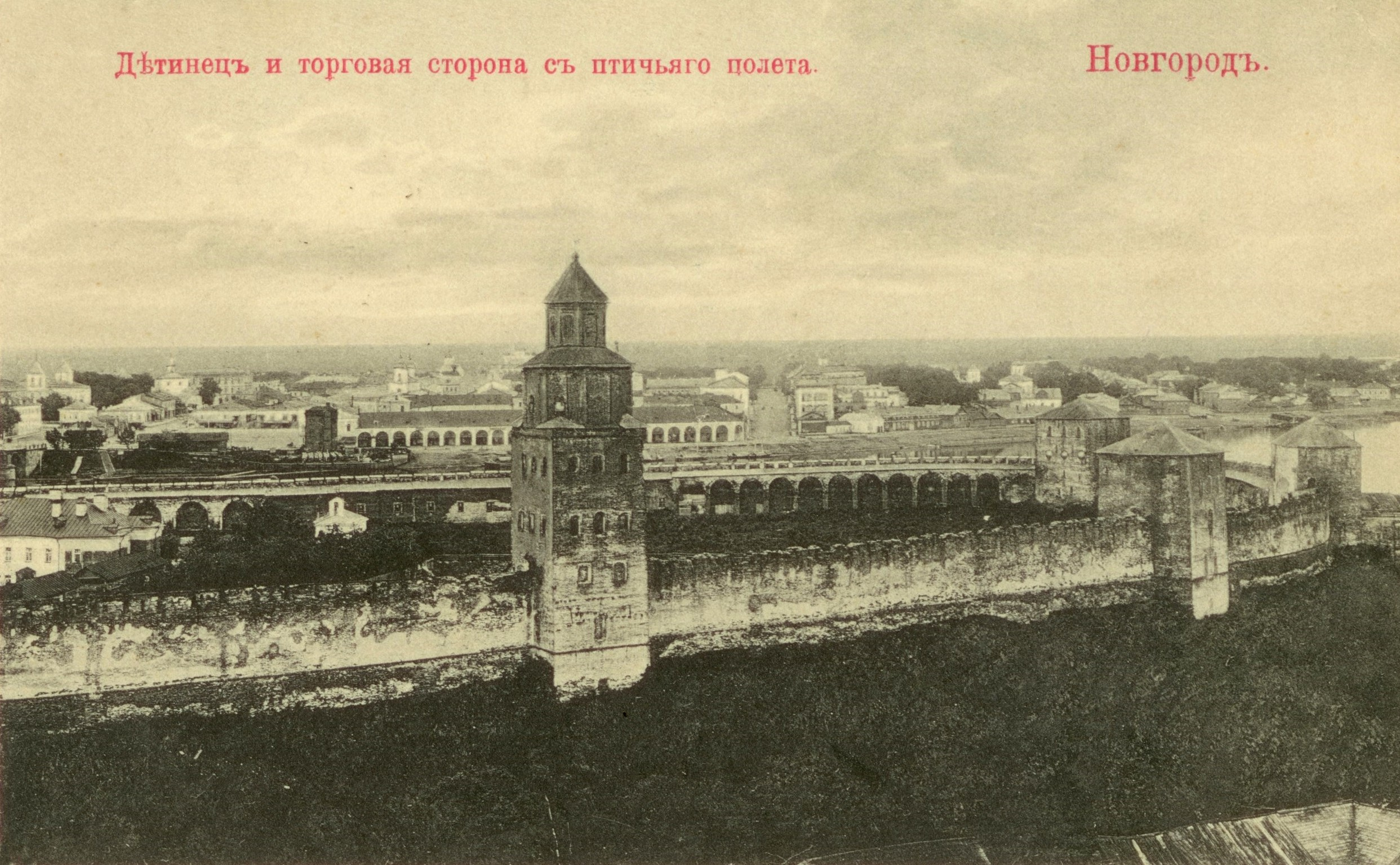
Détinets et la rive du Commerce vu du ciel, fin du XIXe siècle.

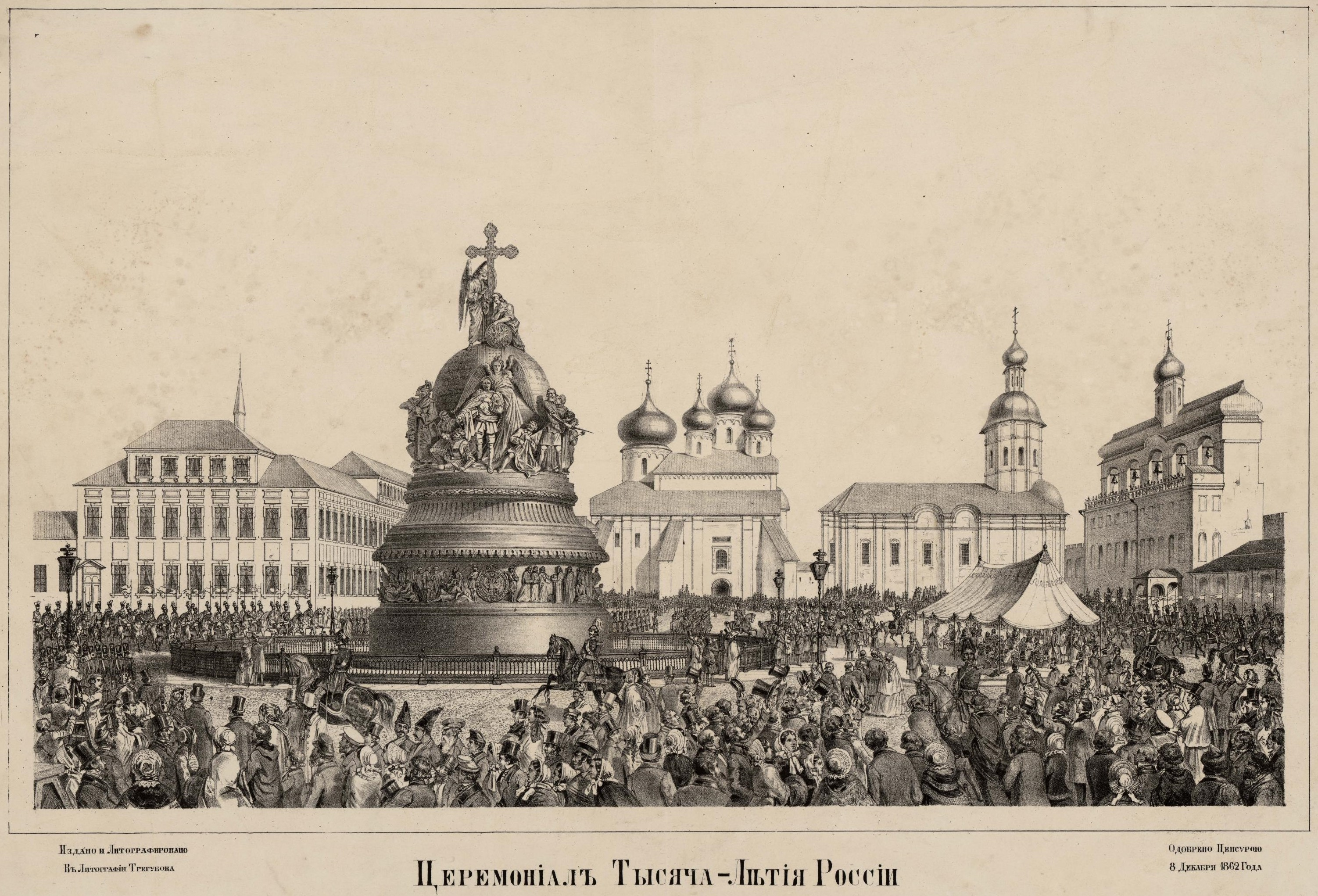
Novgorod. Cérémonie d'inauguration du Millénaire de la Russie, gravure de 1862.

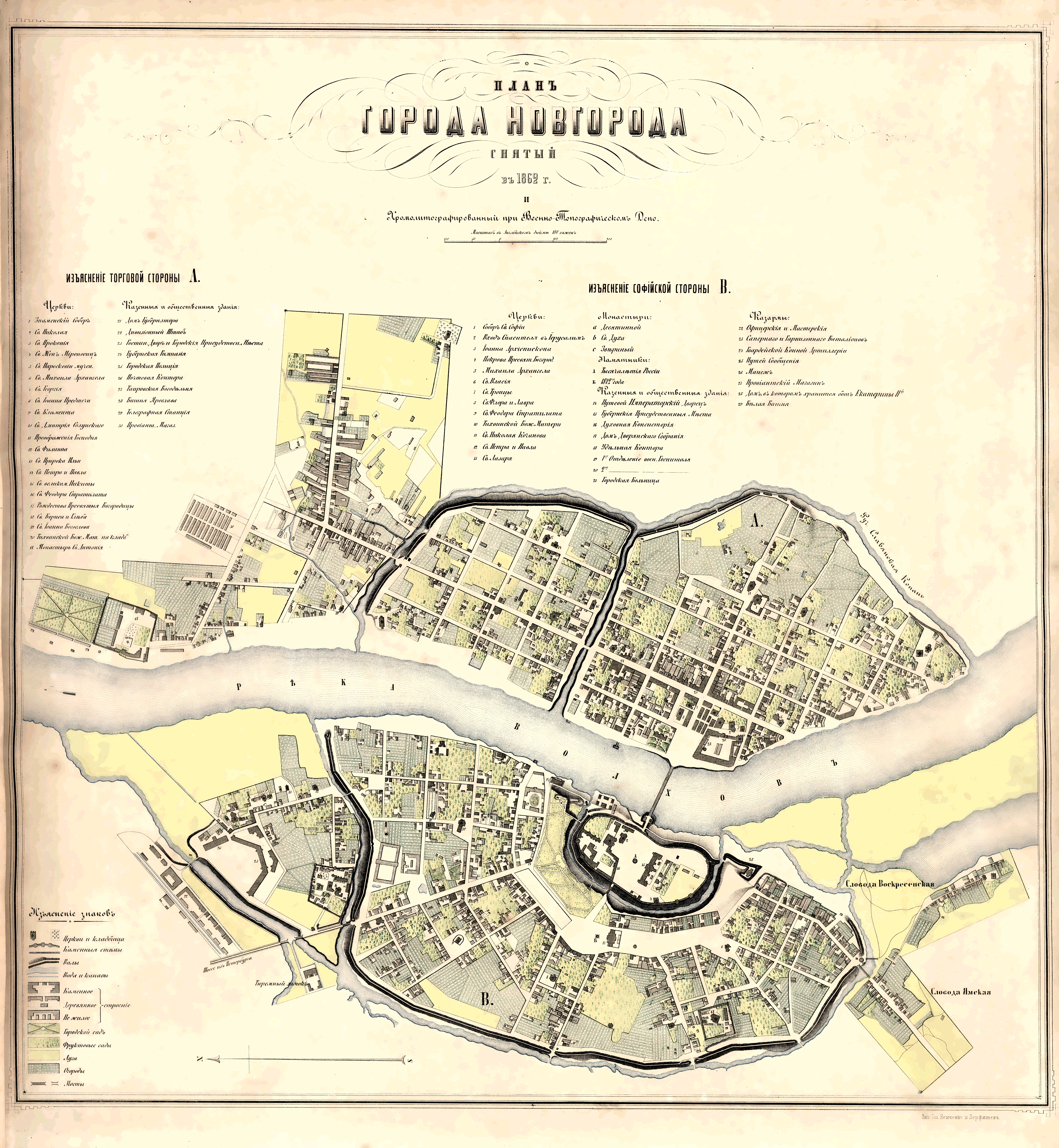
Plan de Novgorod en 1862.

En 1727, le gouvernement de Novgorod fut créée avec son centre à Novgorod, à partir de la moitié des terres appartenant au gouvernement de Saint-Pétersbourg.
En 1764, Jacob Johann von Sievers est nommé au poste de gouverneur de Novgorod par l'impératrice Catherine II. Sous lui, de grands travaux de construction ont commencé à Novgorod. La ville provinciale négligée devait devenir la capitale gouvernorale. Par oukase de l'impératrice de 1778, un nouveau plan général de Novgorod, élaboré par les architectes de la capitale, fut approuvé. L'ancien tracé de la ville a été remplacé par un tracé régulier : au lieu des anciennes rues, de nouvelles ont été tracées, tracées le long d'une ligne. Des blocs entiers de bâtiments en pierre sont apparus, le Gostiny Dvor, les chambres métropolitaines ont été reconstruites, un nouveau pont sur supports en pierre sur le Volkhov, un gymnase, un bureau et une prison ont été construits,,.
En 1771, à côté de la cour de Iaroslav, le palais du Voyage fut érigé pour Catherine III. L'impératrice y séjourna en 1780 lors de son voyage dans les gouvernements de l'ouest.
Dans la première moitié du XIXe siècle, Novgorod est devenue un centre d'implantation militaire. En parallèle, il n’y a quasiment aucune production industrielle dans la ville. Le « Livre mémorable du gouvernement de Novgorod pour 1875 » indique que 17 384 personnes vivaient à Novgorod ainsi que des unités militaires. En 1841-1842, l'écrivain Alexandre Herzen s'est exilé à Novgorod (en exil, Herzen occupait le poste de conseiller du gouvernement provincial). Quelques unines sont apparues dans la seconde moitié du XIXe siècle.
En 1853, la ville est dotée d'une brigade de pompiers.
L'une des pages les plus brillantes de l'histoire de Veliki Novgorod au XIXe siècle fut la célébration en 1862 du 1000e anniversaire de l'État russe. En l'honneur de cet événement, selon le projet de Mikhaïl Mikechine, un monument au millénaire de la Russie a été érigé au centre du kremlin de Novgorod. Surtout en l'honneur de la célébration, un gouvernement général provisoire a été créé, dirigé personnellement par le grand-duc Nikolaï Nikolaïevitch. Le monument a été dévoilé en présence de l'empereur Alexandre II et d'autres membres de la famille impériale.

### Période soviétique

#### De la révolution à 1941
Le 14 avril 1917 (27 avril dans le calendrier grégorien), le Conseil provincial des députés ouvriers, soldats et paysans de Novgorod est formé à Novgorod. Le 27 octobre 1917 (9 novembre dans le calendrier grégorien), le Conseil déclara la reconnaissance du pouvoir soviétique, mais exigea la création d'un « gouvernement socialiste de coalition ». Le 13 novembre 1917 (26 novembre dans le calendrier grégorien), par décision du comité exécutif du Conseil de Novgorod, le Comité militaire révolutionnaire fut formé sous la présidence du bolchevik N. D. Alekseïev, qui commença la liquidation des organes du gouvernement provisoire encore en activité. dans la ville. Le 5 décembre 1917 (18 décembre dans le calendrier grégorien), la nouvelle composition du comité exécutif provincial commença à mettre en œuvre les décrets du gouvernement soviétique.
En 1927, dans le cadre de la réforme administrative-territoriale menée en URSS, le gouvernement de Novgorod est rattachée à l'oblast de Léningrad. Novgorod est devenue le centre de l'okroug de Novgorod, mais en 1930 l'okroug a été aboli.

#### Pendant la Seconde Guerre mondiale
Durant la Seconde Guerre mondiale, la ville fut occupée par troupes allemandes et espagnoles (« Division Bleue »). Les nazis ont organisé un gouvernement subordonné au bureau du commandant militaire local. L'historien de Novgorod Boris Kovalev, dans sa monographie publiée « La vie quotidienne de la population russe pendant l'occupation nazie », a décrit en détail les caractéristiques de l'occupation des Allemands à Novgorod et la structure de la collaboration, la définissant comme « tout à fait typique du territoire occupé de la Russie ». Par exemple, parmi les partisans bien connus de la coopération avec les nazis étaient les novgorodiens Vassili Ponomarev et Boris Filistinski, auparavant réprimés ; il a été noté que la ville devait être incluse dans le commissariat d'Ostland. Le premier bourgmestre de la ville, Fiodor Ivanovitch Morozov, fut tué par un jeune volontaire espagnol lors d'une tentative de vol.
L'occupation de Noovgorod dura du 15 août 1941 au 20 janvier 1944. La guerre a causé des dégâts énormes et en grande partie irréparables, tant aux monuments de la ville elle-même qu'à ses environs. Tous les bâtiments en bois ont brûlé. Les collections les plus précieuses d'archéologie, d'histoire et d'art ont été volées au musée de Novgorod, qui n'a pas été complètement évacué à temps. Presque toute l'économie et les entreprises industrielles de la ville ont été détruites et les monuments de l'architecture de Novgorod de renommée mondiale ont été transformés en ruines. Les dégâts matériels causés à Novgorod, selon le rapport de la Commission extraordinaire sur les atrocités des envahisseurs fascistes, se sont élevés à plus de 11 milliards de roubles. La croix de la cathédrale Sainte-Sophie, démontée et emportée par les occupants pendant la guerre, a été restituée en 2004 par les Espagnols et se trouve dans la cathédrale. L'une des églises détruites par les Allemands, l'église de l'Assomption sur le champ de Volotovo, a été restaurée au début des années 2000 avec des fonds allemands.
L'offensive Léningrad-Novgorod et l'offensive Novgorod-Louga conduisirent à la libération de la ville le 20 janvier 1944,, après 6 jours de combats. La ville fut occupée pendant 883 jours. Lors de la libération, la ville ne comptait plus que 40 maisons conservées et 51 habitants.
En décembre 1947, le dernier procès public des criminels nazis en URSS eut lieu à Novgorod.

#### De l'après-guerre à 1991
Le 5 juillet 1944, par décret du Præsidium du Soviet suprême des forces armées de l'URSS, l'oblast de Novgorod est créé. La transformation de Novgorod en centre administratif et économique de l'oblast a eu un effet bénéfique en accélérant sa restauration. Le 1er novembre 1945, Novgorod est inscrite sur la liste des quinze villes soumises à restauration prioritaire. En outre, une résolution spéciale est en cours d'émission sur la restauration des monuments architecturaux. L'un des premiers à être restauré fut le monument du Millénaire de la Russie ; le monument fut de nouveau inauguré le 2 novembre 1944.

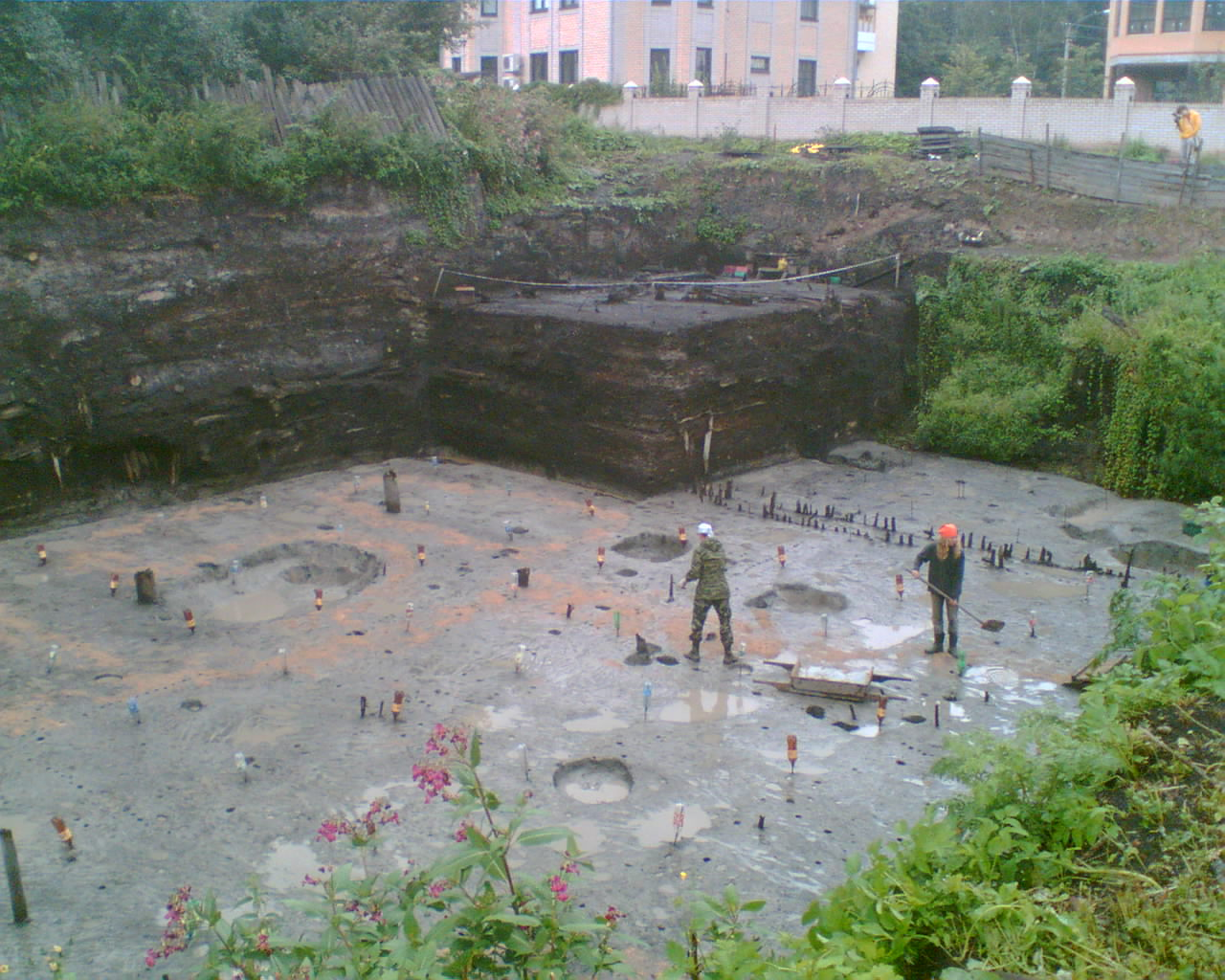
Site de fouilles de la Trinité à Veliki Novgorod.

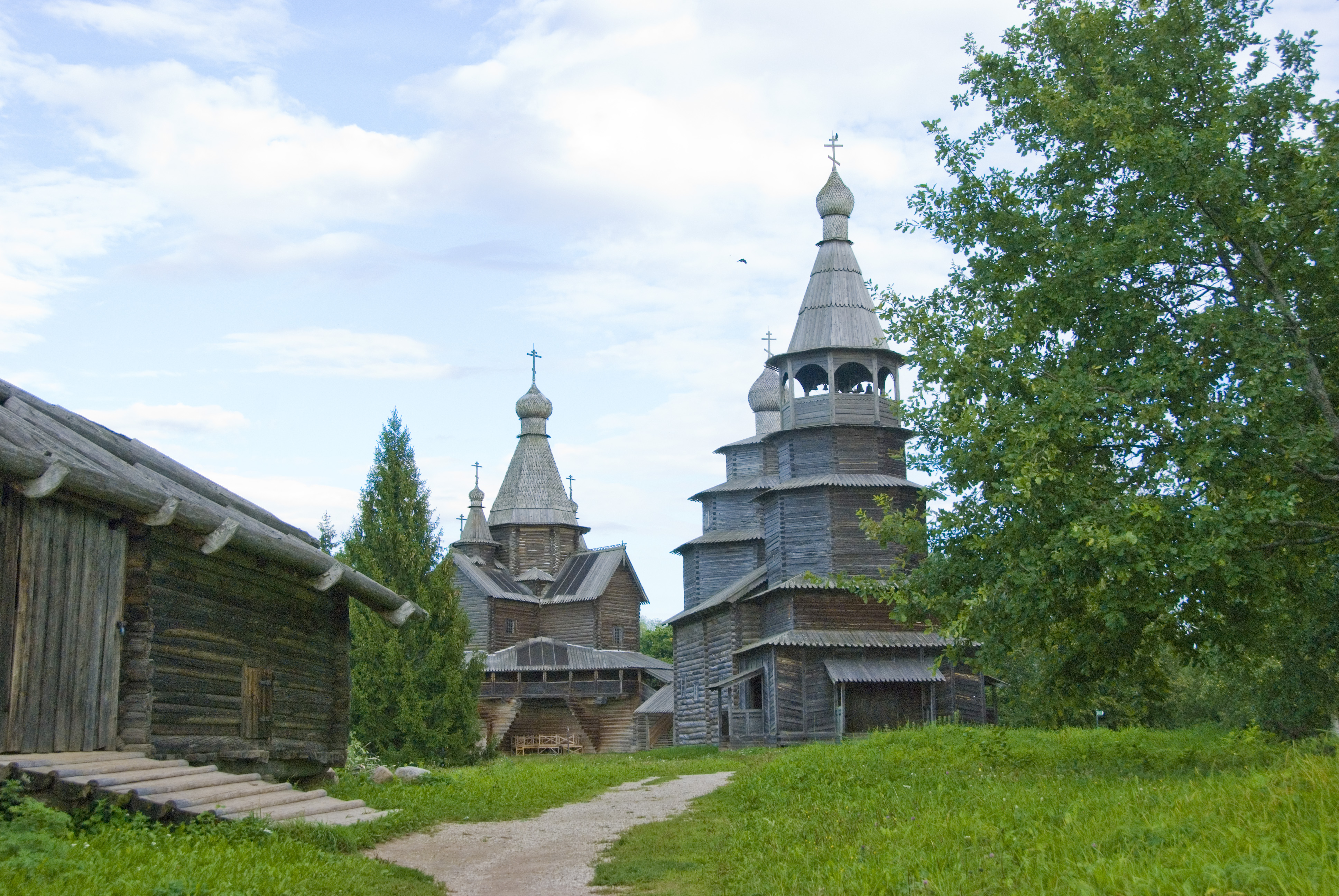
Sur le territoire du Musée de l'architecture populaire en bois Vitoslavlitsy.

Les premières années de la restauration de Novgorod furent les plus difficiles pour les citadins. Ils devaient vivre dans des abris et des sous-sols. Il n’y avait pas de matériaux de construction nécessaires et il y avait une grave pénurie d’ouvriers du bâtiment. En raison du manque de matériaux, des bâtiments endommagés ont été démantelés en briques. L'arcade Gostiny Dvor a été à moitié démantelée, mais après l'intervention des historiens, une petite partie a survécu. Au monastère de Zverine, il y avait un camp de prisonniers allemands qui étaient employés pour la construction,,.
Les travaux de restauration à Novgorod ne pouvaient être réalisés sans un plan directeur. Une équipe d'architectes dirigée par l'académicien Alexeï Chtchoussev a été impliquée dans les travaux sur le projet de plan général. Le plan général de la ville reposait sur le principe d'une combinaison organique de nouvelles constructions avec des monuments de l'architecture russe ancienne grâce à l'inclusion active de ces derniers dans le développement moderne de la ville. Le projet de plan général fut approuvé le 28 mars 1945 par le Conseil des ministres de la RSFSR. Ce plan général était loin d'être pleinement mis en œuvre, et plus tard, des immeubles de grande hauteur et des entreprises industrielles sont apparus dans le centre-ville, et des bâtiments d'architecture standard ont été construits dans un souci d'économie. Parmi les bâtiments les plus emblématiques de cette époque, il convient de souligner le bâtiment de la gare, construit selon le projet de l'architecte Iaveïn en 1953. La ville a été restaurée en 1959, en vue du 1100e anniversaire de Novgorod.
La présence de vastes zones libres et de terrains vagues après le démantèlement des décombres des bâtiments détruits du centre-ville a permis d'entamer des recherches archéologiques approfondies dans les années suivant la fin de la guerre. Le résultat de ces études a été de nombreuses découvertes d'objets de l'art et de la vie quotidienne des anciens russes. L'une des découvertes les plus importantes a été la découverte de la première lettre en écorce de bouleau le 26 juillet 1951 ; et au total, plus de 1 000 lettres en écorce de bouleau ont été trouvées à Novgorod au cours des années de recherche. Depuis 1962, l'expédition archéologique de Novgorod était dirigée par l'historien et archéologue Valentine Ianine.
En 1953, la production industrielle de Novgorod dépassait les niveaux d'avant la Seconde guerre mondiale. Dans les années 1950 à 1970, les principaux travaux de restauration des monuments architecturaux ont été réalisés,. La ville gagne en renommée en tant que centre du tourisme de toute l'Union soviétique et avec du tourisme international. En 1964, non loin de l'ancien monastère Saint-Georges de Iouriev, au bord du lac Miatchino, a commencé la création du musée Vitoslavlitsy de l'architecture populaire en bois. En 1975, la ville a été divisée en deux arrondissements ; de Lénine et d'Octobre.
Au cours des années suivantes, le développement industriel de la ville a eu lieu, avec des entreprises de l'industrie électronique qui ont été créées. En 1967, les premiers produits sont fabriqués par l'usine chimique de Novgorod.
Le 23 juin 1983, par un oukase du présidium du Soviet suprême de l'URSS, Novgorod a reçu l'Ordre du Drapeau rouge du travail pour les succès obtenus par les travailleurs de la ville dans la construction économique et culturelle et leur participation active à la lutte contre les envahisseurs allemands pendant la Seconde Guerre mondiale. Le 22 septembre 1989, par oukase du présidium du Soviet suprême de la RSFSR, la division en arrondissements de Novgorod a été supprimée.

### Dans la Russie moderne

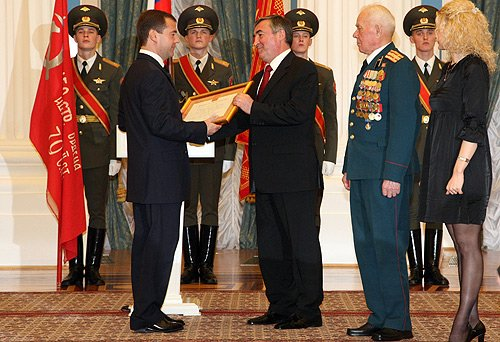
Remise d'un Certificat conférant à la ville le titre honorifique de « Ville de Gloire militaire », le 8 décembre 2008.

En 1992, lors de la 16e session du Comité du patrimoine mondial, par décision de l'UNESCO, les monuments historiques de Novgorod et de ses environs ont été classés au patrimoine mondial, soit 37 sites et monuments architecturaux,,. Le 11 juin 1999, le président de la fédération de Russie Boris Eltsine a signé la loi fédérale « Sur le changement de nom de la ville de Novgorod, le centre administratif de la'oblast de Novgorod, en ville de Veliki Novgorod ». Dans les années 1990 également, de nombreux noms de rues anciennes du centre-ville ont été restaurés, à la place des noms soviétique.
Sous la direction de Valentine Ianine, le livre le plus ancien de Russie, le codex de Novgorod, a été découvert à Novgorod en 2000.
En 2004, le club Valdaï, think-tank pro-Kremlin, a été fondé dans la ville. En 2003, 2006 et 2007, Veliki Novgorod est devenue lauréate du concours russe pour le développement financier de l'économie russe « Rouble d'or » en termes d'indicateurs économiques de développement financier dans la catégorie « Capitale » pour le district fédéral du Nord-Ouest. En 2010, la ville est devenue lauréate du concours « La ville la plus confortable de Russie ». Le 28 octobre 2008, Veliki Novgorod a reçu le titre de ville de gloire militaire. Pour commémorer l'attribution de ce titre honorifique à la ville, un monument a été inauguré le 8 mai 2010.
Depuis 2015, Veliki Novgorod est incluse dans une nouvelle route touristique à travers les villes de la Russie du nord-ouest : « Anneau d'argent de Russie ».

## Politique et administration

### Découpage territorial
La ville forme une subdivision de l'oblast, l'okroug urbain de Veliki Novgorod (un okroug urbain), qui est aussi une entité municipale.
Sur le plan administratif, elle est rattachée au sujet fédéral de l'oblast de Novgorod. L'oblast fait partie de la subdivision non-administrative du district fédéral du Nord-Ouest. La ville est le centre administratif de l'oblast, et possède donc le siège du gouvernement de l'oblast de Novgorod et l'assemblée de l'oblast. De plus, comme elle est le centre administratif du raïon de Novgorod, bien qu'elle n'en fasse pas partie, elle est le siège des institutions du raïon.
Sur le plan électoral, la ville comme tout l'oblast, fait partie de la circonscription de Novgorod pour les élections législatives russes.

### Vie politique
Le conseil municipal novgorodien, appelé la douma de la ville de Veliki Novgorod, est élu depuis 2023 au scrutin mixte à un tour, avec 20 sièges élus dans des circonscriptions uninominales au scrutin majoritaire et 10 sièges élus au scrutin proportionnel sur une seule liste à l'échelle de la ville,. 
Les députés ont un mandat de cinq ans, et ils élisent un président de la douma. La douma a huit commissions, mais peut en créer d'autres si besoin.
Le maire de la ville (en russe : мэр) est élu sur la base d'un concours organisé par la douma municipale. La commission est composée de 12 députés, et doit valider les candidats de n'importe quel candidat qui s'est présenté. Il doit être entre autres citoyen russe et âgé d'au moins 21 ans. Une fois la liste des candidats validés prise par la commission, la douma se réunit et vote parmi les candidats pour le maire. 
Les élections du maires étaient directes jusqu'en 2014, mais cette année-là, la douma de l'oblast de Novgorod a changé les lois pour instaurer ce nouveau système.
À la suite des élections en 2022, Aleksandr Rozbaoum (Russie unie) devient maire de Novgorod et succère à Sergueï Boussourine (Russie unie), qui était maire de 2018 à 2022. Le dernier maire d'opposition était Nikolaï Grajdankine, du parti démocratique de Russie, de 2002 à 2007, qui a été condamné et démis de ses fonctions.

#### Élection municipale 2023

Douma municipale depuis 2023.

| Tête de liste | Tête de liste        | Suffrages | Pourcentage | Douma municipale | Changement, |
| ------------- | -------------------- | --------- | ----------- | ---------------- | ----------- |
| ER            | Iekaterina Michalina | 14 907    | 46,48 %     | 24               | 16          |
| KPRF          | Nikita Makarevitch   | 5 150     | 14,27%      | 1                | 11          |
| SRZP          | Nikolaï Chvabovitch  | 3 701     | 10,25%      | 1                | 6           |
| NL            | Ievgueni Kim         | 3 542     | 9,81%       | 1                | 1           |

#### Liste des maires
| Période          | Période                        | Identité                           | Étiquette                    | Qualité                                                          |
| ---------------- | ------------------------------ | ---------------------------------- | ---------------------------- | ---------------------------------------------------------------- |
| 1990             | 1994                           | Viktor Nikolaïevitch Ivanov        |                              |                                                                  |
| 1994             | 9 septembre 2002               | Aleksandr Vladimirovitch Korsounov |                              |                                                                  |
| 9 septembre 2002 | 8 décembre 2002                | Sergueï Nikolaïevitch Lobatch      |                              | Par intérim                                                      |
| 8 décembre 2002  | 10 décembre 2007               | Nikolaï Ivanovitch Grajdankine     | Parti démocratique de Russie | Vice-gouverneur de l'oblast de Novgorod, démis de ses fonctions, |
| 11 décembre 2007 | 3 décembre 2018                | Iouri Ivanovitch Bobrychev         | Russie unie                  | Député de la douma de l'oblast de Novgorod,                      |
| 3 décembre 2018  | 27 mars 2022                   | Sergueï Vladimirovitch Boussourine | Russie unie                  | Député de la douma de l'oblast de Novgorod,                      |
| 28 mars 2022     | 9 octobre 2022                 | Vladimir Alexandrovitch Ieriomine  | Russie unie                  | par intérim                                                      |
| 10 octobre 2022  | En cours (au 26 décembre 2023) | Aleksandr Richardovitch Rozbaoum   | Russie unie                  | Avocat, Podpolkovnik, chef du raïon de Staraïa Roussa            |

#### Autres élections
| Scrutin             | 1er tour | 1er tour | 1er tour | 1er tour | 1er tour | 1er tour | 1er tour | 1er tour | 1er tour | 1er tour | 1er tour | 1er tour | 2d tour                  | 2d tour                  | 2d tour                  | 2d tour                  | 2d tour                  | 2d tour                  | 2d tour                  | 2d tour                  |
| Scrutin             | 1er      | 1er      | %        | 2e       | 2e       | %        | 3e       | 3e       | %        | 4e       | 4e       | %        | 1er                      | %                        | 2e                       | %                        | 3e                       | %                        | 4e                       | %                        |
| ------------------- | -------- | -------- | -------- | -------- | -------- | -------- | -------- | -------- | -------- | -------- | -------- | -------- | ------------------------ | ------------------------ | ------------------------ | ------------------------ | ------------------------ | ------------------------ | ------------------------ | ------------------------ |
| Présidentielle 2012 |          | ER       | 52,63    |          | KPRF     | 20,14    |          | Ind.     | 11,7     |          | LDPR     | 7,05     | Victoire au premier tour | Victoire au premier tour | Victoire au premier tour | Victoire au premier tour | Victoire au premier tour | Victoire au premier tour | Victoire au premier tour | Victoire au premier tour |
| Maïorale 2013       |          | ER       | 38,56    |          | SRZP     | 23,91    |          | Ind.     | 18,74    |          | KPRF     | 5,29     | Tour unique              | Tour unique              | Tour unique              | Tour unique              | Tour unique              | Tour unique              | Tour unique              | Tour unique              |
| Législatives 2016   |          | ER       | 32.10    |          | KPRF     | 17.70    |          | SRZP     | 16.45    |          | LDPR     | 14,11    | Tour unique              | Tour unique              | Tour unique              | Tour unique              | Tour unique              | Tour unique              | Tour unique              | Tour unique              |
| Gouvernorale 2017   |          | ER       | 61,31    |          | KPRF     | 20,37    |          | LDPR     | 8,73     |          | SRZP     | 5,62     | Victoire au premier tour | Victoire au premier tour | Victoire au premier tour | Victoire au premier tour | Victoire au premier tour | Victoire au premier tour | Victoire au premier tour | Victoire au premier tour |
| Présidentielle 2018 |          | ER       | 70,66    |          | KPRF     | 14,08    |          | LDPR     | 6,82     |          | GRANI    | 2,77     | Victoire au premier tour | Victoire au premier tour | Victoire au premier tour | Victoire au premier tour | Victoire au premier tour | Victoire au premier tour | Victoire au premier tour | Victoire au premier tour |
| Municipales 2018    |          | KPRF     | 30,57    |          | ER       | 24,39    |          | SRZP     | 17,39    |          | LDPR     | 12,49    | Tour unique              | Tour unique              | Tour unique              | Tour unique              | Tour unique              | Tour unique              | Tour unique              | Tour unique              |
| Législatives 2021   |          | ER       | 27,09    |          | KPRF     | 20,84    |          | SRZP     | 18,06    |          | LDPR     | 7,50     | Tour unique              | Tour unique              | Tour unique              | Tour unique              | Tour unique              | Tour unique              | Tour unique              | Tour unique              |
| Municipales 2023,   |          | ER       | 46,48    |          | KPRF     | 14,27    |          | SRZP     | 10,25    |          | NL       | 9,81     | Tour unique              | Tour unique              | Tour unique              | Tour unique              | Tour unique              | Tour unique              | Tour unique              | Tour unique              |

### Finances communales
|                                          |                         | 2023    | 2025    |
| Recettes totales                         | Recettes totales        | 6 866,6 | 5 716,9 |
| ---------------------------------------- | ----------------------- | ------- | ------- |
|                                          | Recettes propres        | 2 757,4 | 3 143,5 |
| Subventions gouvernementales             | 4 091,0                 | 2 555,2 |         |
| Autres revenus                           | 18,2                    | 18,2    |         |
| Dépenses                                 | Dépenses                | 7 126,6 | 5 716,9 |
|                                          | Frais de fonctionnement | 3 035,6 | 3161,7  |
| Autres                                   | 4091                    | 2555.2  |         |
| Déficit budgétaire                       | Déficit budgétaire      | - 260,0 | 0       |
| Les valeurs sont en millions de roubles. |                         |         |         |

Pour l'exercice 2023, le compte administratif du budget municipal de Novgorod s'établit à 7 126,6 millions de roubles en dépenses et 6 866,6 millions de roubles en recettes.
Concernant les recettes budgétaires propres, elles viennent à 37 % de l'impôt sur le revenu, à 37 % d'autres impôts, à 14 % des paiements fonciers (taxes foncières, loyer et vente de terrains), et à 12 % d'autres sources de revenus.
L'impôt sur les sociétés est de 13,5 % dans la ville.

#### Dépense budgétaires
Les dépenses budgétaires en 2023 sont à 68 % (4 839,2 millions de roubles) consacrées à la sphère sociale et culturelle, et à 32 % pour d'autres dépenses. Les plus grands secteurs sont l'éducation qui représente 4 198,9 millions de roubles, soit 58,9 % des dépenses totales de la ville. Le deuxième secteur avec le plus de dépenses est l'économie, avec 1 075,7 millions de roubles, soit 15,1 % des dépenses totales de la ville. De plus, 723,9 millions de roubles, soit 10,2 % des dépenses totales de la ville, sont consacrées aux logements et services municipaux. Ces trois dépenses représentent 84,2 % de toutes les dépenses novgorodiennes.
Parmi les autres dépenses, il y a les programmes fédéraux (5,6 % des dépenses de la ville), la politique sociale (4,5 % des dépenses) la culture (3,3 % des dépenses), les sports (1,2 % des dépenses), la sécurité (0,5 % des dépenses) et d'autres. La protection environnementale ne représente que 0,6 % des dépenses.

#### Endettement
L'endettement de la ville s'élevait au 1er janvier 2023 à 2 165 millions de roubles. D'après la dette au 1er janvier 2022, qui était de 2 170 millions de roubles, elle était composée de 1 607,2 millions de roubles de prêts budgétaires (État, oblast) et de 562,8 millions de roubles de prêts bancaires. Dans l'exercice budgétaire de 2023, le service de la dette (remboursement et intérêts) représentait 29,3 millions de roubles de dépenses, soit 0,6 % du budget total de la ville.
D'après la dette au 1er janvier 2023 et la population légale à cette date, l'endettement par habitant est de 9 700 roubles par habitant.

### Jumelages
Novgorod est jumelée avec les villes suivantes :
| Ville | Ville     | Pays | Pays        | Période     |
| ----- | --------- | ---- | ----------- | ----------- |
|       | Bielefeld |      | Allemagne   | depuis 1987 |
|       | Moss      |      | Norvège     | depuis 1970 |
|       | Nanterre  |      | France      | depuis 1974 |
|       | Rochester |      | États-Unis  | depuis 1990 |
|       | Valga     |      | Estonie     |             |
|       | Watford   |      | Royaume-Uni | depuis 1984 |
|       | Zibo      |      | Chine       | depuis 1995 |

La ville entretient des coopérations avec les villes suivantes :
- Strasbourg (France) depuis 1997 (coopération décentralisée) (patrimoine et organisation administrative)[300]

## Population et société

### Démographie

#### Évolution démographique
En 2017, la ville de Novgorod comptait 222 594 habitants répartis sur 93,7 km2, ce qui fait de Novgorod la ville la plus peuplée de l'oblast de Novgorod, avec 36 % du total. Sa densité était alors de 2 497 hab./km2. Sa population est en hausse grâce à des soldes naturels et migratoires positifs.
Recensements (*) ou estimations de la population,
| 1571  | 1811  | 1825  | 1833  | 1840   | 1856   |
| ----- | ----- | ----- | ----- | ------ | ------ |
| 5 000 | 6 300 | 5 445 | 8 634 | 16 781 | 12 758 |

| 1863   | 1867   | 1870   | 1885   | 1897*  | 1917   |
| ------ | ------ | ------ | ------ | ------ | ------ |
| 17 665 | 16 722 | 17 093 | 23 980 | 25 736 | 28 807 |

| 1920   | 1923*  | 1926*  | 1937*  | 1939*  | 1944   |
| ------ | ------ | ------ | ------ | ------ | ------ |
| 24 831 | 27 709 | 32 764 | 37 059 | 39 758 | 53 456 |

| 1959*  | 1970*   | 1979*   | 1989*   | 2002*   | 2010*   |
| ------ | ------- | ------- | ------- | ------- | ------- |
| 60 669 | 127 944 | 186 003 | 229 126 | 216 856 | 218 724 |

| 2012    | 2017    | 2018    | 2019    | 2020    | 2021*   |
| ------- | ------- | ------- | ------- | ------- | ------- |
| 219 947 | 222 594 | 222 868 | 224 297 | 224 936 | 224 286 |

| 2023    | - | - | - | - | - |
| ------- | - | - | - | - | - |
| 223 191 | - | - | - | - | - |

#### Âge et sexe
D'après le recensement de 2021, la population est composée de 97 439 hommes (43,44 % de la population) et de 126 847 femmes (56,56 % de la population). Il y a ainsi 1 302 femmes pour 1 000 hommes dans la ville. L'âge moyen de la population est de 41 ans, celui des hommes de 37 ans et celui des femmes de 44 ans.
La population plus jeune que valide (en âge de travailler) est de 41 474 plus jeunes, et de 59 054 plus âgés que valide.
| Hommes | Classe d’âge | Femmes |
| ------ | ------------ | ------ |
| 0,6    | 85 et +      | 2,0    |
| 2,6    | 75-84        | 5,8    |
| 14,6   | 60-74        | 22     |
| 18,8   | 45-59        | 19,3   |
| 26,6   | 30-44        | 23,3   |
| 16     | 15-29        | 12,7   |
| 20,9   | 0-14         | 14,9   |

| Hommes | Classe d’âge | Femmes |
| ------ | ------------ | ------ |
| 0,6    | 85 et +      | 2,5    |
| 2,7    | 75-84        | 6,4    |
| 18     | 60-74        | 24,2   |
| 20,4   | 45-59        | 20,3   |
| 25,4   | 30-44        | 21,4   |
| 14,8   | 15-29        | 11,4   |
| 18,1   | 0-14         | 13,8   |

#### Ethnies
La ville de Novgorod est principalement peuplée de Russes. Selon le recensement de 2021, sur les 177 382 personnes ayant indiqué leurs ethnies, 97,74 % d'entre elles étaient Russes, soit 173 629 personnes. Si l'on prend la population totale, avec ceux n'ayant pas répondu à la question sur l'ethnie (volontairement ou non), le pourcentage de Russes est de 77,41 %. Les ethnies suivantes sont les Ukrainiens avec 1 057 individus, soit 0,47 % de la population totale. Viennent ensuite les Biélorusses en troisième position avec 622 personnes (0,28 %) et les Arméniens en quatrième position avec 531 personnes. 146 personnes à Novgorod ont indiqué qu'elles n'avaient pas d'ethnie, tandis que 42 850 personnes n'ont pas répondu à la question sur l'ethnie.
| Ethnie      | Nombre de personnes | %     | Moyenne nationale (%) |
| ----------- | ------------------- | ----- | --------------------- |
| Russes      | 173 629             | 77,41 | 71,73                 |
| Ukrainiens  | 1057                | 0,47  | 0,60                  |
| Biélorusses | 622                 | 0,28  | 0,14                  |
| Arméniens   | 531                 | 0,24  | 0,64                  |
| Tadjiks     | 425                 | 0,19  | 0,24                  |
| Azéris      | 323                 | 0,14  | 0,32                  |
| Ouzbeks     | 278                 | 0,12  | 0,22                  |
| Tatars      | 263                 | 0,12  | 3,20                  |
| Arabes      | 254                 | 0,11  | 0,01                  |
| Autres      | 46 904              | 20,92 | 22,9                  |
| Total       | 224 286             | 100   | 100                   |

Les autres incluent : Abkhazes (4), Avars (49), Aghuls (3), Américains (2), Assyriens (4), Afghans (12), Balkars (1), Bachkirs (17), Bulgares (16), Britanniques (6), Bouriates (2), Vepsiens (2), Vietnamiens (4), Gagaouzes (5), Grecs (18), Géorgiens (66), Darguines (62), Juifs (95), Ingouches (12), Espagnols (1), Kabardens (2), Kazakhs (30), Kalmouks (6), Karakalpaks (1), Karatchaïs (4), Caréliens (35), Kirghizes (27), Chinois (3), Komi (16), Komi-Permiaks (2), Coréens (63), Tatars de Crimée (1), Cubains (1), Koumyks (13), Kurdes (1), Laks (5), Lettons (29), Lezghiens (74), Lituaniens (16), Mari (12), Mari des collines (1), Moldaves (53), Mongols (1), Mordoviens (38), Nanaïs (1), Allemands (111), Nénétses (2), Nogaïs (1), Ossètes (20), Pakistanais (1), Perses (2), Polonais (42), Roumains (1), Rusyns (2), Pomors (5), Routouls (3), Sami (3), Serbes (1), Tabassarans (6), Talyches (1), Tatars de Sibérie (1), Touvains (1), Turcs (10), Turkmènes (7), Oudmourtes (23), Ouïghours (2), Finlandais (34), Finlandais d'Ingrie (1), Français (62), Khakasses (5), Khantys (1), Tsiganes (164), Circassiens (4), Tchèques (2), Tchétchènes (66), Tchouvaches(68), Tchouktches (1), Esquimaux (2), Estoniens (21), Iakoutes (7), Japonais (1), Indication d'autres réponses sur la nationalité (2416), Aucune nationalité (146), personnes figurant sur les feuilles de recensement de dont la nationalité n'est pas indiquée (42 850).

### Criminalité
La criminalité dans la ville de Novgorod a connu une tendance à la baisse sur la période 2000-2017. Ainsi, en 2000, la ville enregistrait 5 912 crimes, dont 3 669 classés comme graves et particulièrement graves, tandis qu'en 2016, la ville enregistrait 3 919 crimes, dont 788 classés comme graves et particulièrement graves. Le nombre de crimes a baissé de 33,7 %, et la même dynamique peut être observé à travers l'oblast de Novgorod.
En effet, la part du nombre total d'infractions dans la ville par rapport au nombre total dans l'oblast n'a pratiquement pas changée. En 2000, la part de la ville était de 32,9 %, et en 2016, elle était de 32,7 %. Pour les délits graves et particulièrement graves, la part a baissé de −1,7 %, passant de 33,5 % en 2000 à 31,8 % en 2016.

### Éducation
Au 27 octobre 2017, Veliki Novgorod comptait 88 établissements d'enseignement municipaux. Ils étaient répartis entre 51 établissements préscolaires, 31 établissements généraux, 5 établissements d'enseignement complémentaire, et 1 établissement autonome.
La ville comptait en 2016 12 bibliothèques, ainsi que 59 points relais des bibliothèques. Cette année là, la ville possédait 483 528 livres, et les bibliothèques avaient 62 328 lecteurs, soit 28,1 % de la ville.

### Sports
Fin 2016, la ville recensait 67 223 personnes s'adonnant à des pratiques sportives, alors qu'ils n'étaient que 50 120 en 2012.

## Économie

### Revenus de la population
Pour l'année 2022, le salaire mensuel moyen (hors petites entreprises) par habitant s'élevait à 53 524,1 roubles, soit une augmentation de 11,8 % par rapport à 2021. Le salaire de subsistance était défini dans la région pour le second semestre 2022 à 13 641 roubles. Par comparaison, le salaire mensuel moyen (hors petites entreprises) par habitant s'élevait à 20 608,7 roubles en 2010 et à 34 671,8 roubles en 2016.

### Emploi
D'après le recensement de 2021, la population en âge de travailler était de 123 758 personnes, soit 55,2 % de la population. Par comparaison, le pourcentage de personnes valides dans l'oblast était de 53,7 % au même recensement. Sur l'année 2022, le nombre de chômeurs s'est élevé à 903 personnes, alors qu'il y en avait 1 212 l'année précédente. Par comparaison, il y avait 2 334 chômeurs en 2010 (le taux de chômage était alors de 1,7 %).

### Entreprises et commerce
Le produit intérieur brut de la ville s'élevait à 207,5 milliards de roubles en 2022 selon l'administration municipale, soit 65,3 % du produit intérieur brut de l'oblast. Selon la mairie de Novgord, les sanctions contre la Russie à la suite de l'invasion russe de l'Ukraine n'ont eu que peu d'impacts sur l'économie de la ville.
La ville compte trois technopoles, où opèrent 33 entreprises : Technopark Garo, Technopark Transvit et Technopark X10. La ville compte aussi deux incubateurs d'entreprises, c'est-à-dire des structures aidant à la création d'entreprises,.
Le nombre de petites et moyennes entreprises s'élève au 1er janvier 2024 à 1 911 PME, et il y avait de plus 5 908 auto-entrepreneurs. Les PME emploient au 1er janvier 2024 32 319 personnes.

#### Secteur industriel

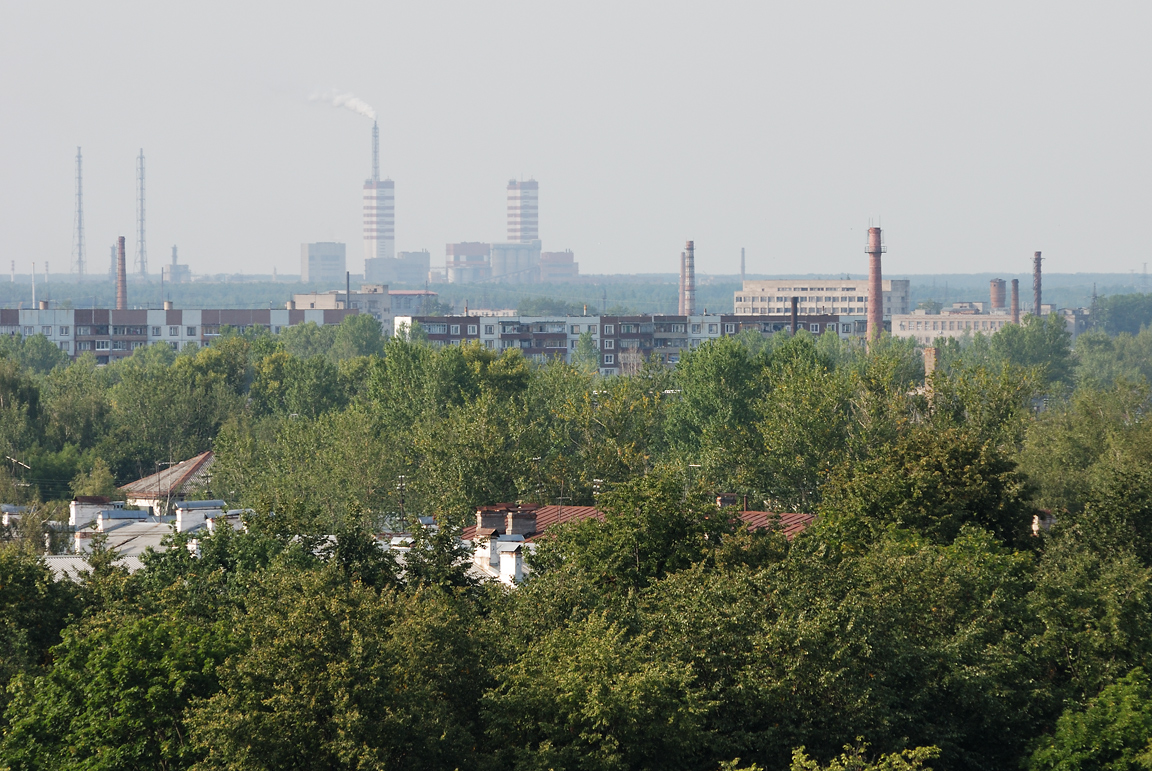
Usine d'Akron, du secteur pétrochimique.

Le secteur industriel constitue une part importante de la ville. D'après les chiffres de la ville pour 2022, le domaine industriel le plus important de la ville et la production de produit chimiques, qui représente 68,7 % de la production totale de la ville. Suivent la production agroalimentaire, qui produit 9,5 % de la production totale, puis la production de papier et de produits en papier (3,1 % du total). Les secteurs industriels moins importants sont les activités d'impression (2,6 % du total), puis la production de produits électroniques, informatiques et optiques (1,8 % du total). Il y a aussi la production de machines et d'équipements (1,4 % du total) et enfin la transformation du bois et la production de produits en bois (0,9 % du total).
L'indice de production industrielle était pour 2022 de 96,5 %. Le volume de produits industriels expédiés en 2022 s'élevait à 257,3 milliards de roubles, soit 71,7 % du volume de l'oblast.
Les plus grandes entreprises industrielles de la ville sont Akron, Amkor Specialty Cartons Novgorod, Mon Daily Rus, Novgorod Metallurgical Plant, Splav, NPO Kvant JSC, Adept Group of Companies, Laktis, Velikonovgorod Meat Dvor, Novgorodkhleb, Volkhovets et d'autres.

#### Tourisme
Le tourisme à Novgorod est une activité importante de l'économie, et le développement du secteur est considéré comme prioritaire par l'administration municipale. La part du nombre de touristes à Veliki Novgorod dans le nombre total de touristes visitant l'oblast de Novgorod est en moyenne de 57 %. Avant la pandémie de Covid-19, la part des touristes étrangers à Novgorod était de 15 à 17 %, mais selon les chiffres de début 2023, la part n'était alors plus que de 3 %. En 2016, la ville avait accueilli 260 mille touristes, et elle a pour objectif d'en accueillir 450 mille en 2030.
En 2022, la ville comptait 55 établissements d'hébergement collectif, et il y avait en 2021 3 653 lits disponibles dans la ville.

## Culture locale et patrimoine

### Lieux et monuments

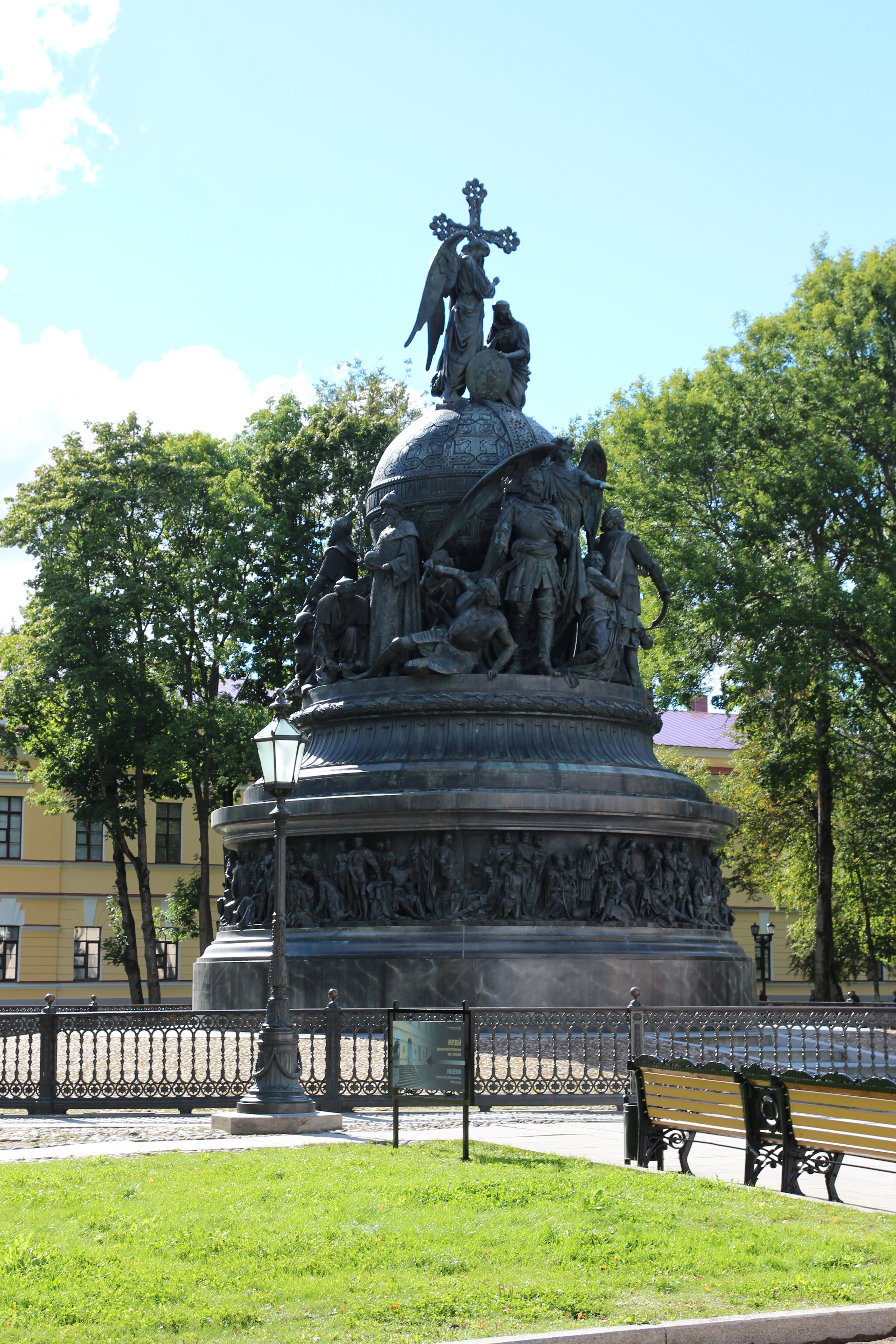
Monument Millénaire de la Russie, 1862.

Au 9 février 2023, la ville de Novgorod compte 544 objets patrimoniaux culturels de Russie répartis sur son territoire.

### Patrimoine architectural
L'architecture des églises qui se développe à Novgorod entre le XIe siècle et le XVIe siècle se distingue de celle de Kiev, dont les églises sont couvertes de mosaïques et de marbre, de celle de Vladimir aux parements de pierre brodée et de celle de Moscou à l'ornementation exubérante. Elle présente des qualités de logique et de simplicité. Elle s'écarte aussi plus librement du modèle byzantin et réalise une adaptation aux conditions locales.
Les trois facteurs principaux qui poussent l'architecture de Novgorod à l'écart des voies tracées par Byzance sont : le milieu social, le climat, l'influence de l'Allemagne plus proche. Novgorod n'est pas une résidence princière comme Kiev ou Constantinople mais une république bourgeoise. Les aspects de son architecture sont donc plus modestes, plus pauvres presque. Les églises sont petites et trapues, à ras du sol, d'une grande sobriété dans l'ornementation.
Par ailleurs le climat froid, les chutes de neige et de pluie appellent des dispositions architecturales inconnues dans des pays où était née l'architecture byzantine. Ici les baies sont plus étroites, les toitures plus pentues. Les fenêtres prennent la forme de fentes. Les coupoles bulbeuses, en forme d'oignon, couronnent l'ensemble pour donner le style spécifique et nouveau des églises de Novgorod.
L'influence de l'Allemagne et de la Hanse explique également les traits spécifiques de l'architecture de Novgorod. Il y avait certainement des maçons et des architectes allemands. Peut-être les mêmes qui avaient construit dans les pays baltes à Riga, à Reval (actuelle Tallinn). Les toitures en forme de pignon, les frises d'arcatures aveugles sur les façades et les absides de Novgorod trouvent probablement chez eux leur origine.
Au cours des siècles, la silhouette de ces édifices a parfois lourdement changé surtout en ce qui concerne la forme des toitures et des coupoles. Les toitures perdent parfois les arrondis de leurs zakomars et le nombre de coupoles est modifié.
L'architecture de Novgorod n'a pas produit de chefs-d'œuvre comparables à ceux de Vladimir et Souzdal, Bogolioubovo ou encore à la cathédrale Saint-Basile-le-Bienheureux de Moscou, mais c'est dans cette ville que se sont formées certaines des caractéristiques importantes de l'architecture russe. L'extrême simplicité de l'architecture des églises de Novgorod est frappante : la plupart des édifices sont formés d'un cube, de trois absides semi-circulaires et d'une ou plusieurs coupoles portée par quatre piliers.
Les rigueurs de l'hiver russe, l'absence de vitres (parfois remplacées par du mica dans l'ancienne Russie) et les volumes à chauffer, exigent la réduction de la dimension des fenêtres. Elles sont dès lors étroites mais fortement ébrasées en biseau à l'intérieur, pour laisser passer la lumière : ce sont des fentes.
Le climat, du fait de l'abondance de neige et de pluie, ne permet pas non plus les toitures en terrasse et les coupoles aplaties. Les architectes vont dès lors s'inspirer de l'architecture ancienne en bois pour adopter la coupole bulbeuse et le clocher en forme de tente pyramidale. Les pointes du dôme s'allongent jusqu'à la croix qui domine tous ces édifices. Le dôme devient un "casque". Ceux-ci se retrouvent plus tard dans les édifices de Vladimir et de Moscou.
Les dômes juchés sur les tambours peuvent être : soit hémisphériques de même diamètre que le tambour comme ceux de la cathédrale Saint-Georges, soit bulbeux (en forme d'oignon, de bulbe, de poire) avec un diamètre identique à celui du tambour, soit encore bulbeux avec un diamètre supérieur à celui du tambour. Ce qui est caractéristique, et diffère en cela du style de Kiev en Ukraine, c'est que le diamètre du bulbe est, sur les édifices de Novgorod, supérieur à celui du tambour contrairement aux diamètres des bulbes en Ukraine plus souvent égaux à celui du tambour.
Les variantes sont nombreuses quant à la taille du bulbe. La coupole centrale de Sainte-Sophie est déjà " ventrue " mais la "panse" ne surplombe pas encore le tambour. Les formes des dômes de l'église de la Transfiguration-du-Sauveur-sur-Néréditsa sont plus arrondies et plus débordantes.
Le nombre de coupoles varie : parfois unique, parfois par trois, par cinq et même adjonction d'une sixième coupole sur la tour d'escalier pour accéder aux tribunes, comme à la cathédrale de la Nativité de la Vierge Marie (Monastère d'Antoniev). La question se pose de savoir si ces formes bulbeuses des coupoles sont un emprunt à l'architecture musulmane. Mais il faut constater que, dès les XIIe siècle, et donc bien avant les invasions mongoles et ses apports orientaux, les miniatures de Novgorod représentent des édifices à coupoles bulbeuses. Il faut plutôt chercher dans l'architecture nationale russe en bois, l'origine de ces bulbes.
Mais cette architecture en bois est également à l'origine d'une autre forme de couverture architecturale, qui apparaît elle au XVe siècle, à Novgorod : le clocher pyramidal en forme de tente qui résiste mieux aux conditions climatiques grâce à la pente des toitures. Certaines églises réunissent les deux structures de toitures dans une église d'été et une église d'hiver contiguës ou quasi-contiguës. C'est le cas de l'église Fiodor-Stratilate-sur-la-rivière. Plus tard, ce style de toiture triomphera à Moscou au XVIe siècle et à Iaroslavl au XVIIe siècle.
L'ornementation des églises de Novgorod est aussi simple que leur structure. Les façades sont habituellement divisées en trois parties par des lésènes verticaux de faible saillie et sont reliés par des arcatures trilobées. Une frise ornementale en creux court souvent à la base de la coupole au sommet du tambour. Des moyens très simples permettent ainsi de donner des effets décoratifs intéressants.

### Édifices religieux
- Cour de Iaroslav (Novgorod)
- Cathédrale Sainte-Sophie (début de l'édification en 1045)
- Cathédrale de la Nativité de la Vierge Marie (Monastère d'Antoniev)
- Cathédrale Saint-Nicolas (cathédrale de 1113)
- Cathédrale du Signe
- Monastère d'Antoniev
- Monastère Saint-Georges de Iouriev (cathédrale de 1119)
- Monastère de l'Esprit-Saint (Novgorod)
- Monastère de Khoutyne (1192)
- Monastère de Peryn
- Monastère de Zverine de l'Intercession
- Monastère de la Dîme (1327)
- Monastère de Kirillov (1196 détruit en 1945)
- Monastère Skovorodsky Mikhailovsky (1348 détruit en 1944)
- Monastère d'intercession de Chilov (1310 détruit en 1725)
- Monastère Nicolas Lyadsky (1615 détruit)
- Monastère de Sitetsky (1371 détruit en 1941)
- Église de Lazare des Quatre Jours de l'ancien monastère de Lazarev (1461 détruit en 1859 pour cause de délabrement)
- Église de l'Annonciation-à-Arkaji (1179)
- Église de l'Annonciation de Gorodichtche (église de 1103)
- Église Saint-Clément de la rue Ivorov.
- Église des Douze-Apôtres-sur-les-Abîmes
- Église de la Dormition-sur-les-Champs de Volotovo
- Église de la Nativité-du-Christ-sur-le-Cimetière
- Église Saint-Démétrios-de-Salonique
- Église de la Nativité-de-la-Vierge de l'ermitage de Peryn
- Église Saint-Georges du monastère de Iourev
- Église Saint-Jean-Baptiste-sur-Opoki
- Église Fiodor Stratilate (rue Chtchirkova)
- Église Fiodor-Stratilate-sur-la-rivière
- Église Pierre et Paul des Kojevnikis
- Église Saint-Blaise de la rue Volosova
- Église Saints-Boris-et-Gleb-des-Plotnikis
- Église des Saintes-Femmes
- Église Saint-Jean-le-Théologien sur la Vitka
- Église Saint-Georges-du-marché
- Église Saint-Nicolas sur la Lipna (XIIIe siècle)
- Église Sainte-Parascève-Vendredi-au-Marché
- Église Saint-Procope de Novgorod
- Église Saint-Siméon du monastère de Zverine
- Église de la Transfiguration-du-Sauveur-sur-Iline (1374). Les fresques du XIVe siècle sont du peintre et iconographe byzantin Théophane le Grec (Il fut le maître d'Andreï Roublev)
- Église de la Transfiguration (le Sauveur-sur-Kovalev)
- Église de la Transfiguration-du-Sauveur-sur-Néréditsa
- Église catholique Saint-Pierre-et-Saint-Paul
- Église de Flora et Lavra sur la rue Lyudogoscha (1674, détruite par les allemands en 1942 pour la construction d'une route)

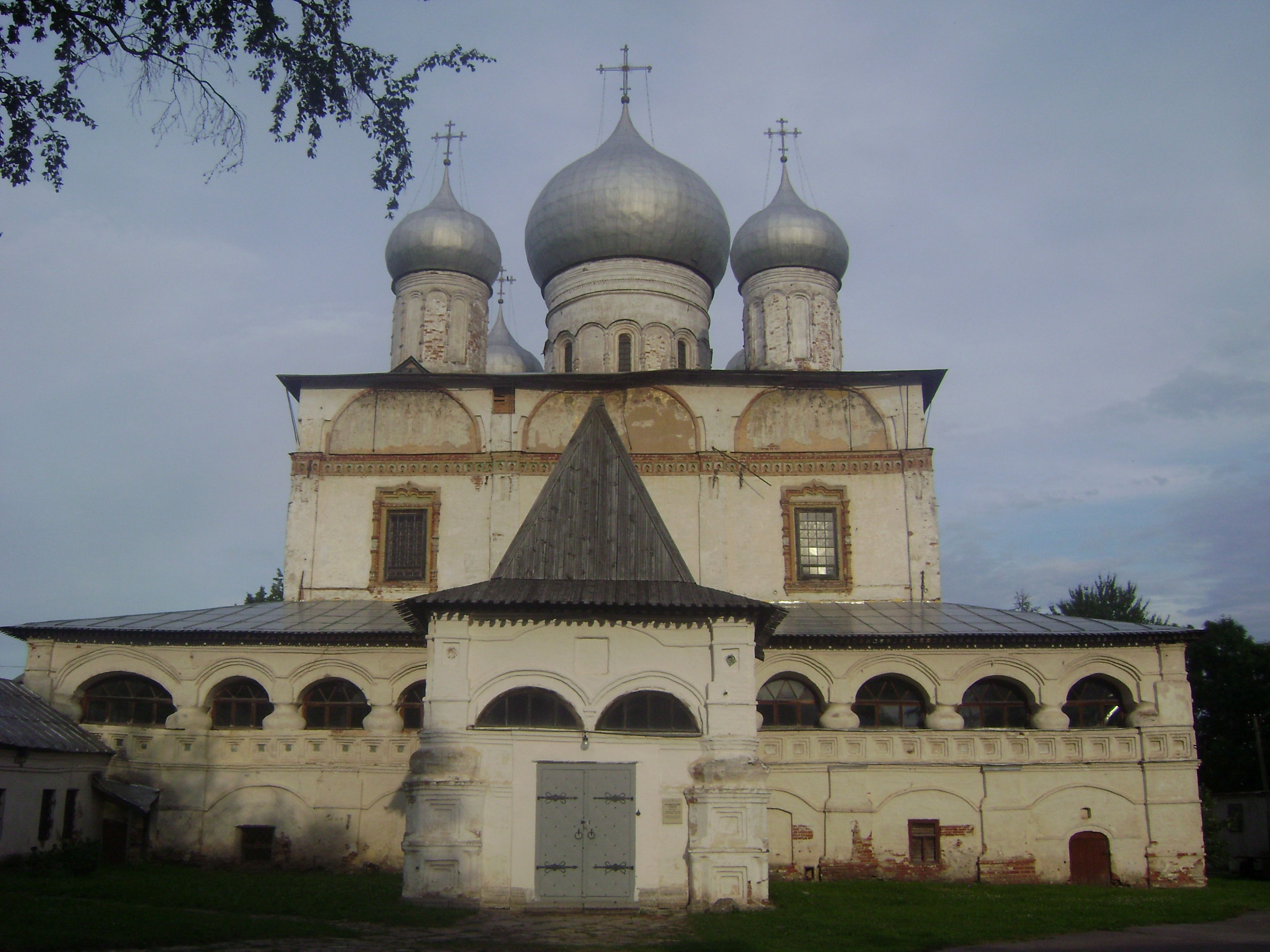
Cathédrale du Signe.
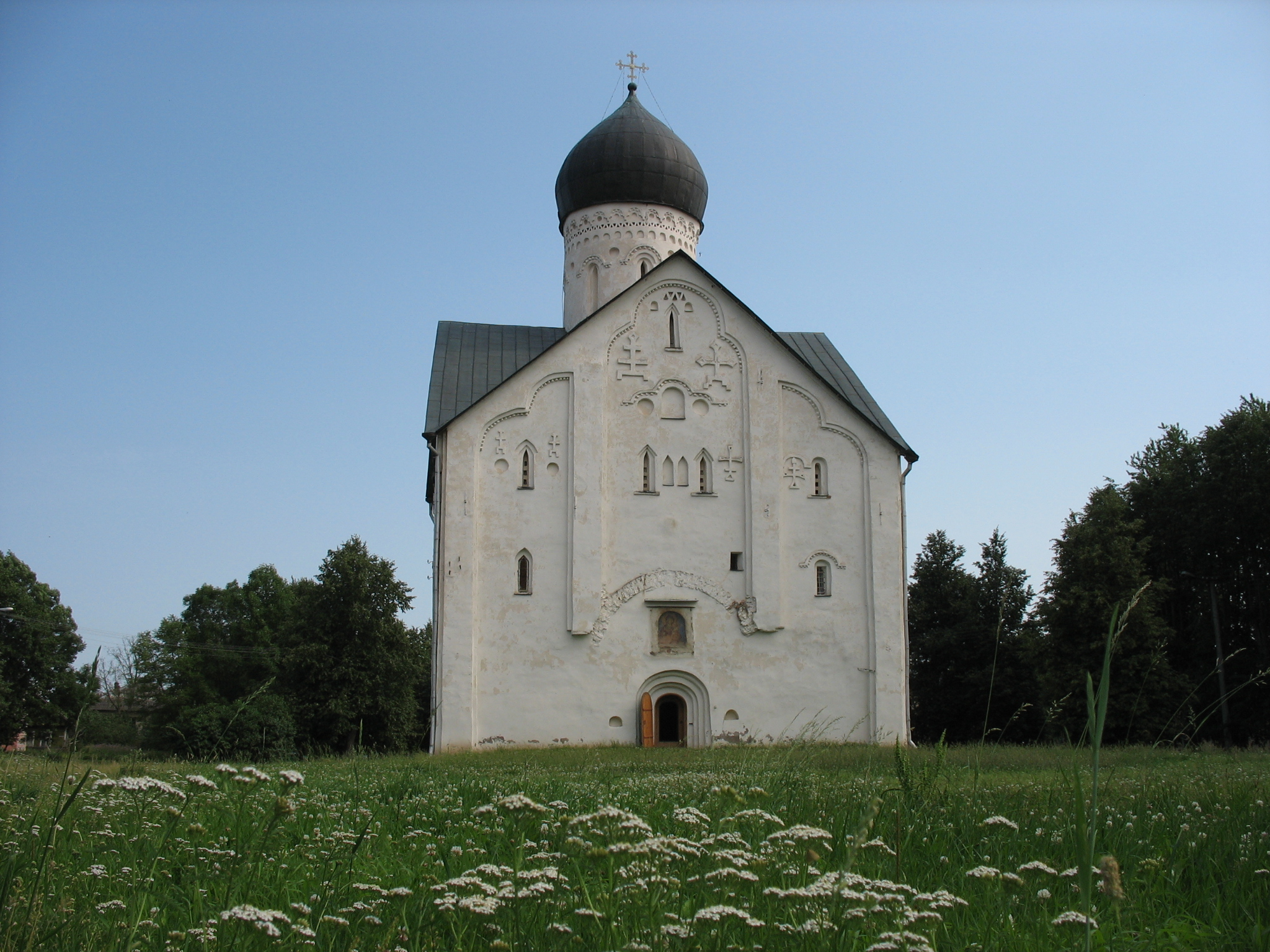
Église de la Transfiguration-du-Sauveur-sur-Iline.
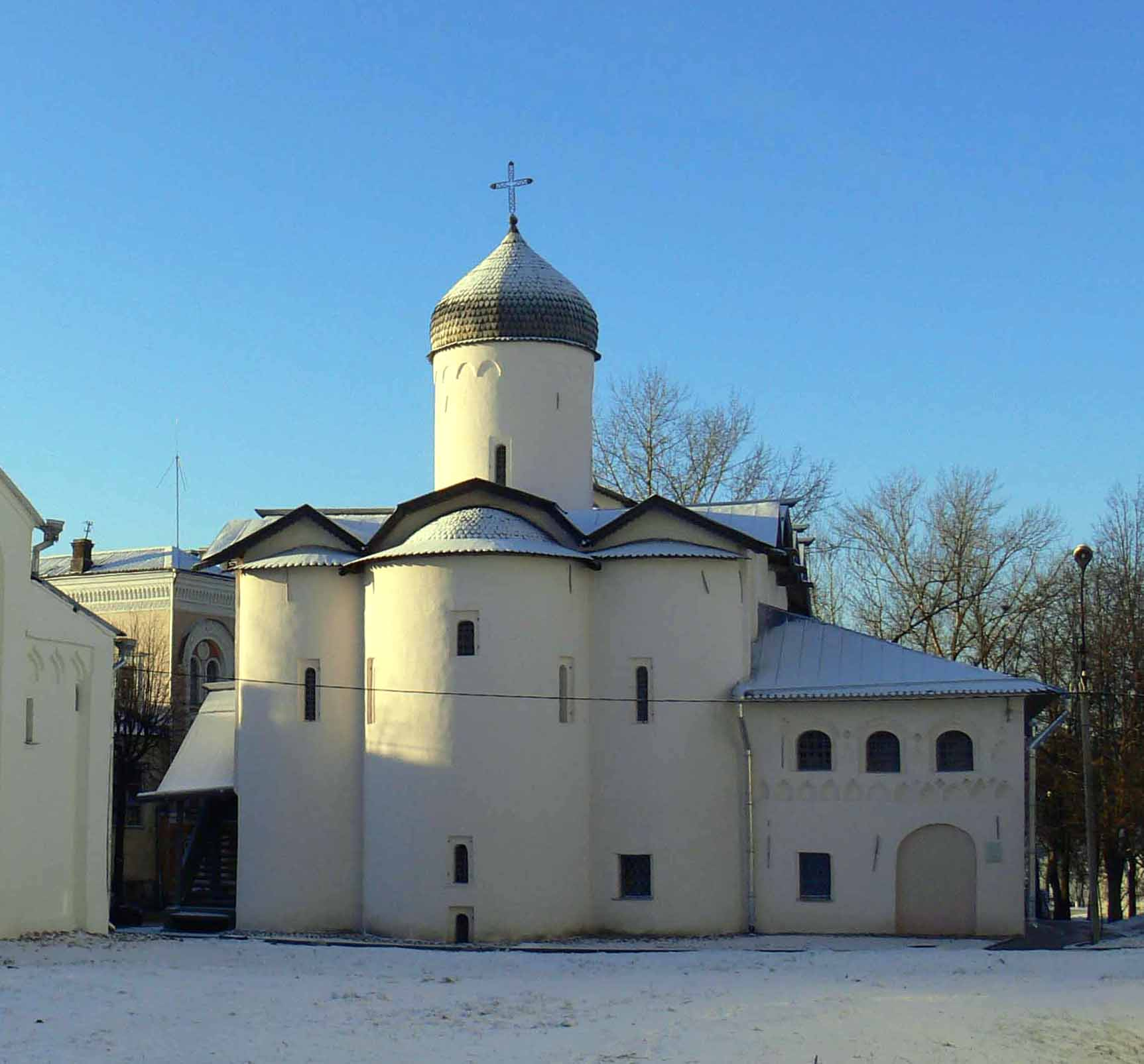
Église des Saintes-Femmes de Novgorod.

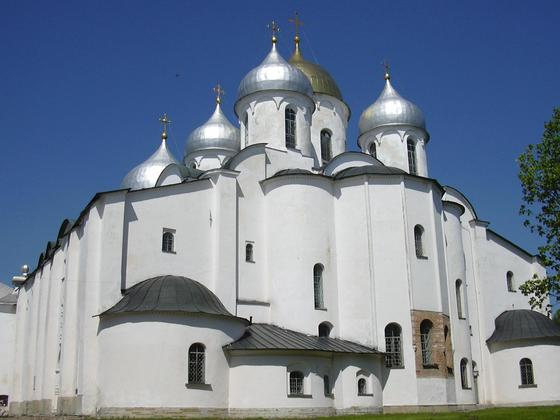
Cathédrale Sainte-Sophie de Novgorod.
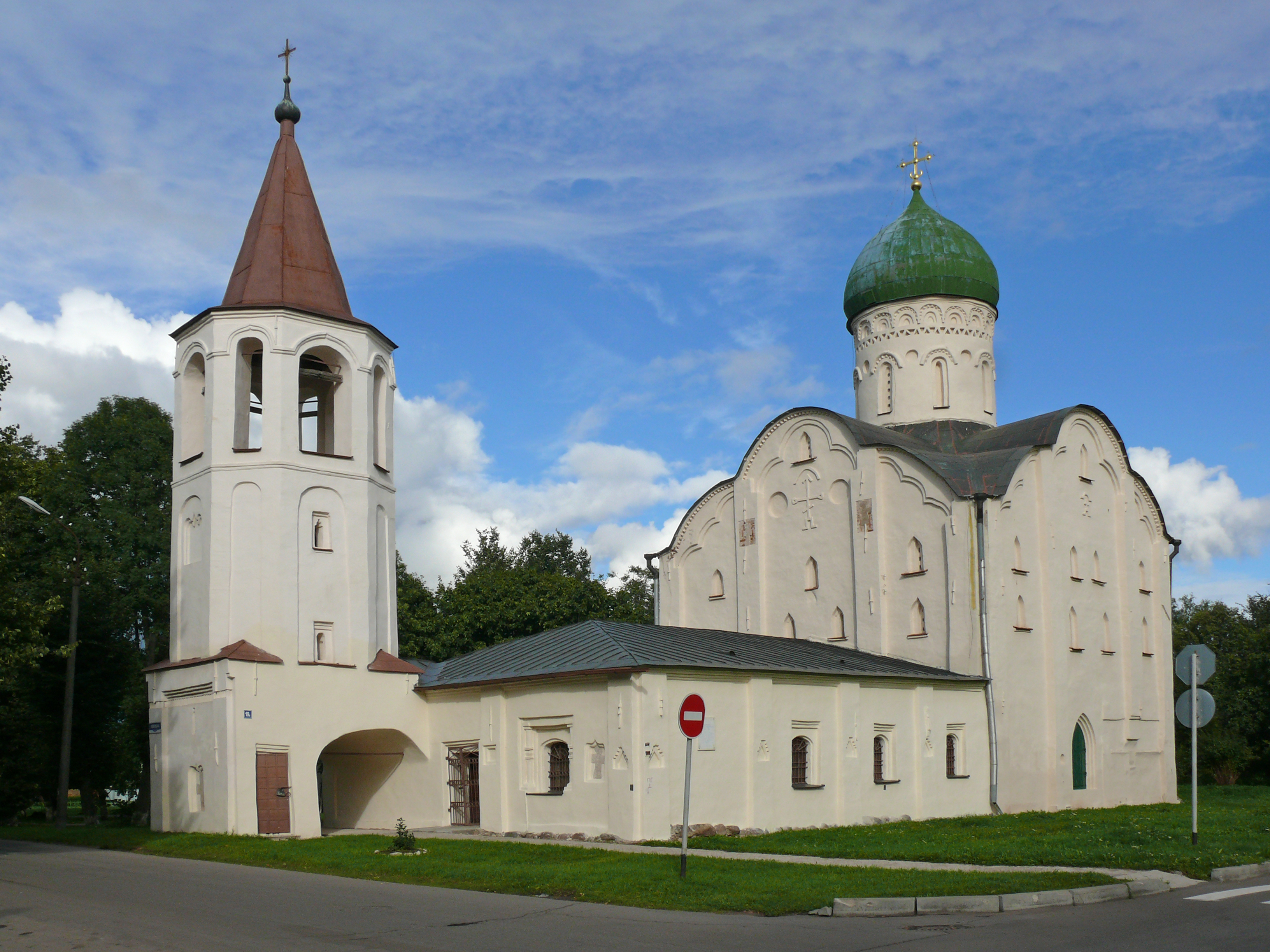
Église Fiodor-Stratilate-sur-la-rivière.
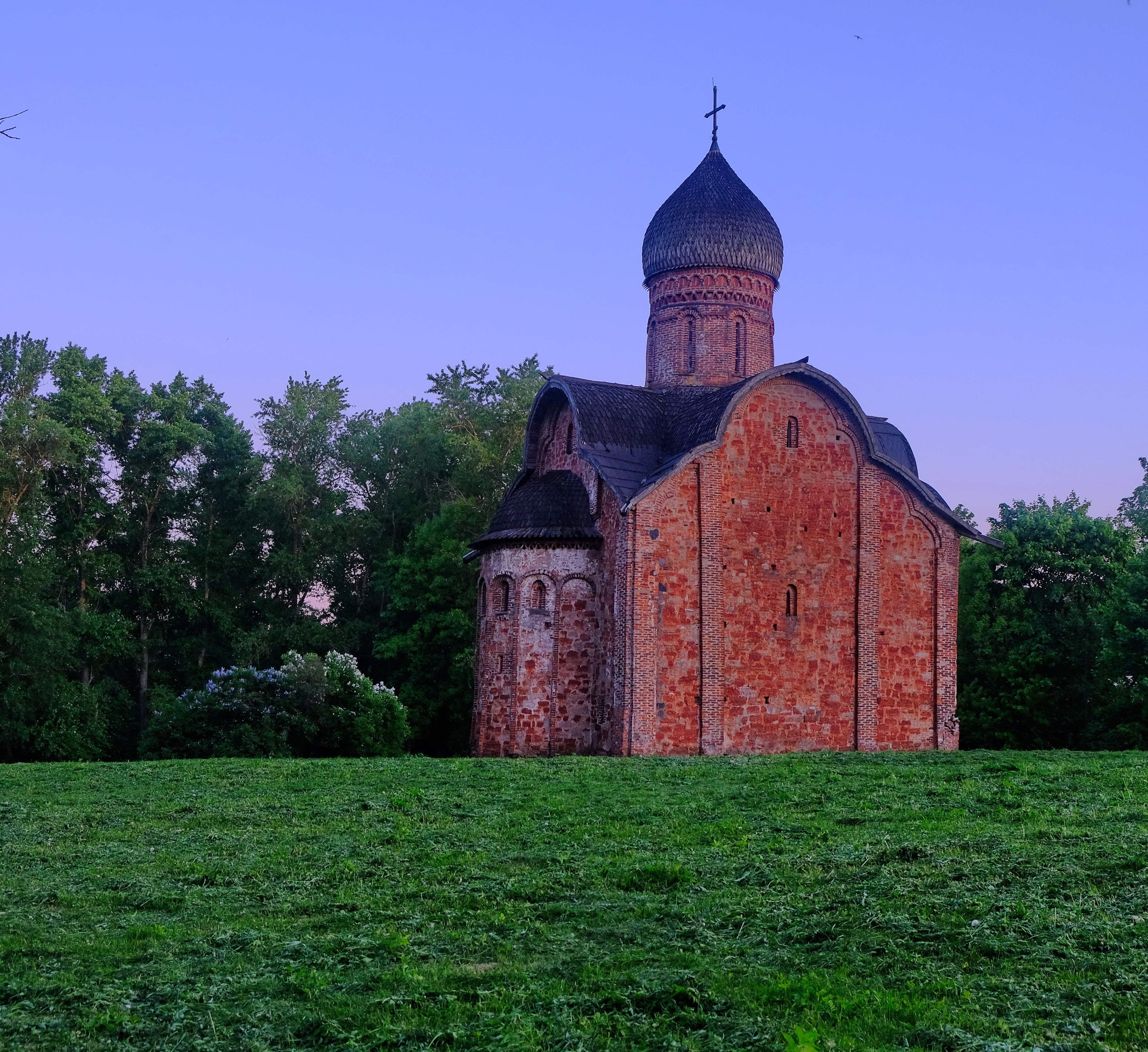
Église Pierre et Paul des Kojevnikis.

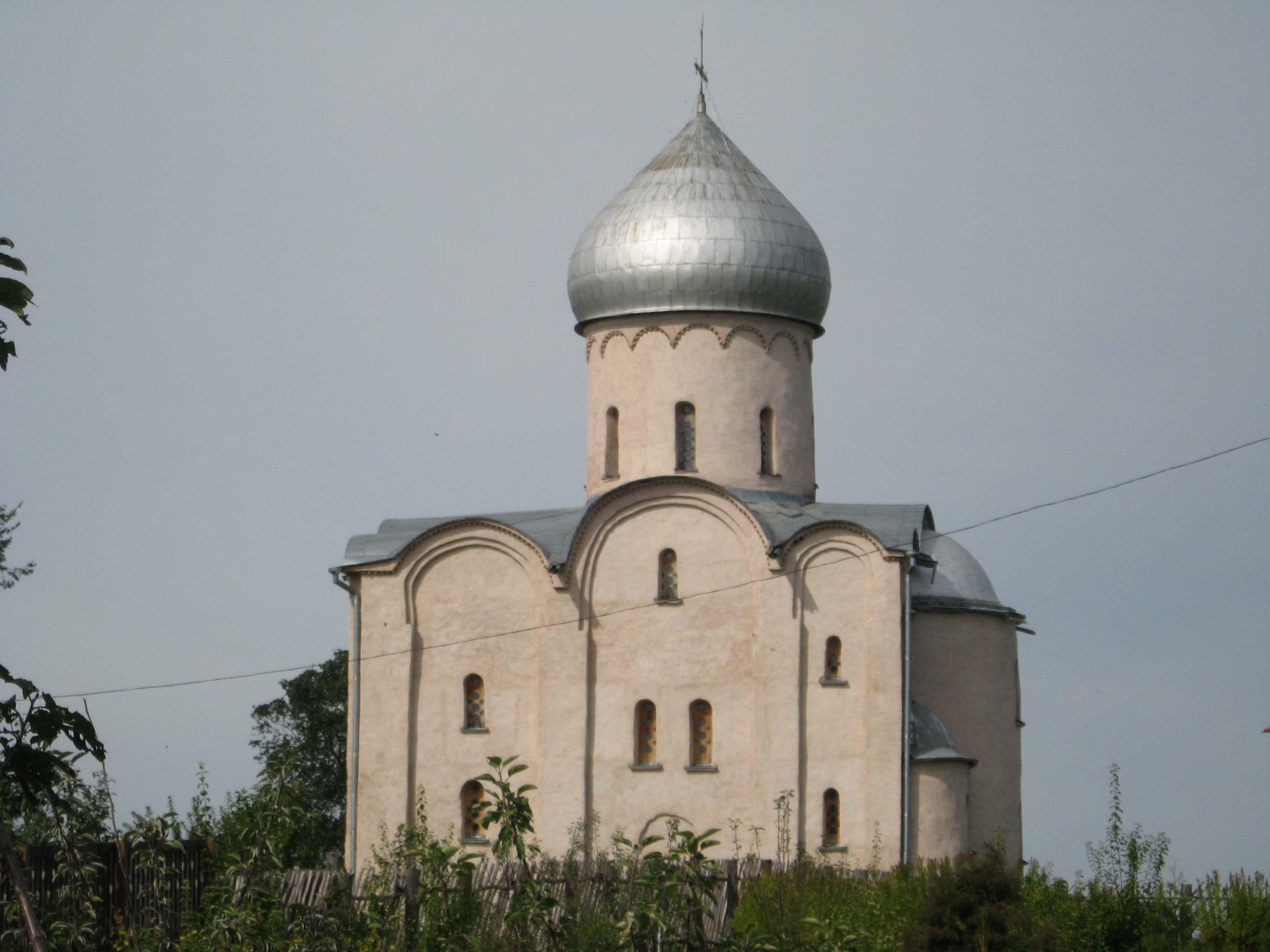
Église de la Transfiguration-du-Sauveur-sur-Néréditsa.
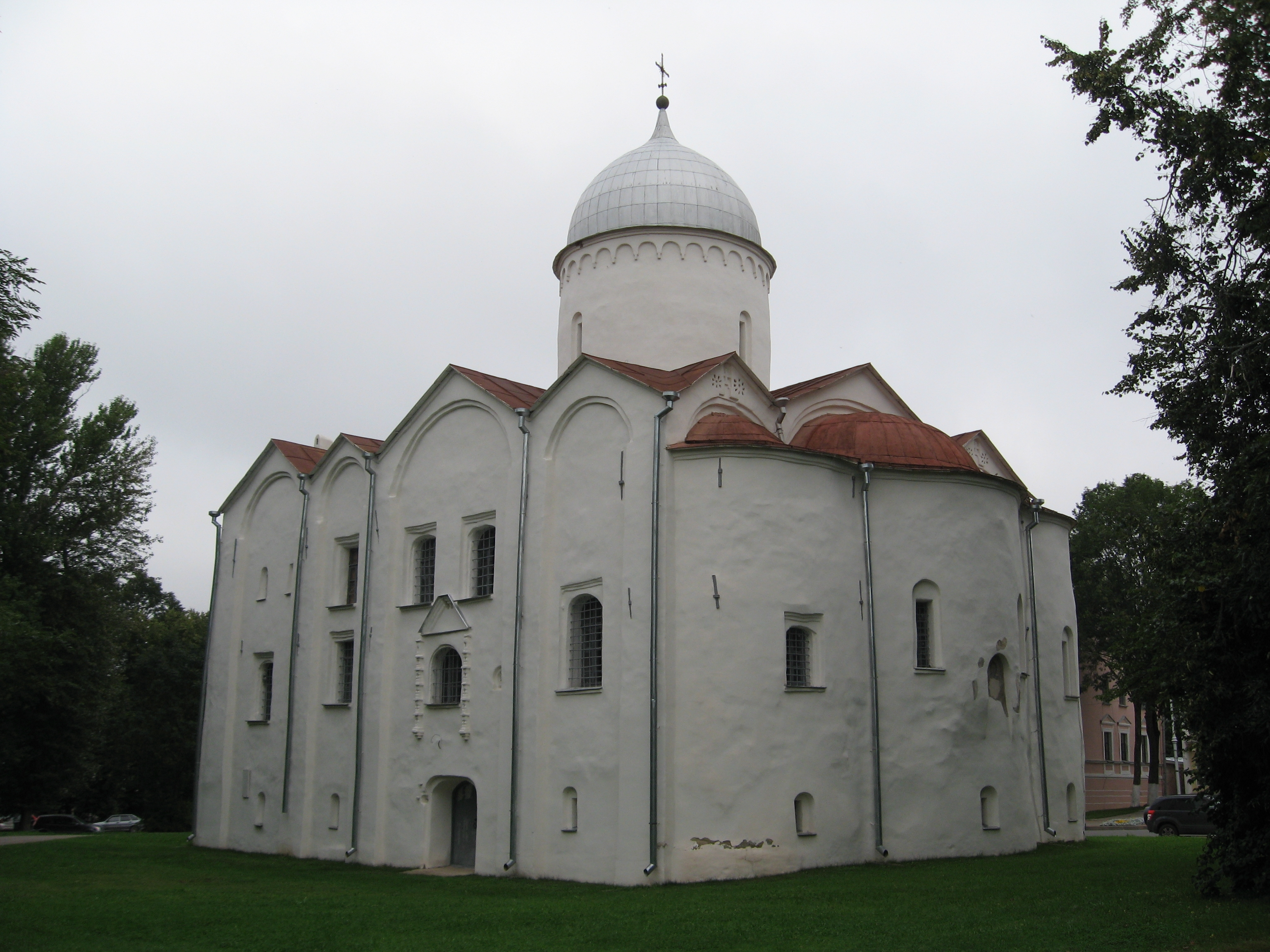
Église Saint-Jean-Baptiste-sur-Opoki.
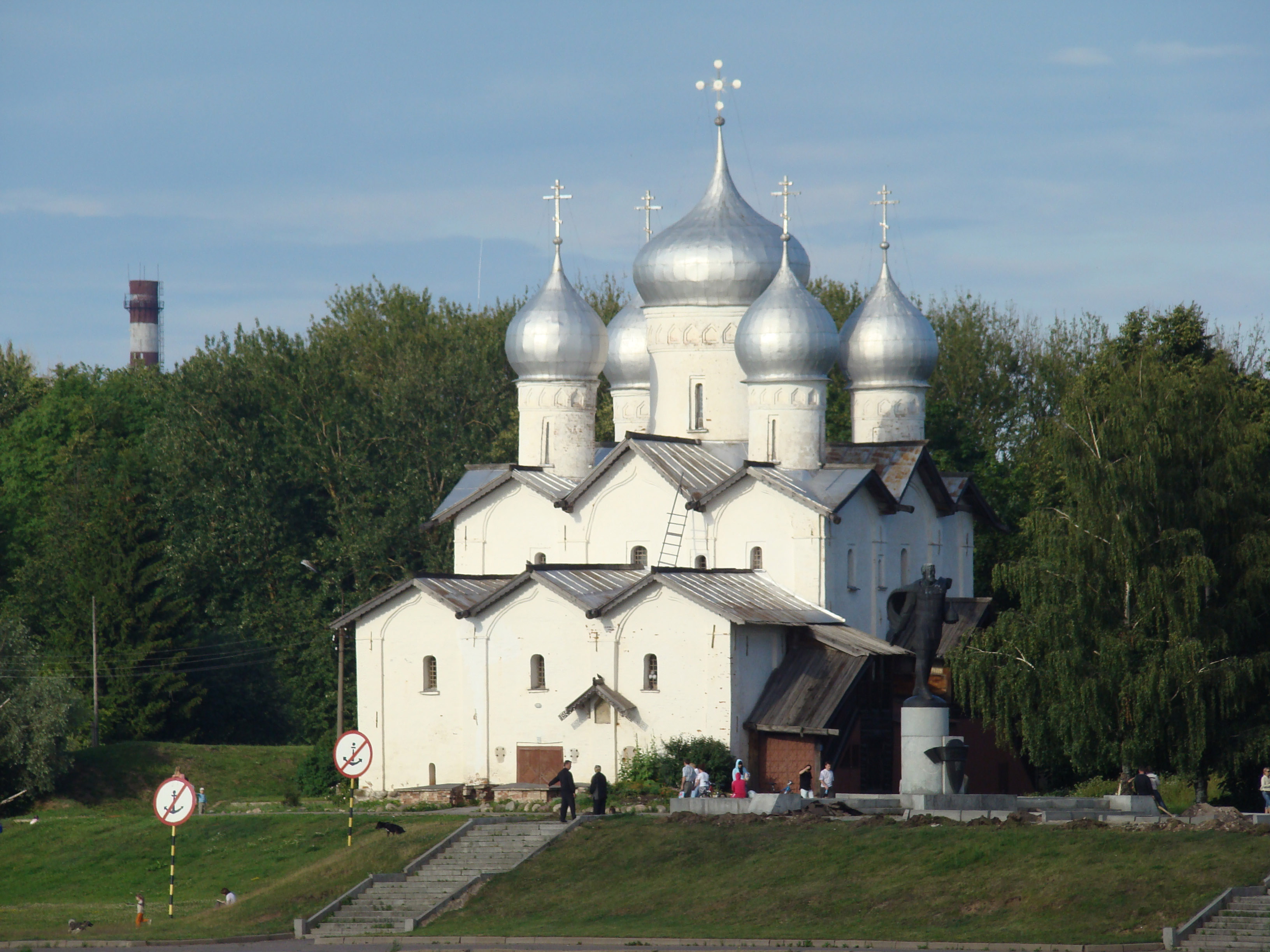
Église Saints-Boris-et-Gleb-des-Plotnikis.

### Édifices civils
- Kremlin (Detinets)
- Riourikovo Gorodichtche
- Musée-réserve de Novgorod
- Théâtre de Novgorod (brutalisme)

### Icônes de Novgorod
La peinture d'icônes se manifeste à Novgorod par des traits byzantinisant et locaux. Les premières icônes datent de la construction de la Cathédrale Sainte-Sophie vers l'an 1050. Les motifs préférés des Novgorodiens sont les visages sereins à grands yeux, derrière lesquels se devine une tension intérieure palpable.
Ce sont des représentations de la théologie de l'icône. Novgorod fut sauvée des pillages tatars mais la production artistique fut ralentie par l'invasion. Par contre, la rupture des contacts d'avec Byzance fut propice au développement de la tradition locale.
Dans la seconde moitié du XIVe et début du  XVe siècle, Novgorod connait une reprise extraordinaire de la construction et de la création artistique. Les valeurs républicaines exercent une influence immédiate sur les arts en promouvant l'initiative personnelle. La venue de peintres étrangers favorise encore ce climat de liberté. C'est à Théophane le Grec que l'on doit la décoration de l'Église de la Transfiguration-du-Sauveur-sur-Iline en 1378,.
Vers le milieu du XIVe siècle la Russie va renouer les contacts avec Byzance. Les artistes de Novgorod vont être marqués par l'art tardif qui en résulte. La simplicité des lignes, l'expressivité des figures aux regards perçants vont coexister avec la recherche d'une distribution aisée et spacieuse, avec des figures sveltes à lignes arrondies dont Andreï Roublev avait le secret mais qu'il exerça lui, surtout à Vladimir et à Moscou. Beaucoup d'icônes originaires de Novgorod se trouvent aujourd'hui à la Cathédrale de la Dormition de Moscou, à la Galerie Tretiakov située également à Moscou, ou encore au Musée russe à Saint-Pétersbourg. Le Musée-réserve de Novgorod présente toutefois une très belle collection.
- Saint Georges (XIIe et début du  XIIIe siècle). Cathédrale de la Dormition de Moscou
- Annonciation d'Oustioug (1120-1130) (Galerie Tretiakov)
- Saint Georges (galerie Tretiakov) 1130 (?)
- Notre-Dame du Signe (Cathédrale Sainte-Sophie de Novgorod)
- Sainte-Face (Novgorod) (galerie Tretiakov) 1191 (?)
- Nicolas Lipenski Musée de Novgorod 1294
- L'Ange aux cheveux d'or (Musée Russe) XIIe siècle
- Madone de tendresse (Cathédrale de la Dormition de Moscou) XIIe siècle
- Dormition aux nuages (Galerie Tretiakov) (XIIe et début du  XIIIe siècle).
- Icône de Nicolas du monastère de l'Esprit-Saint (Musée Russe) XIIIe siècle
- Le Miracle de saint Georges (Musée russe) XVe siècle
- Saint Basile le Grand, milieu XVIe siècle, tempera sur bois de 147 × 54 cm), Musée national de Novgorod[322]

Icônes de Novgorod
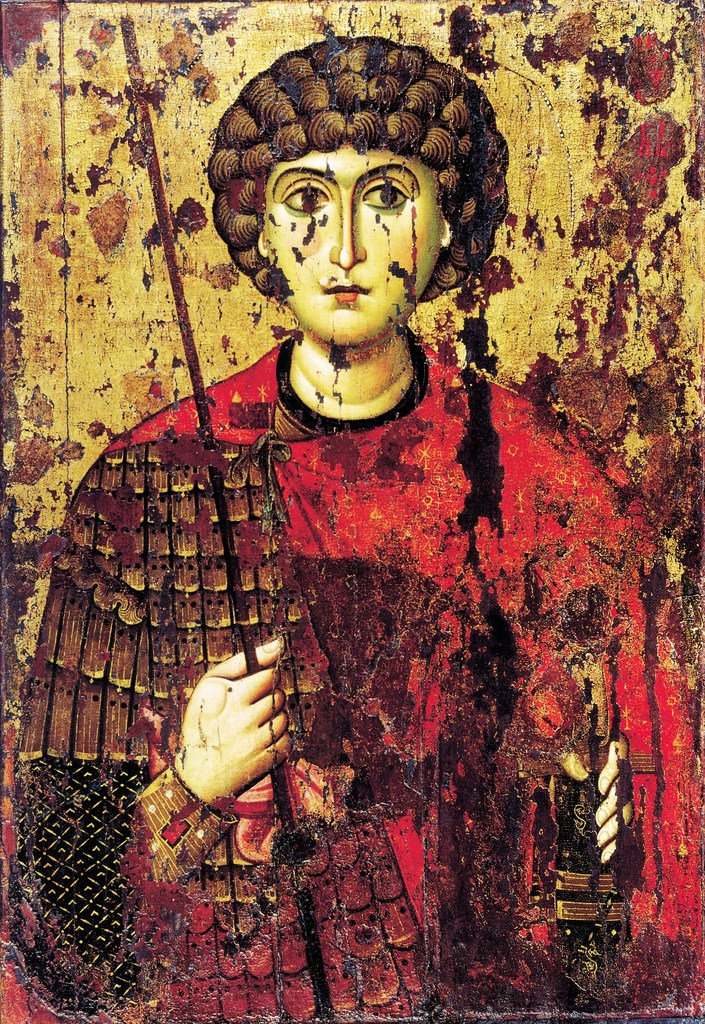
Saint Georges. Cathédrale de la Dormition.
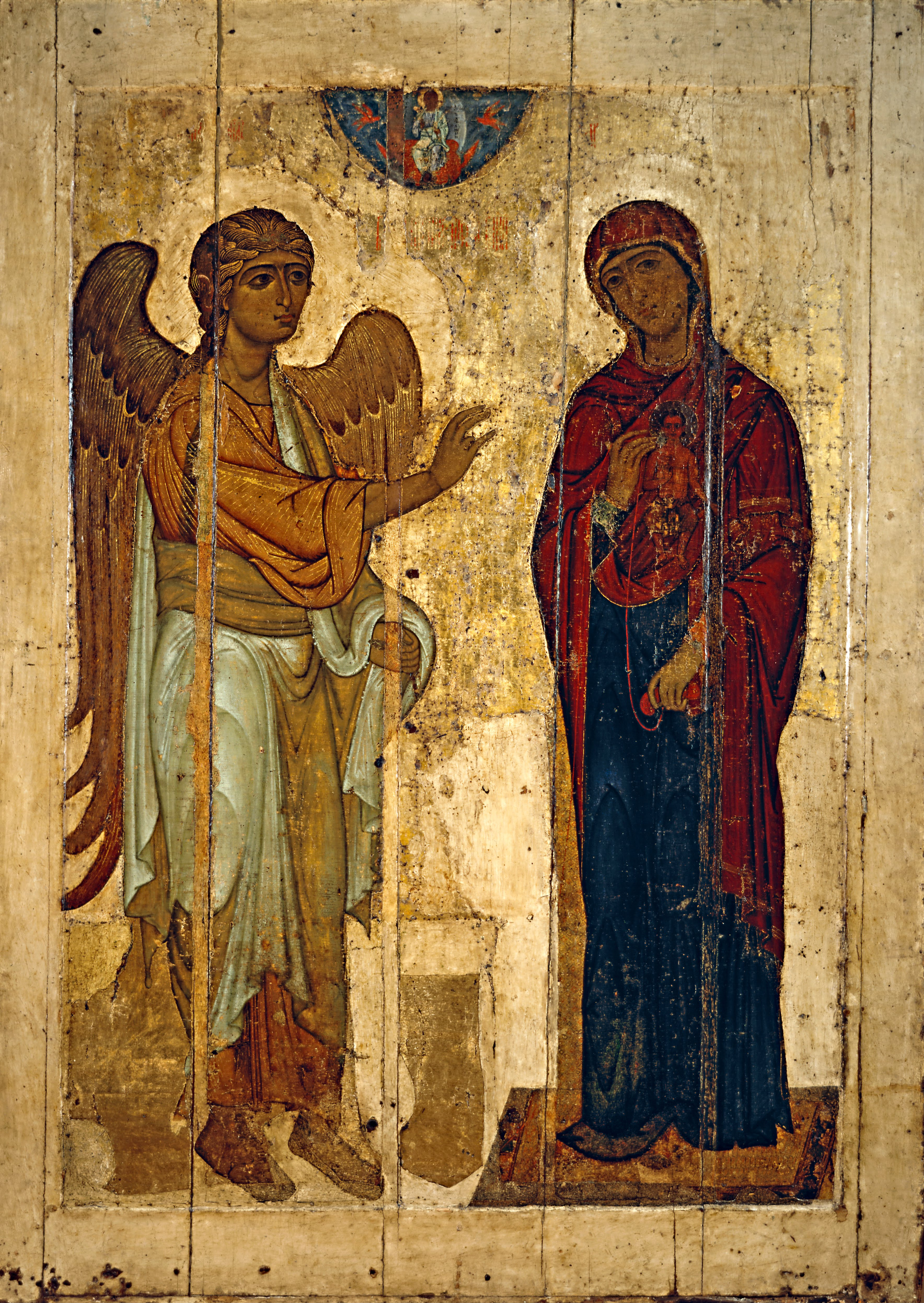
Annonciation d'Oustioug.
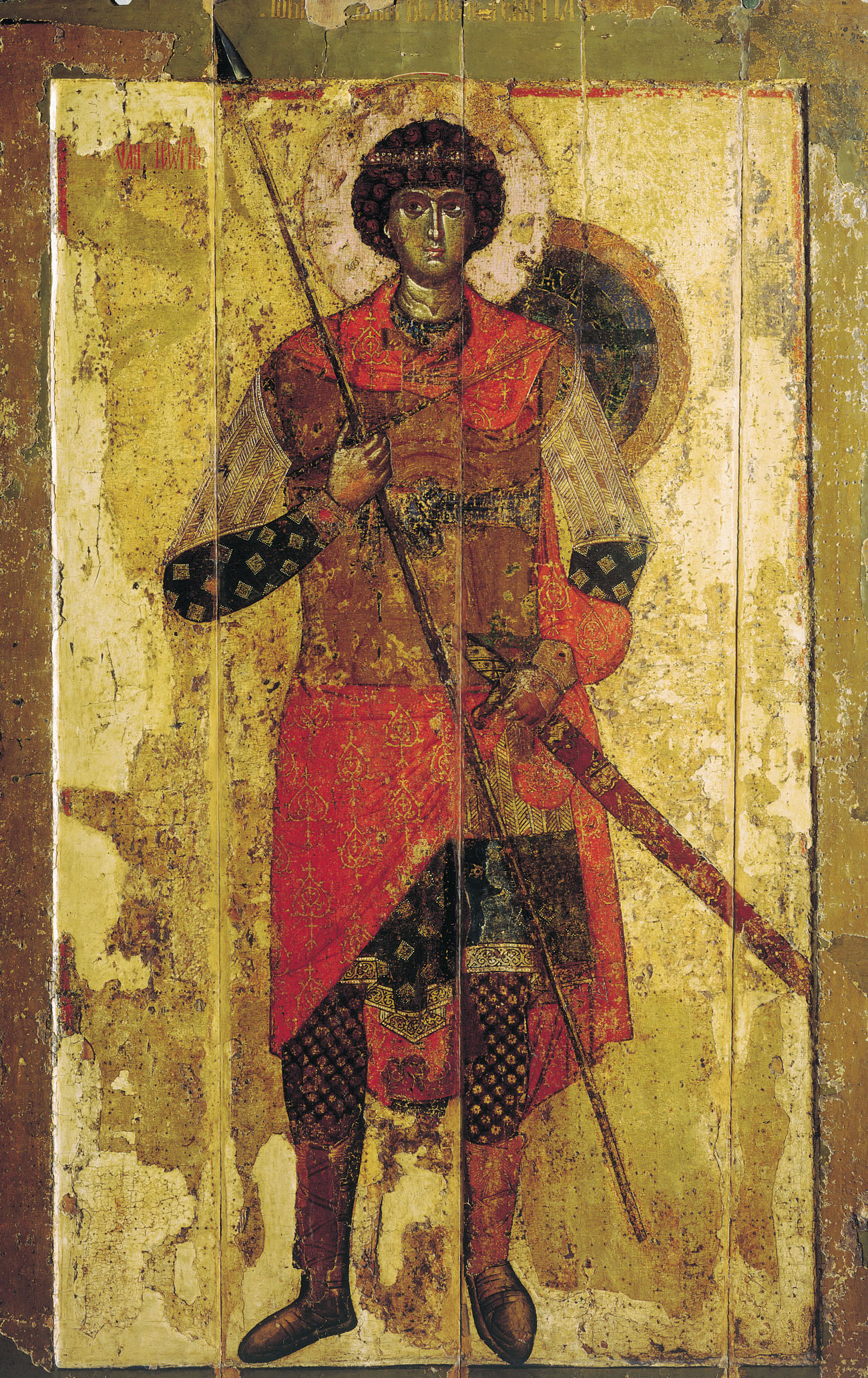
Saint Georges. Galerie Tretiakov.
Notre-Dame du Signe; Cathédrale Sainte-Sophie.
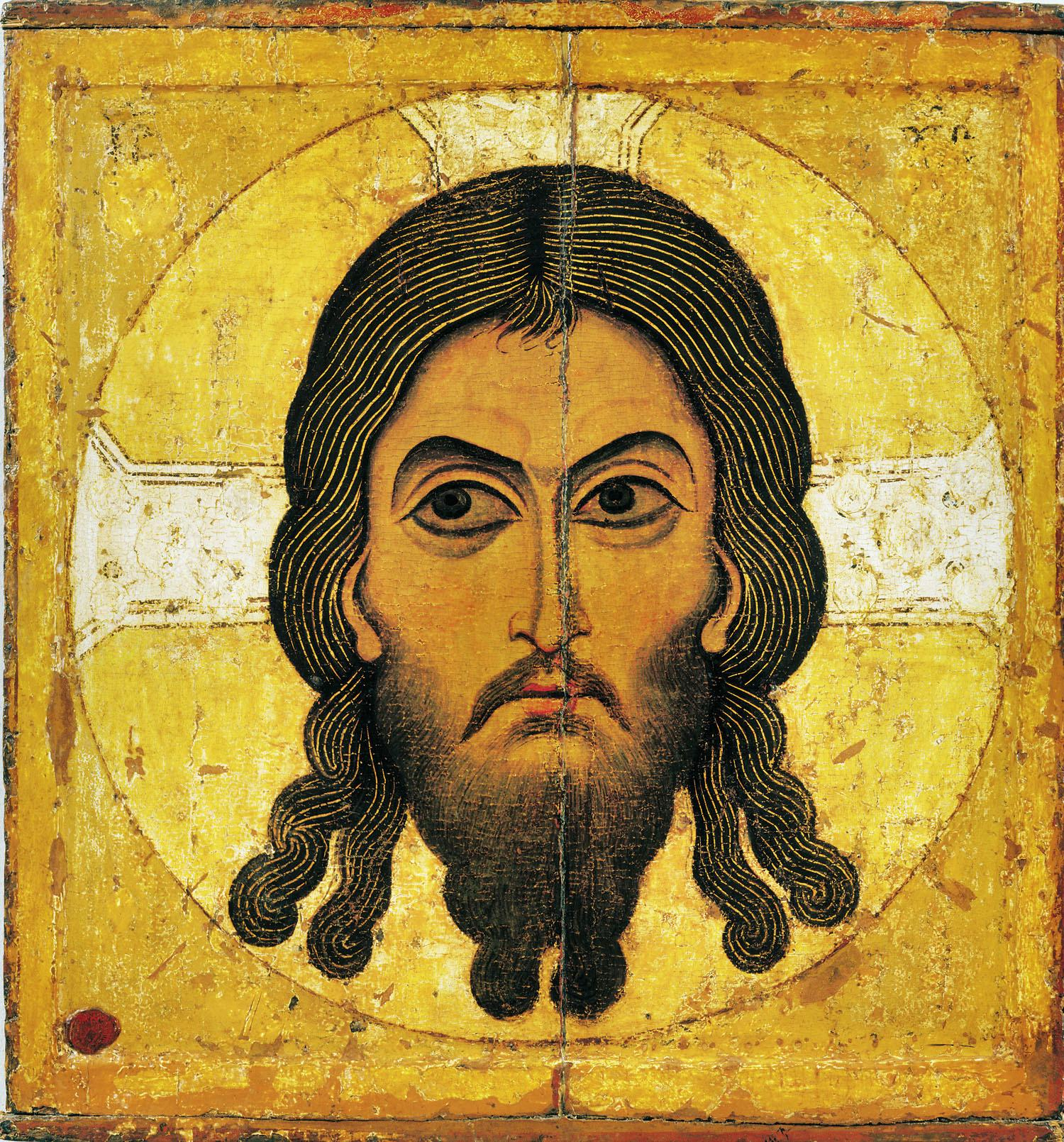
Sainte-Face (Novgorod). Galerie Tretiakov.
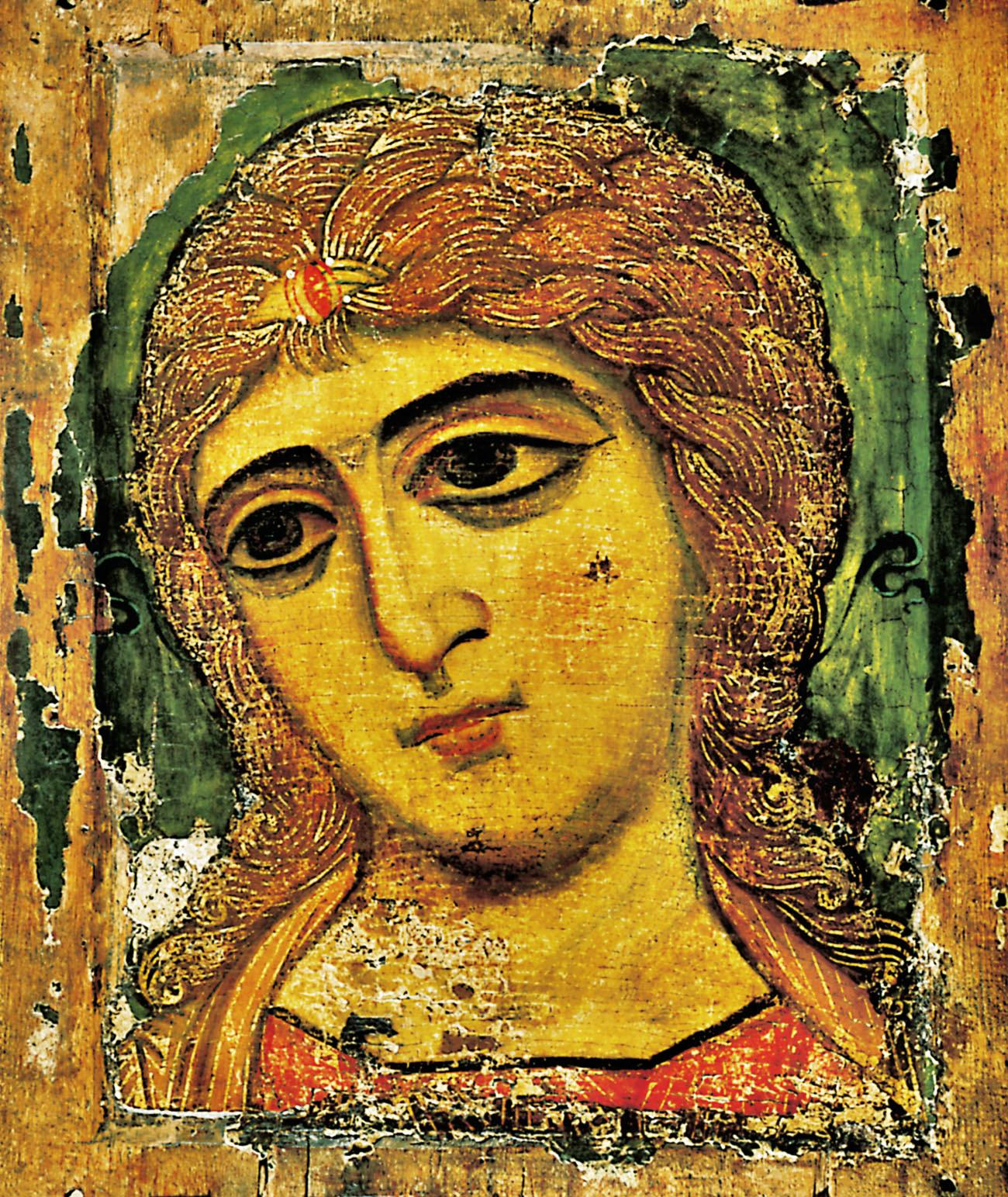
L'Ange aux cheveux d'or.
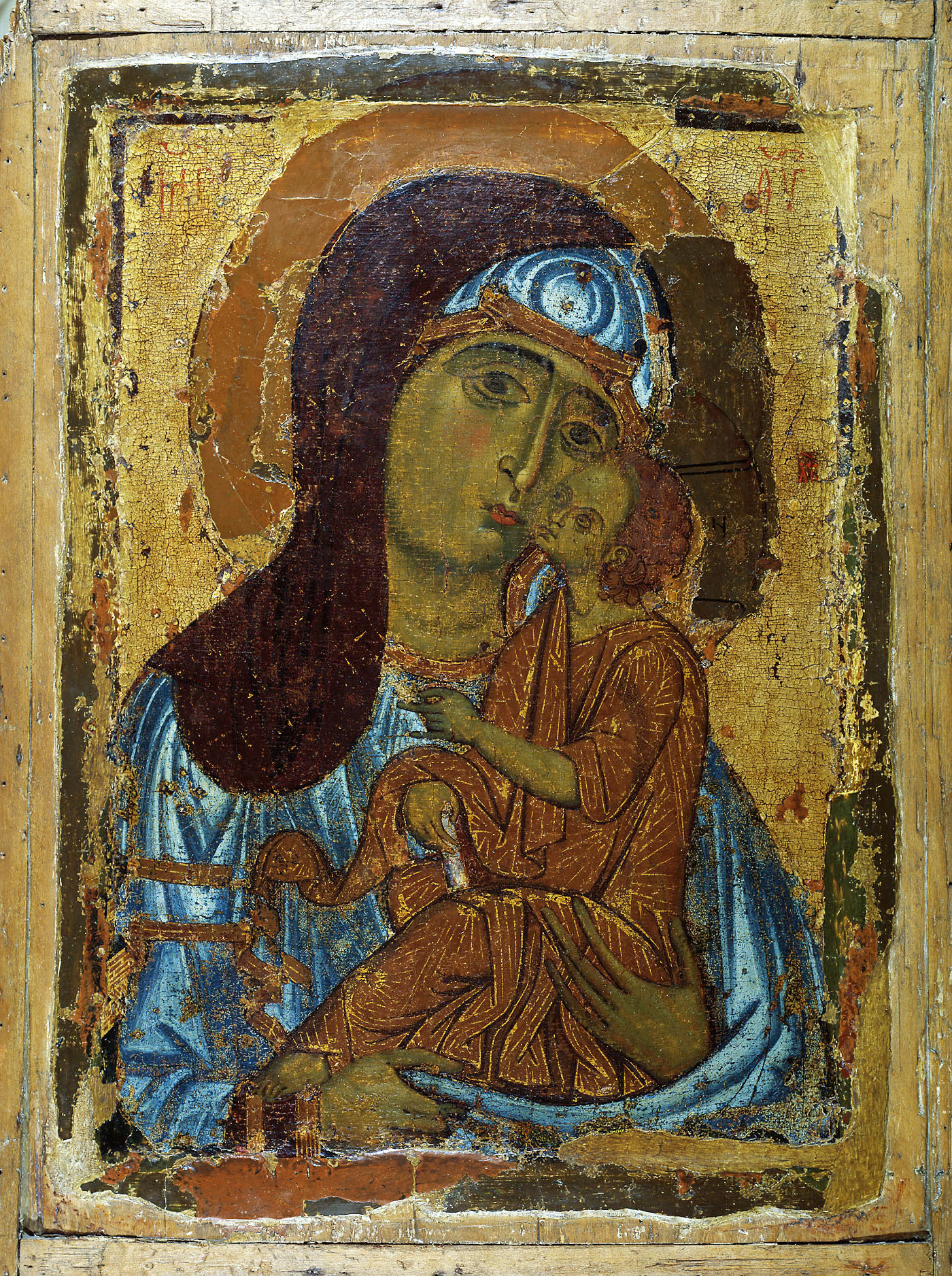
Madone de tendresse.
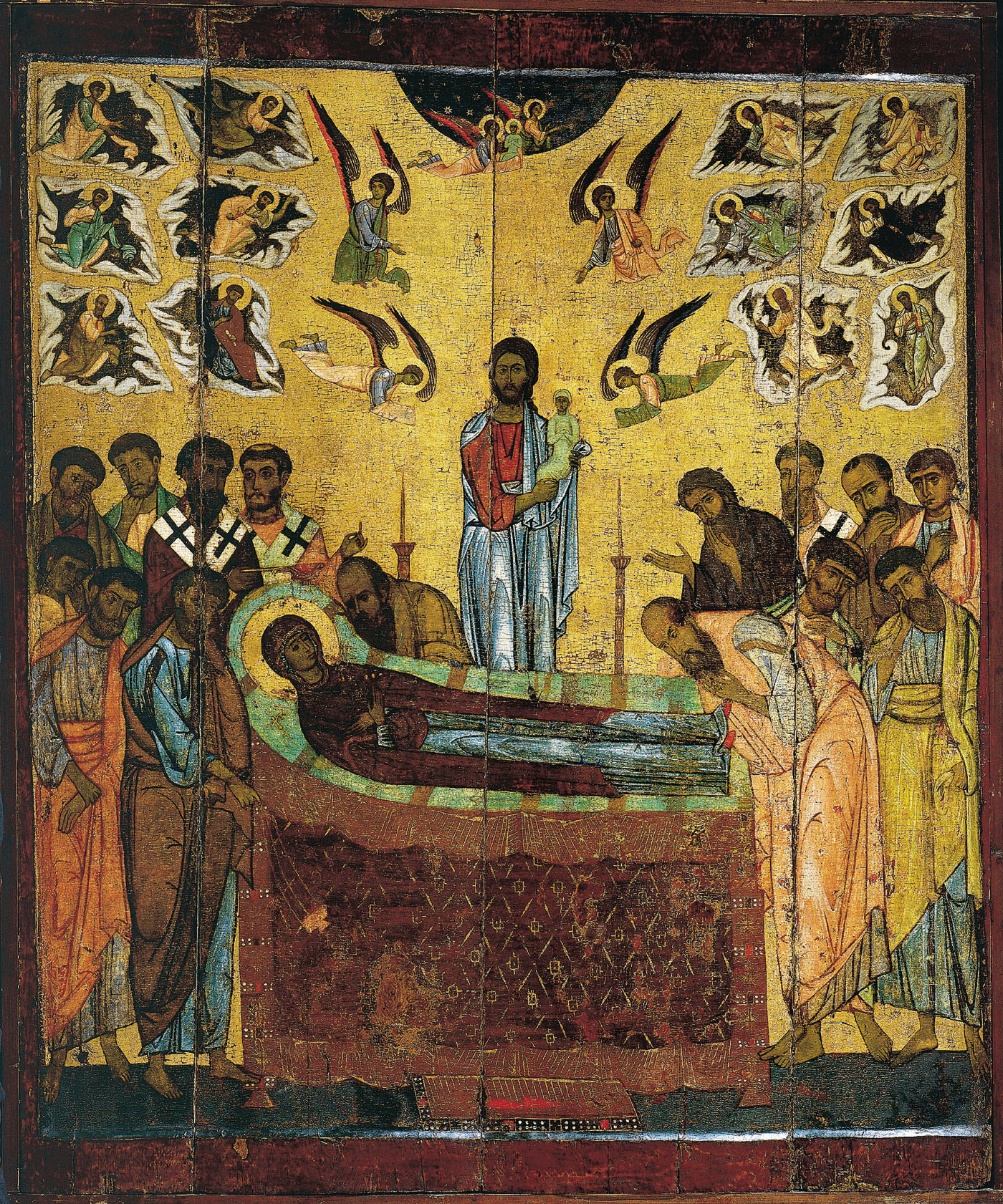
Dormition aux nuages.
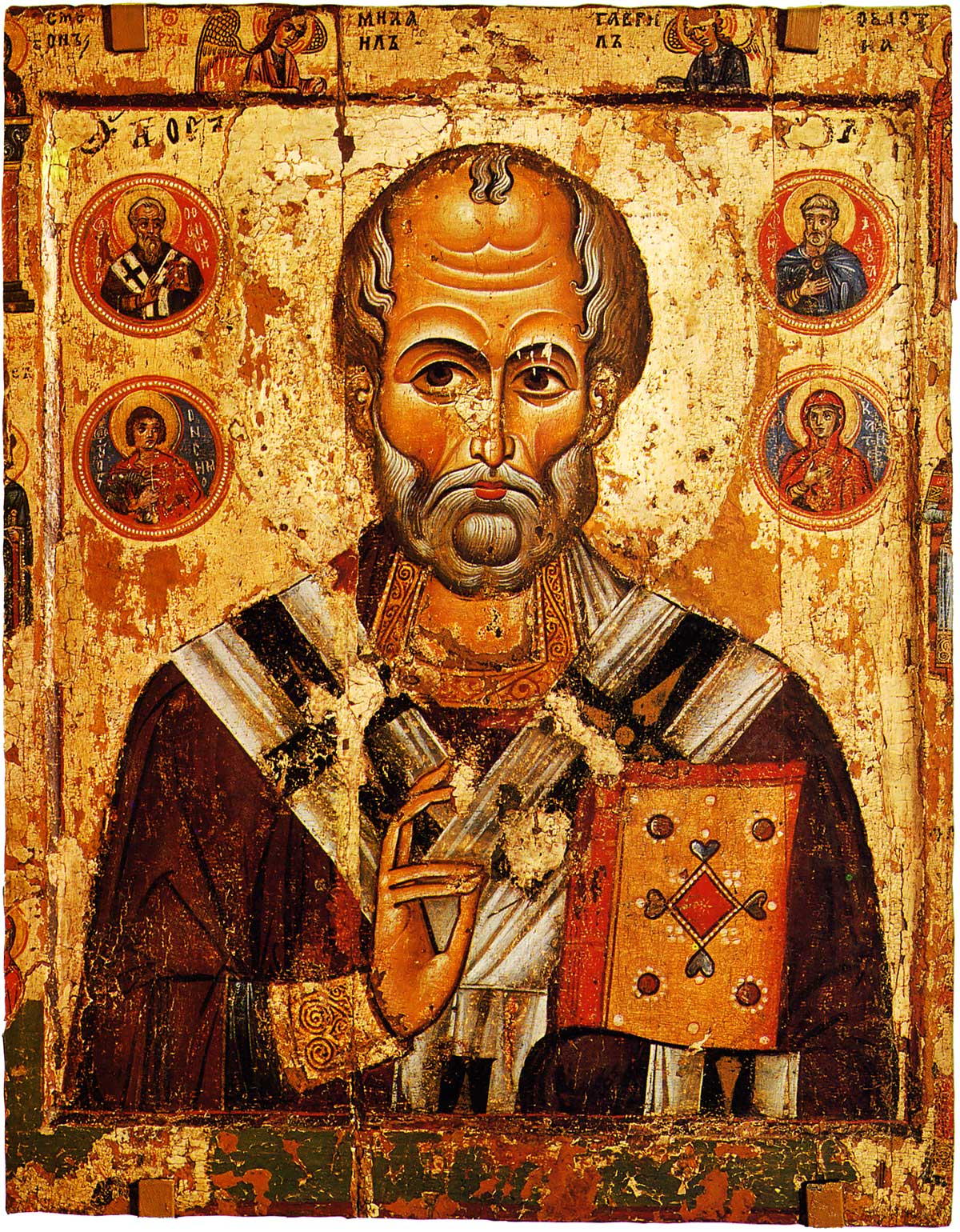
Icône de Nicolas du monastère de l'Esprit-Saint.
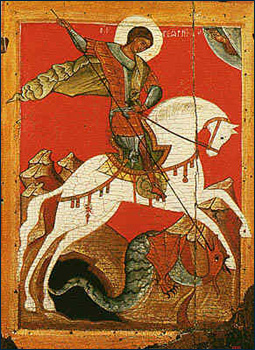
Le Miracle de saint Georges.
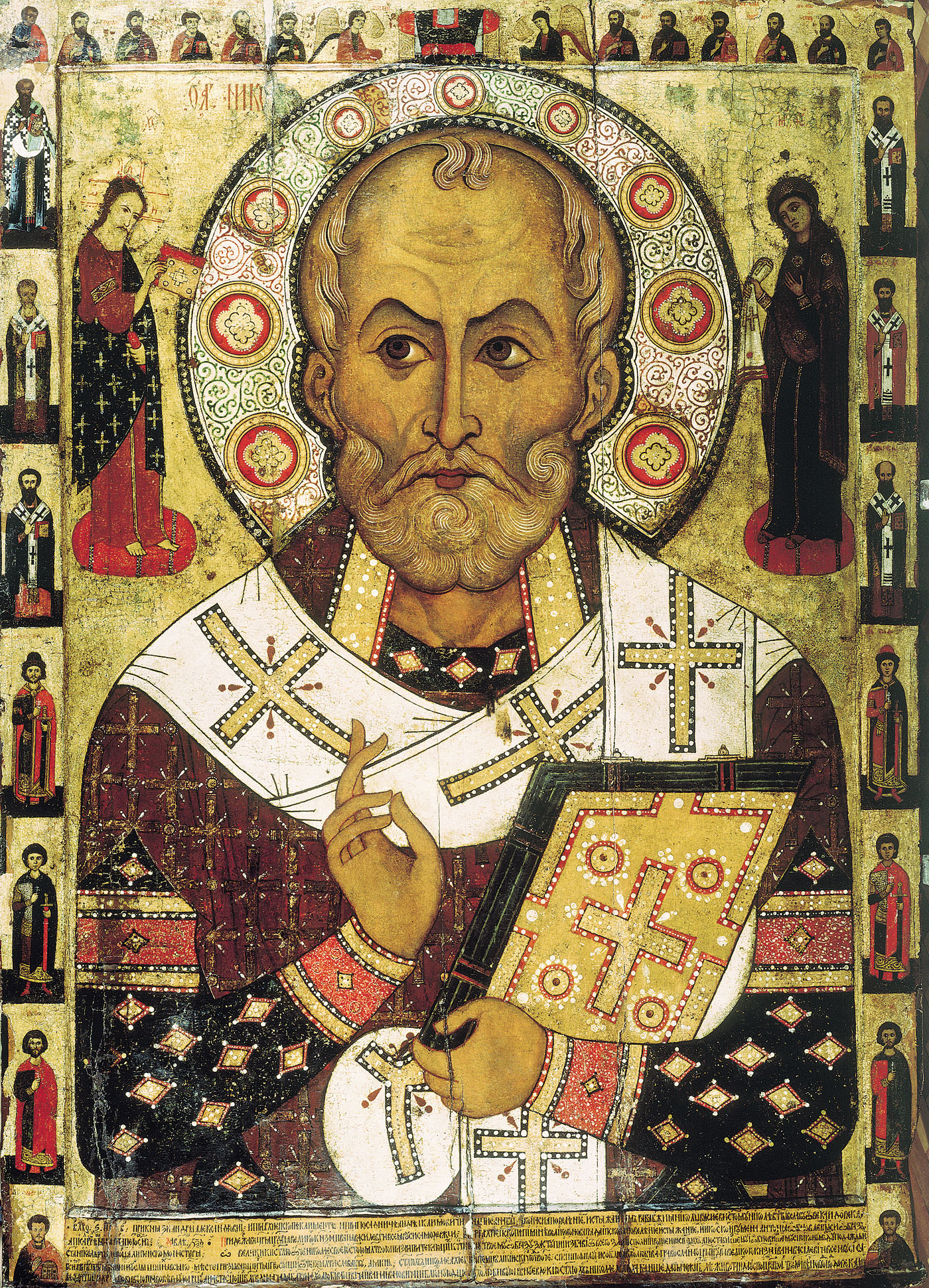
Nicolas Lipenski.
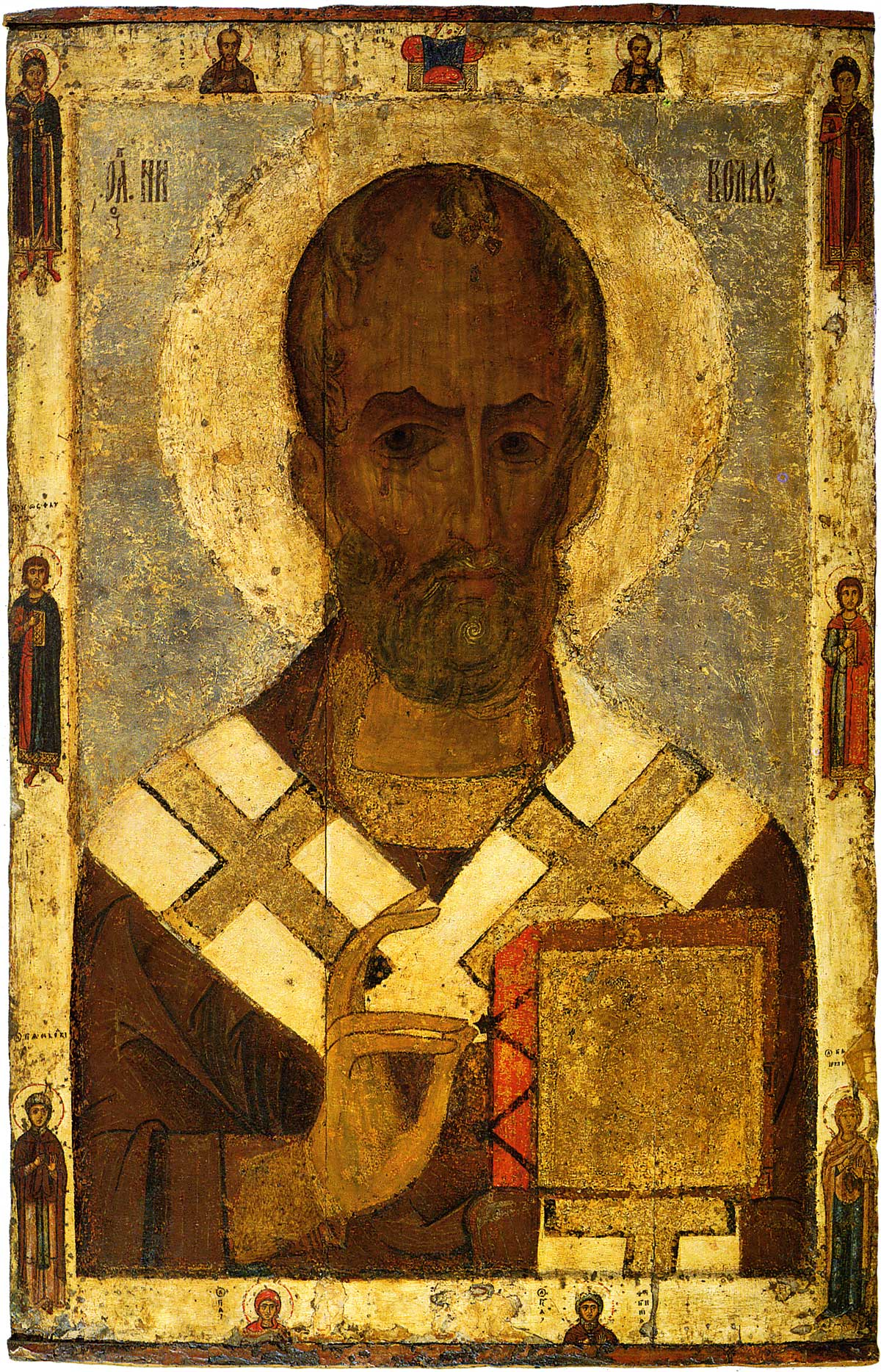
Saint Nicolas le Thaumaturge (icône).

### Héraldique, logotype et devise
| Armoiries de Veliki Novgorod. | Armoiries actuelles de Novgorod, approuvées par la douma municipale le 24 novembre 2010. Les armoiries reprennent les armoiries historiques promulguées par Catherine II le 16 août 1781 a.s.. Les armes comportent une chaise dorée au centre, qui possède un oreiller rouge, et qui est surmontée d'un chandelier avec trois bougies en argent brûlant. Sur l'oreiller se trouve deux sceptres dorés, qui en se croisant, forment une croix. De chaque côté de la chaise se trouve un ours noir, et dans la partie au champ bleu se trouve deux paires de poissons argentés. Elles sont inscrites au registre héraldique d'État de la fédération de Russie sous le numéro 6 682. |

| Flag_of_Veliky_Novgorod.svg | Établi par décision de la douma municipale le 29 novembre 2010. Il est inscrit au registre héraldique d'État de la fédération de Russie sous le numéro 6683. Le drapeau reprend une partie des codes du drapeau blanc-bleu-blanc, qui était la source d'inspiration de l'ancien drapeau de la ville. |

### Personnalités liées à la ville

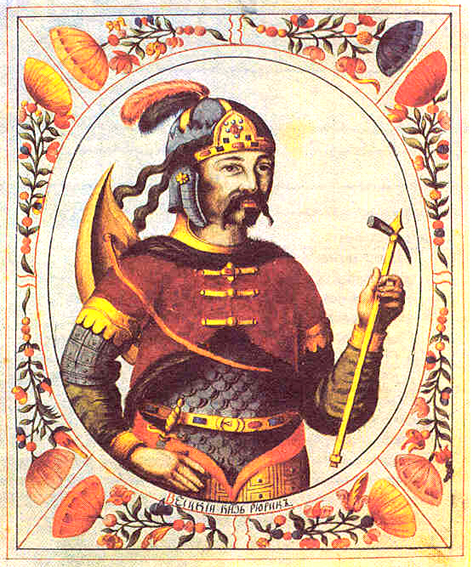
Riourik dans le Tsarsky Titulyarnik, 1672.

La ville de Novgorod, du fait de son histoire, est liée à parmi les plus importantes personnalités de l'histoire de la Russie. Ainsi, le premier souverain de la Russie et fondateur de la dynastie princière russe, Riourik, fut le premier prince de Novgorod de 862 à 879. Son successeur Oleg le Sage, fut aussi prince de Novgorod, et c'est ce dernier qui ajeta les bases de l'État de la Russie kiévienne. Sinon, des figures comme Sviatoslav Ier, Vladimir Ier, Iaroslav Ier de Kiev et Vsevolod III de Vladimir se succédèrent sur le trône.
À la fin de la guerre de Succession moscovite, Dimitri Chemyaka, l'un des deux billgérants, se réfugia dans la ville, et fut assassiné par des persones sous les ordres de Vassili II.
Parmi les natifs de Novgorod à l'époque impériale, l'on peut citer : Vassili Adodouroff (né en 1709), qui fut un célèbre savant russe, membre de l'Académie des sciences de Saint-Pétersbourg ;  Alexandre Souvorov (né en 1730) qui était un général et théoricien militaire russe, un des rares généraux à n'avoir jamais été vaincu ; le comte Alexis Araktcheïev (né en 1769) qui fut général et homme politique russe, ministre de la Guerre ainsi que l'ami et le confident d'Alexandre Ier ; Iossif Gourko (né en 1828), qui était un homme politique et maréchal russe ; Ivan Goremykine (né en 1839), qui a été président du Conseil deux fois ;  Vladimir Nikolaïevitch Kokovtsov (né 1853), qui fut ministre des Finances et président du Conseil ; Anton Arenski (né en 1861), qui était un compositeur russe de musique romantique ; Sergueï Rachmaninov (né en 1873), qui étaut un compositeur, pianiste, et chef d'orchestre ;  Mstislav Doboujinski (né en 1875), un peintre russe, participant au mouvement artistique Mir iskousstva, et critique d'art ; Vsevolod Kotchetov (né en 1912), qui était un écrivain russe, membre de l'Union des écrivains soviétiques.
Le chef de l'expédition archéologique de Novgorod, l'historien et archéologue Valentin Ianine, consacrait ses travaux depuis les années 1950 à la ville. La ville lui a rendu hommage, et il a été inhumé à Novgorod.

## Images de Novgorod

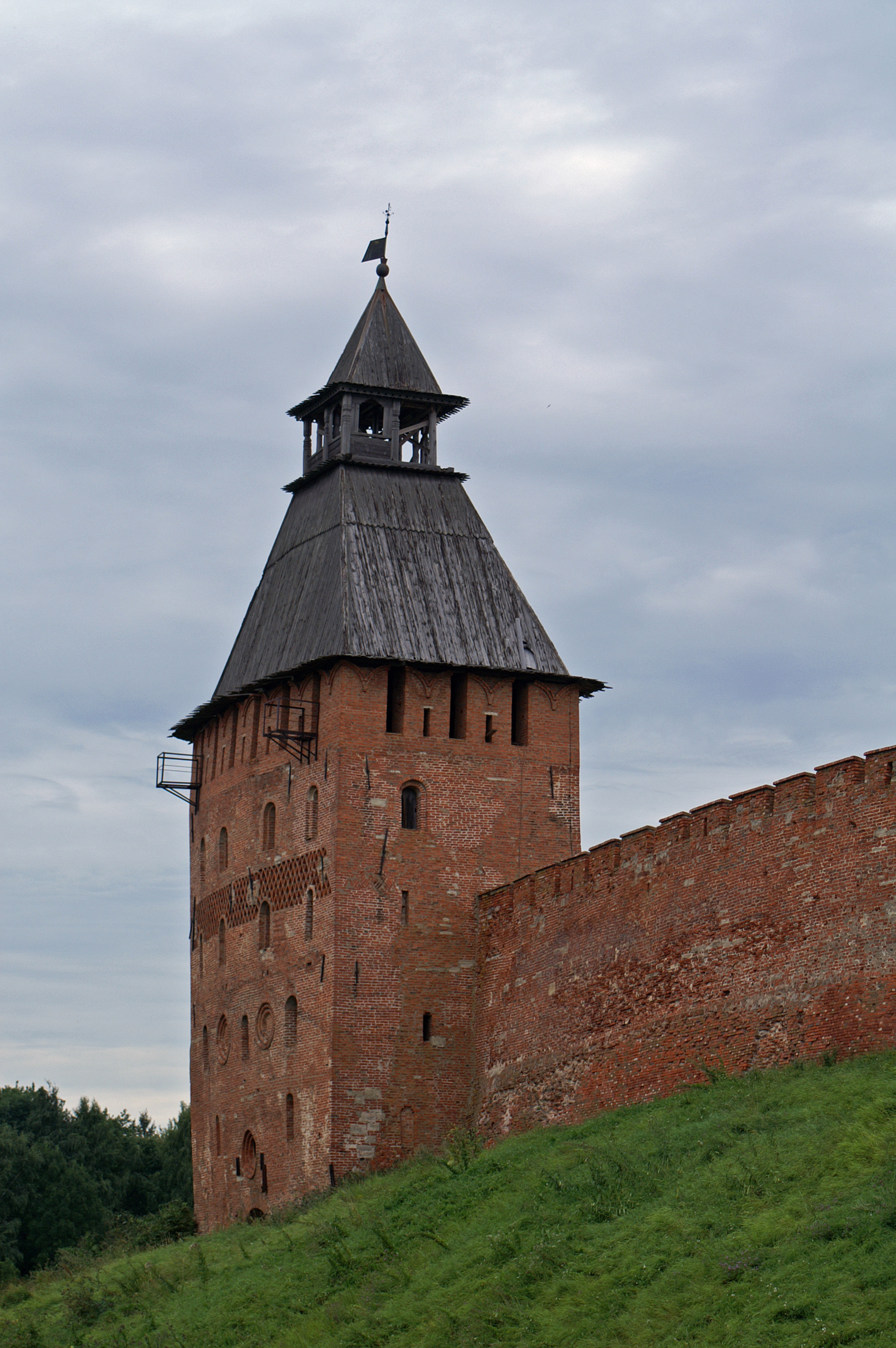
La tour Spasskaïa du Kremlin.
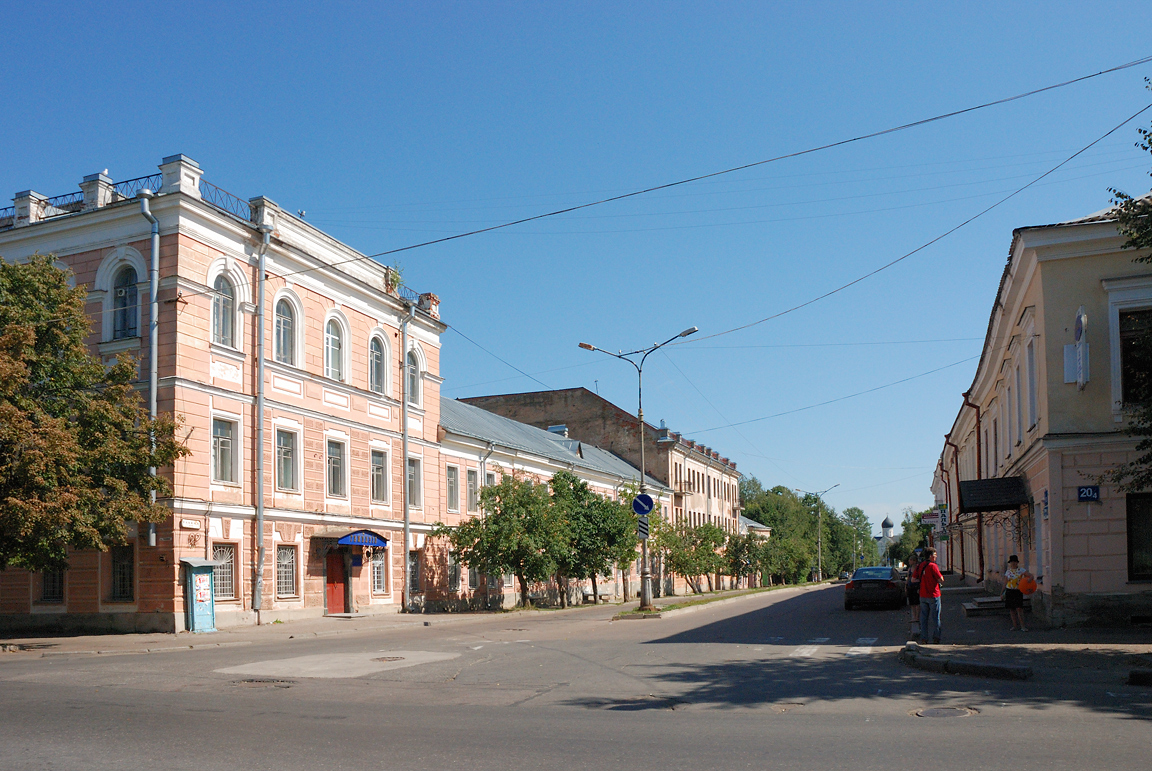
La rue Ilyina dans la vieille ville de Novgorod.
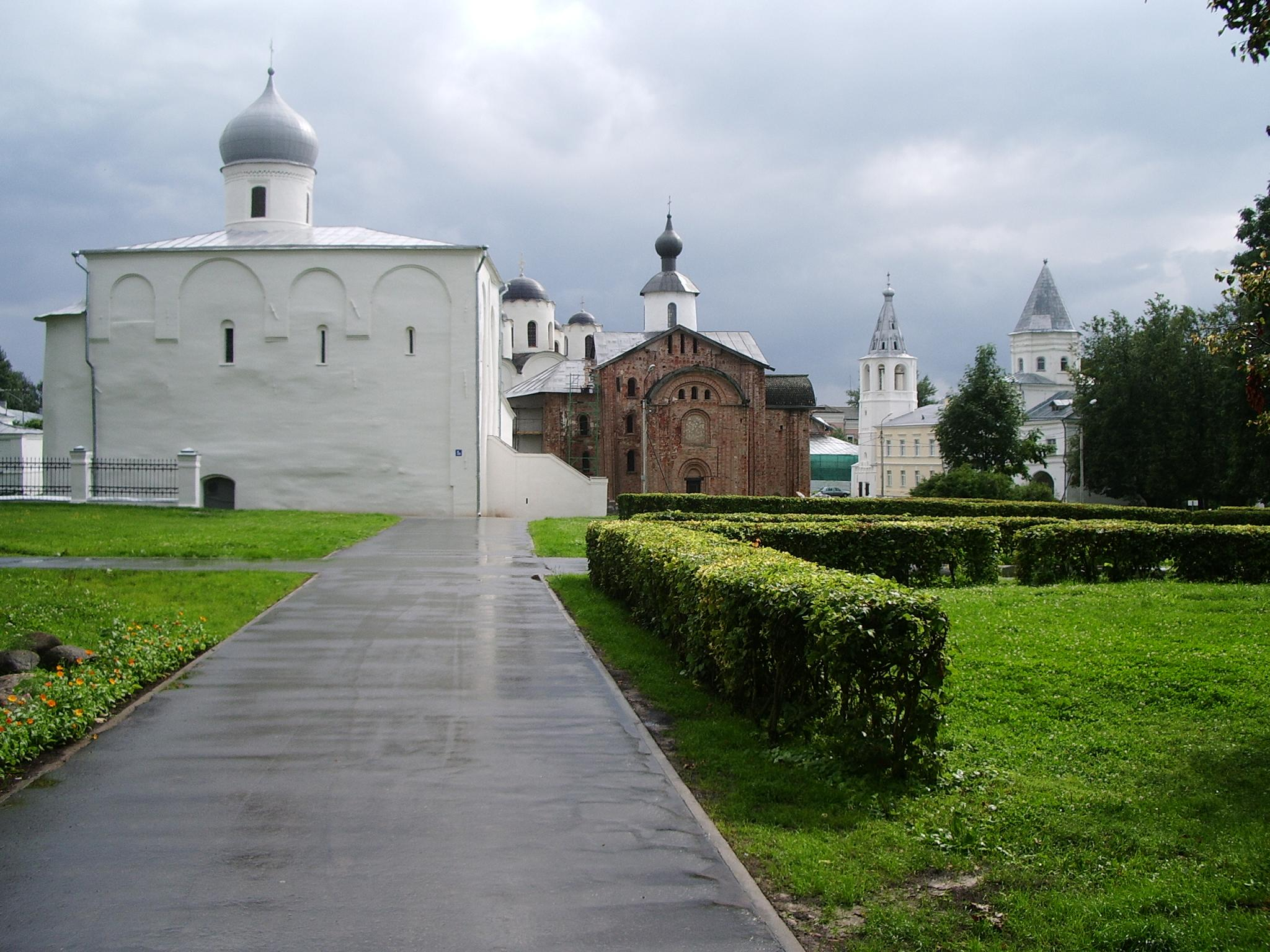
Vue sur la cour de Iaroslav (Novgorod).
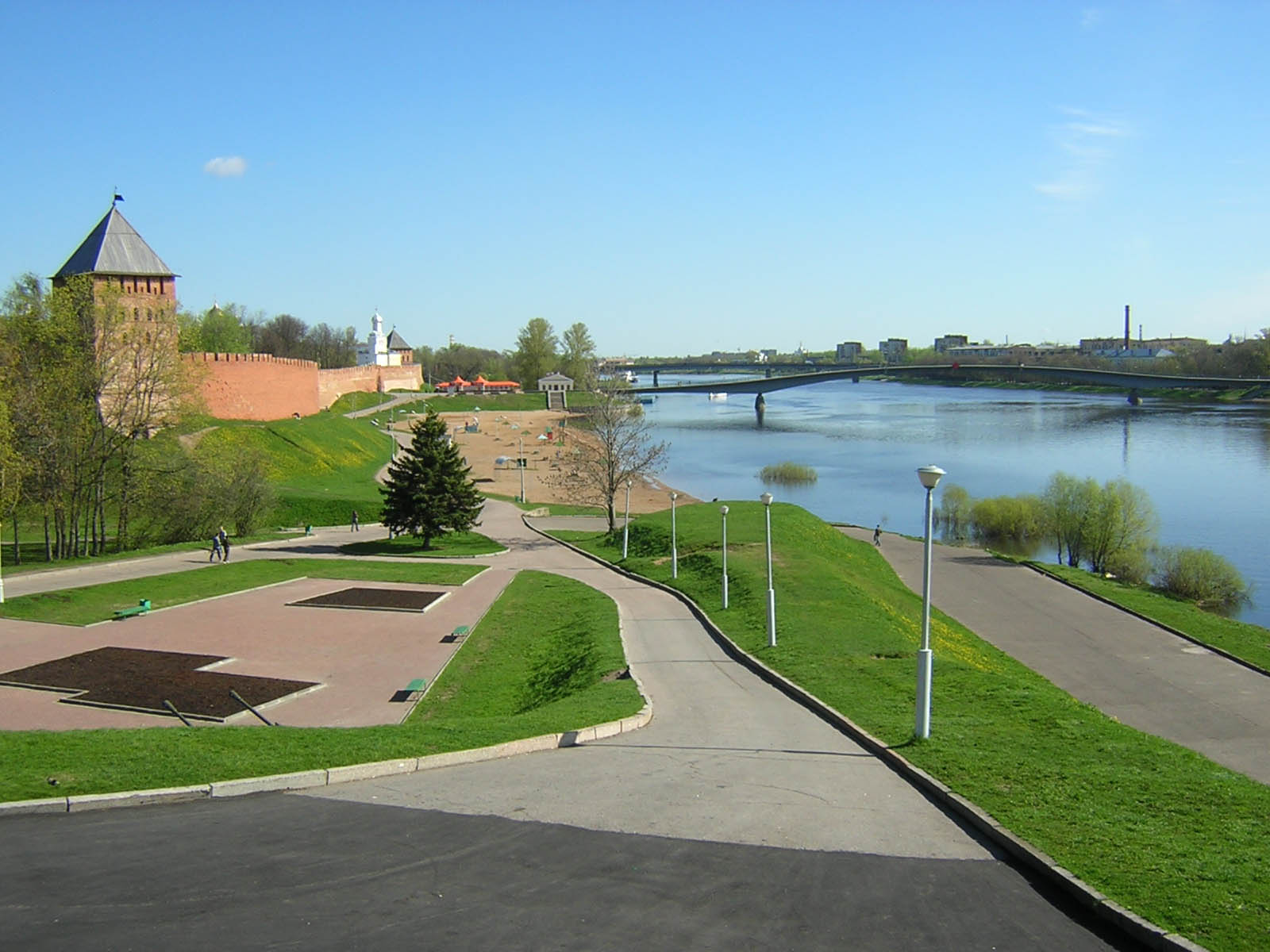
Au bord de la Volkhov.
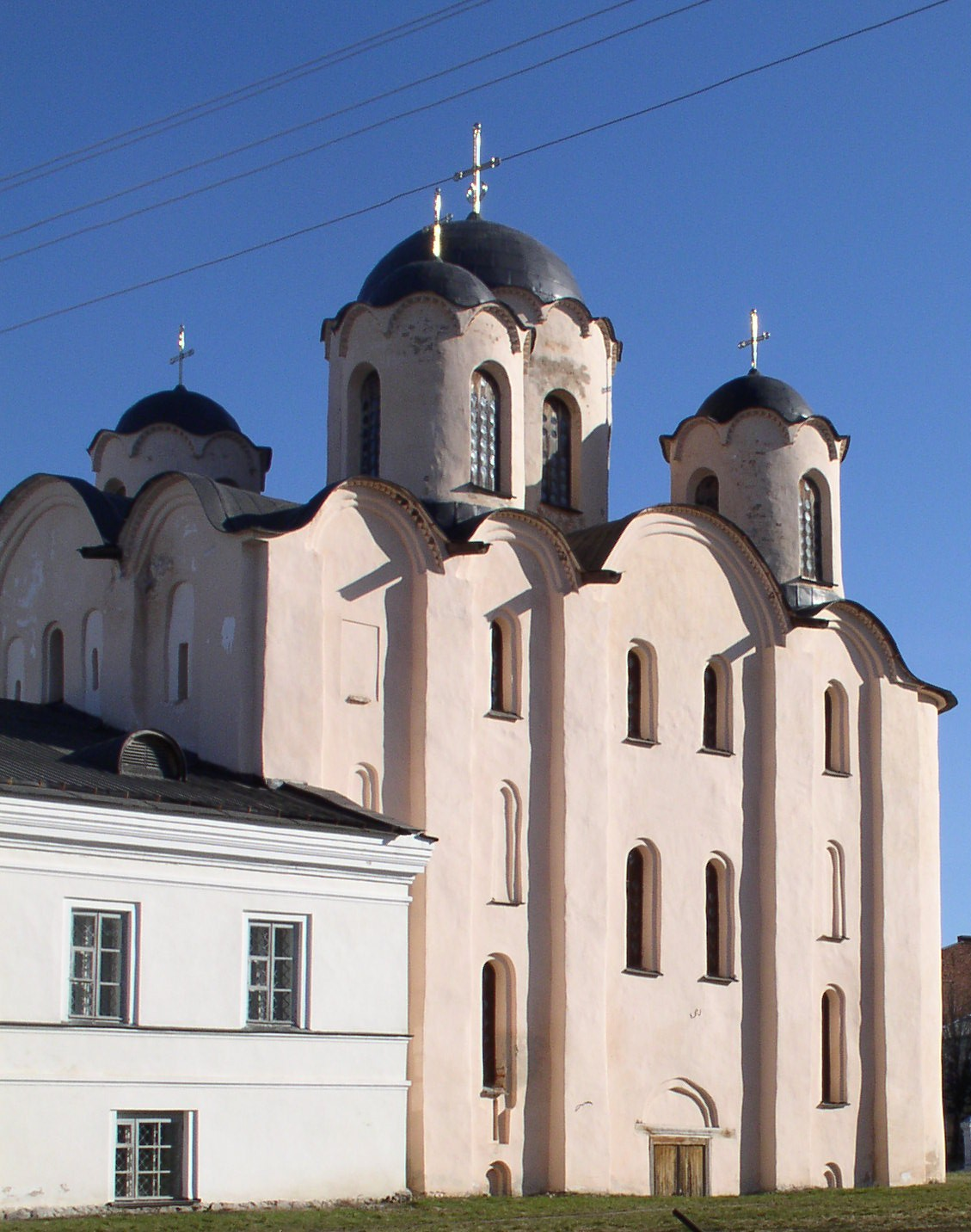
Cathédrale Saint-Nicolas de Novgorod (cathédrale de 1113, contenant des fresques du XIIe siècle).
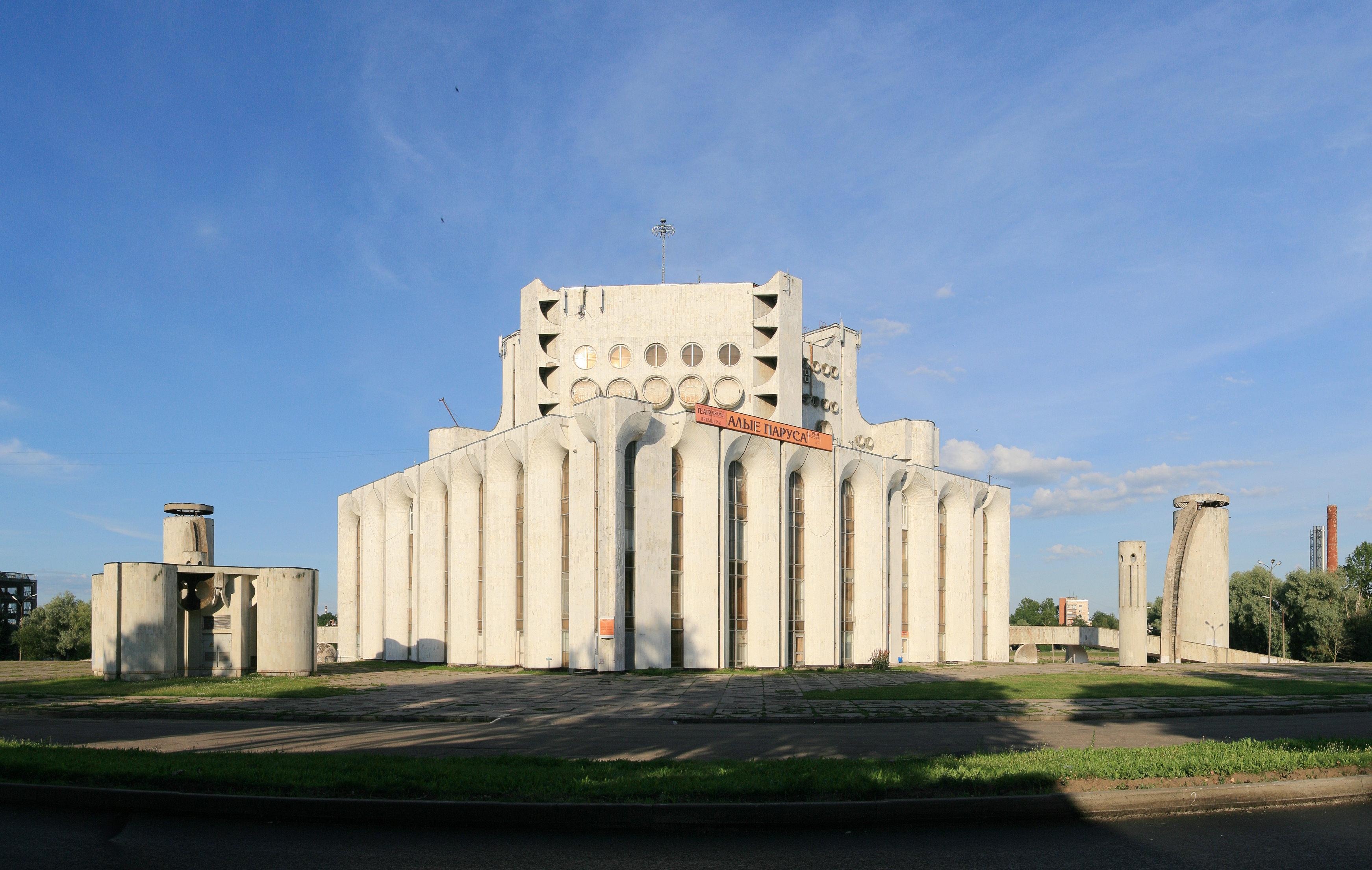
Théâtre de Novgorod.